# Borussia Mönchengladbach
Borussia Mönchengladbach (Vereinsname laut Satzung: Borussia Verein für Leibesübungen 1900 e. V.) ist ein in Mönchengladbach am Niederrhein beheimateter Sportverein.
Der Verein mit den Klubfarben Schwarz, Weiß und Grün hat 106.500 Mitglieder (Stand: 1. Juli 2025) und ist der zehntgrößte Sportverein in Deutschland sowie weltweit auf Rang 18. Der Verein zählt mit bundesweit 1000 Fanklubs (Stand: 8. Juli 2015) zu den beliebtesten Fußballklubs Deutschlands. Der VfL unterhält neben der Herrenfußball-Abteilung, die sich in einen Profi- und Amateurkader und mehrere Jugendmannschaften unterteilt, eine Frauenfußballmannschaft, eine Handball- und eine Tischtennisabteilung. Die erste Mannschaft der Fußballer stieg 1965 in die Bundesliga auf und errang bis heute insgesamt fünf nationale Meistertitel, drei DFB-Pokalsiege und zwei UEFA-Pokalsiege. In der Ewigen Tabelle der Bundesliga belegt der Verein den fünften Platz (Stand: Saisonende 2023/24). Die temporeiche und offensive Spielweise, mit der die Mannschaft in den 1970er Jahren die Bundesliga mit vorwiegend jungen Spielern dominierte, brachte der Mannschaft den Spitznamen „Fohlenelf“ ein.
Die Profifußballabteilung des Vereins wird von der Kapitalgesellschaft Borussia VfL 1900 Mönchengladbach GmbH betrieben, die sich komplett im Besitz des Vereins befindet.

## Geschichte des Vereins

### Gründerjahre und frühe Vereinsgeschichte bis 1933
| Spielzeiten 1900–1933                                                                        | Spielzeiten 1900–1933 | Spielzeiten 1900–1933 | Spielzeiten 1900–1933 |
| Saison                                                                                       | Platz                 | Punkte                | Tore                  |
| -------------------------------------------------------------------------------------------- | --------------------- | --------------------- | --------------------- |
| 1900–1904 keine Teilnahme                                                                    |                       |                       |                       |
| 3. Klasse II. Bezirk 1904/05                                                                 | 1                     | –                     | 03:01                 |
| 1905/06 – keine Teilnahme                                                                    |                       |                       |                       |
| 2. Klasse II. Bezirk 1906/07                                                                 | 1                     | 25:08                 | 16:0                  |
| 2. Klasse II. Bezirk Gruppe:B 1907/08                                                        | 3                     | 19:13                 | 11:09                 |
| B.Klasse Gruppe Süd II. Bezirk 1908/09                                                       | 1                     | 09:03                 | 10:07                 |
| A.Klasse II. / III.Bezirk 1909/10                                                            | 4                     | 12:12                 | 28:29                 |
| A.Klasse II. / V. Bezirk Gruppe West 1910/11                                                 | 5                     | 21:15                 | 48:31                 |
| A.Klasse Rheinischer Südkreis Gruppe Nord 1911/12                                            | 1                     | 25:03                 | 53:10                 |
| Verbandsliga Niederrhein 1912/13                                                             | 6                     | 18:18                 | 31:33                 |
| Kreisliga Rheinischer Nordkreis 1913/14                                                      | 3                     | 15:13                 | 17:20                 |
| Bezirksliga M.-Gladbach 1914 bis 1915, Saisonabbruch nach dem Ausbruch des Ersten Weltkriegs |                       |                       |                       |
| Rheinischer Nordkreis M.-Gladbach 1915/16                                                    | 2                     | 14:06                 | 31:23                 |
| 1916 bis 1918, Saisonabbruch bedingt durch den Ersten Weltkrieg                              |                       |                       |                       |
| Bezirksliga M.-Gladbach 1918/19                                                              | –                     | –                     |                       |
| Kreisliga Rheinischer Westkreis 1919/20                                                      | 2                     | 31:13                 | 57:32                 |
| Kreisliga Rheinischer Westkreis 1920/21                                                      | 2                     | 24:12                 | 63:33                 |
| Rheingauliga 1921/22                                                                         | 3                     | 24:12                 | 53:30                 |
| Rheingauliga Gruppe West 1922/23                                                             | 3                     | 13:07                 | 23:12                 |
| Rheingauliga Gruppe West 1923/24                                                             | 2                     | 14:06                 | 38:15                 |
| Rheingauliga Gruppe West 1924/25                                                             | 5                     | 11:09                 | 33:14                 |
| Rheingauliga Gruppe West 1925/26                                                             | 2                     | 16:04                 | 43:18                 |
| Rheinbezirksliga Gruppe 1 1926/27                                                            | 2                     | 21:27                 | 54:27                 |
| Rheinbezirksklasse Gruppe 2 1927/28                                                          | 2                     | 25:03                 | 61:22                 |
| Rheinbezirksklasse Gruppe 1 1928/29                                                          | 1                     | 37:07                 | 76:23                 |
| Rheinbezirksliga 1929/30                                                                     | 4                     | 30:18                 | 68:50                 |
| Rheinbezirksliga Gruppe 2 1930/31                                                            | 8                     | 16:24                 | 31:51                 |
| Rheinbezirksliga Gruppe 1 1931/32                                                            | 5                     | 18:18                 | 45:45                 |
| Rheinbezirksliga Gruppe 2 1932/33                                                            | 8                     | 22:22                 | 45:36                 |
| grün unterlegt: Aufstieg in die nächsthöhere Spielklasse                                     |                       |                       |                       |

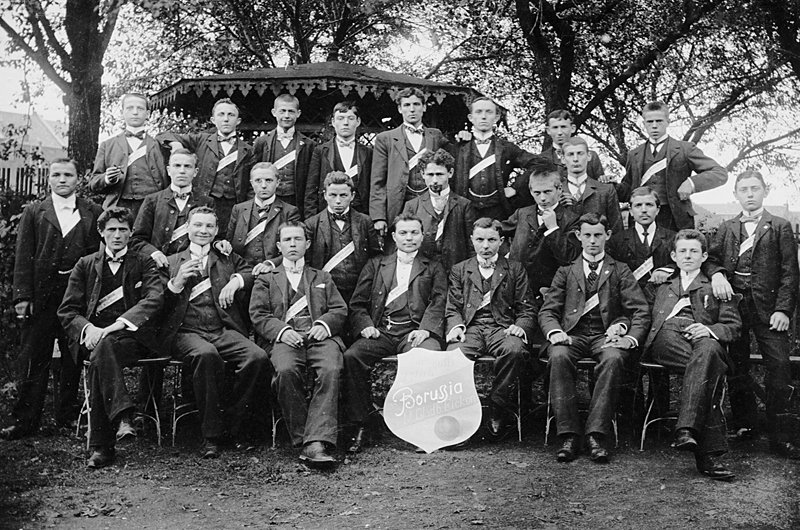
Spieler von FC Borussia im Jahr 1900

Wappen von FC Borussia zwischen 1904 und 1919

Als Wegbereiter des Vereins Borussia Mönchengladbach gilt eine Gruppe von Spielern, die nach ihrem Austritt aus dem Sportverein „Germania“ am 17. November 1899 in der Gaststätte Anton Schmitz in der Alsstraße im Mönchengladbacher Stadtteil Eicken eine Spielgemeinschaft mit dem Namen „FC Borussia“ gründeten. Borussia ist der lateinische Name Preußens, zu dem Mönchengladbach seit 1815 gehörte.
Diese Spielgemeinschaft trat zu Beginn des Jahres 1900 in die katholische Marianische Jünglings-Congregation im Stadtteil Eicken ein, die bereits über einen Fußballplatz verfügte. Am 1. August 1900 gründet die Spielgemeinschaft den Fußballklub Borussia 1900. Nach ersten sportlichen Erfolgen gegen Nachbarvereine beantragte der Verein die Aufnahme in den 1898 gegründeten Rheinisch-Westfälischen Spielverband. Dies führte zu internen Unstimmigkeiten und im Mai 1903 beschloss der Verein den Schritt in die Selbstständigkeit und den Austritt aus der Congregation. Am 23. März 1910 registrierte das Amtsgericht Mönchengladbach, das zu dieser Zeit offiziell München Gladbach oder kurz M.gladbach hieß, die Borussia als Nummer 30 im Vereinsregister unter dem Namen Borussia 1900 M.gladbach.
Der Westdeutsche Spiel-Verband, wie der Rheinisch-Westfälische Spielverband nach einer Umbenennung seit 1907 hieß, wies Borussia der dritten Klasse des 2. Verbandsbezirks zu. Der Mannschaft mit Hermann Ditgens, dem Vater des späteren Borussen-Spielers Heinz Ditgens, gelang im Jahr 1909 der Aufstieg in die A-Klasse, der zum damaligen Zeitpunkt höchsten Spielklasse. Da der Westdeutsche Spiel-Verband in diesem Jahr die Verbandsliga als oberste Klasse einführte, blieb die Borussia in der A-Klasse und damit zweitklassig. In der Spielzeit 1911/12 gewann Borussia die Meisterschaft in der A-Klasse (Rheinischer Südkreis, Gruppe Nord), stieg in die Verbandsliga und damit zum ersten Mal in ihrer Geschichte in die oberste Klasse auf. Mit einem Sieg gegen den Essener SpV99 in der Kreismeisterschaft schaffte die Mannschaft den Einzug in die Endrunde der westdeutschen Meisterschaft. Das Endspiel verlor die Mannschaft gegen den Verbandsligameister Kölner BC 01, aus dem später der 1. FC Köln hervorging. Die Endrundenteilnahme steigerte die Bekanntheit des Vereins.
Im März 1914 erwarb der Verein die Sportanlage De Kull, eine ausgebaute Kiesgrube, auf deren Gelände das spätere Bökelbergstadion entstand. Da die vereinseigenen Mittel nicht ausreichten, finanzierte der Verein den Kauf durch die Ausgabe von Anteilscheinen. In die Phase des Stadionausbaus fiel der Beginn des Ersten Weltkriegs. Der Verein hielt trotz widriger Umstände den Spielbetrieb bis 1916 aufrecht. Zu diesem Zeitpunkt waren bereits viele Vereinsmitglieder einberufen. Schon Ende des Jahres 1917 nahm der Verein den Spielbetrieb wieder auf. Nach dem Krieg setzte der Verein den Ausbau des Stadions fort. Es entstand durch die Mithilfe der Vereinsmitglieder ein modernes Stadion mit Einzäunung, Kassenhäuschen und Drainage. Der Verein eröffnete am 20. September 1919 die Spielstätte unter dem Namen Westdeutsches Stadion.
Im gleichen Jahr fusionierte der Verein 1919 kurzzeitig mit dem Turnverein Germania 1889 zum VfTuR 1889 M.Gladbach. Mit der westdeutschen Meisterschaft 1920 erlebte der fusionierte Verein seinen ersten großen Erfolg. Wieder standen Borussia und der Kölner BC im Endspiel, diesmal siegte die Borussia in der Verlängerung durch ein Elfmetertor des Mittelstürmers Paul Pohl mit 3:1.
Durch den Sieg in der westdeutschen Meisterschaft nahm der VfTuR an der Endrunde um die deutsche Meisterschaft 1920 teil. Durch eine 0:7-Niederlage gegen die SpVgg Fürth schied die Mannschaft im Viertelfinale aus.
Als nächsten sportlichen Erfolg feierte die Borussia die Rheinbezirksmeisterschaft 1929 mit einem 1:0-Sieg über den amtierenden westdeutschen Meister SVg Köln-Sülz 07. In der westdeutschen Meisterschaft unterlag die Mannschaft jedoch dem FC Schalke 04 um den damaligen Star Ernst Kuzorra.

### 1933 bis 1945 – Gau- und Bezirksliga
| Spielzeiten 1933–1945                                                                                         | Spielzeiten 1933–1945 | Spielzeiten 1933–1945 | Spielzeiten 1933–1945 |
| Saison | Platz                 | Punkte                | Tore                  |
| --- | --------------------- | --------------------- | --------------------- |
| Gauliga X. Niederrhein                                                                                        | 5                     | 24:20                 | 42:46                 |
| Gauliga X. Niederrhein 1934/35                                                                                | 3                     | 22:18                 | 32:24                 |
| Gauliga X. Niederrhein 1935/36                                                                                | 9                     | 12:24                 | 24:42                 |
| Bezirksklasse Gruppe 1 1936/37                                                                                | 2                     | 29:11                 | 58:22                 |
| Bezirksklasse Gruppe 1 1937/38                                                                                | 3                     | 24:12                 | 55:28                 |
| Bezirksklasse Gruppe 1 1938/39                                                                                | 1                     | 35:05                 | 66:08                 |
| Bezirksklasse Gruppe 4 1939/40                                                                                | 1                     | 45:07                 | 98:31                 |
| 1. Klasse Niederrhein Gruppe 3 1940/41                                                                        | 1                     | 41:07                 | 92:30                 |
| 1. Klasse Niederrhein Gruppe 3 1941/42                                                                        | 3                     | 28:16                 | 70:56                 |
| 1. Klasse Niederrhein Gruppe 3 1942/43                                                                        | 2                     | 27:09                 | 56:37                 |
| Bezirksklasse Gruppe 5 1943/44                                                                                | 1                     | 28:08                 | 75:26                 |
| 1944/45, Saisonausfall bedingt durch den Zweiten Weltkrieg                                                    |                       |                       |                       |
| Der erste Tabellenplatz berechtigte zu Endrunden, von denen die Mannschaft keine für sich entscheiden konnte. |                       |                       |                       |

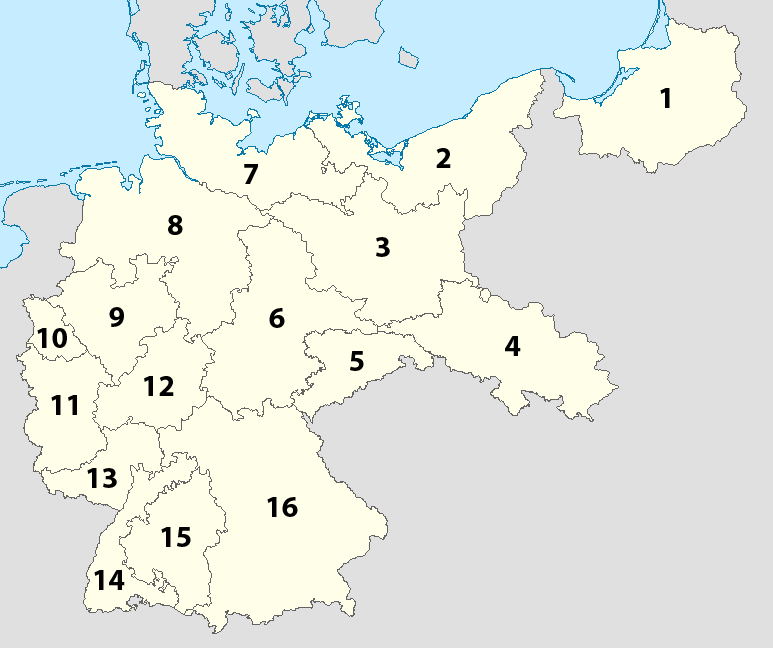
Karte der Sportgaue im Dritten Reich

Nach der Machtübernahme ernannten die Nationalsozialisten das SA-Mitglied Hans von Tschammer und Osten 1933 zum Reichskommissar für Turnen und Sport und kurz darauf zum Reichssportführer. Im Zuge der Gleichschaltung löste dieser im Mai 1933 den Deutschen Reichsausschuss für Leibesübungen auf und richtete 15 Fachressorts ein, darunter ein Fachamt Fußball. Alle Vereine gaben sich gleichzeitig eine Einheits-Satzung, führten das Führerprinzip ein und schlossen jüdische Mitglieder aus. Die neuen Machthaber änderten das Ligasystem im deutschen Fußball und führten 16 Gauligen ein, welche die höchste deutsche Spielklasse darstellten. Borussia zwangen sie zu einer Fusion mit dem Sport-Club 1894 e. V., dem späteren 1. FC Mönchengladbach. Den zwangsfusionierten Club stufte der Deutsche Reichsbund für Leibesübungen in die Gauliga Niederrhein ein (siehe nebenstehende Karte Nr. 10). Der Verein engagierte in diesem Jahr die ersten Trainer. Die Fusionierung wurde im nächsten Jahr rückgängig gemacht und Borussia stieg nach drei Spielzeiten – 1933/34 bis 1935/36 – in die Bezirksliga ab. Der Reichstrainer Otto Nerz nominierte den Borussen-Abwehrspieler Heinz Ditgens trotz des Abstiegs bei den Olympischen Spielen in Berlin für die deutsche Fußballnationalmannschaft. Ditgens avancierte damit zum ersten Nationalspieler von Borussia Mönchengladbach. Borussia siegte zwar in den folgenden Spielzeiten 1939 und 1940 in der Bezirksliga, scheiterte jedoch in diesen Jahren bereits in den Aufstiegsrunden. Nach dem Ausbruch des Zweiten Weltkrieges versuchte der Verein den Spielbetrieb aufrechtzuerhalten, stellte ihn jedoch zur Saison 1944/45 ein.

### Nachkriegszeit bis 1959
| Spielzeiten 1945–1959                                    | Spielzeiten 1945–1959 | Spielzeiten 1945–1959 | Spielzeiten 1945–1959 | Spielzeiten 1945–1959 |
| Saison                                                   | Platz                 | Punkte                | Tore                  | Zuschauerschnitt      |
| -------------------------------------------------------- | --------------------- | --------------------- | --------------------- | --------------------- |
| Kurzsaison Bereich München-Gladbach 1946                 | 01                    | 15:05                 | 34:016                | k. A.                 |
| Bezirksliga Gruppe 2 1946/47                             | 01                    | 24:08                 | 39:027                | k. A.                 |
| Landesliga Niederrhein Gruppe 3 1947/48                  | 06                    | 18:18                 | 40:035                | k. A.                 |
| Landesliga Niederrhein Gruppe 3 1948/49                  | 04                    | 25:19                 | 47:024                | k. A.                 |
| Zweite Liga West 1949/50                                 | 02                    | 40:20                 | 80:055                | k. A.                 |
| Oberliga West 1950/51                                    | 14                    | 25:35                 | 47:072                | 15.133                |
| Zweite Liga West 1951/52                                 | 01                    | 42:14                 | 69:035                | 10.133                |
| Oberliga West 1952/53                                    | 14                    | 21:39                 | 31:080                | 12.533                |
| Oberliga West 1953/54                                    | 12                    | 27:33                 | 56:073                | 13.533                |
| Oberliga West 1954/55                                    | 14                    | 26:34                 | 48:065                | 13.066                |
| Oberliga West 1955/56                                    | 11                    | 26:34                 | 60:070                | 13.333                |
| Oberliga West 1956/57                                    | 16                    | 10:50                 | 39:112                | 07.000                |
| Zweite Liga West 1957/58                                 | 02                    | 43:17                 | 75:037                | 08.467                |
| Oberliga West 1958/59                                    | 13                    | 25:35                 | 39:058                | 13.733                |
| grün unterlegt: Aufstieg in die nächsthöhere Spielklasse |                       |                       |                       |                       |

Nach dem Zweiten Weltkrieg richtete der Verein mit Hilfe der britischen Besatzungstruppen das zwischenzeitlich zur Panzerwerkstatt umgerüstete Bökelbergstadion wieder für den Spielbetrieb her. Das erste Spiel nach dem Krieg trug die Mannschaft 1946 gegen den Rheydter SV aus. Nach zwei Runden – 1947/48 und 1948/49 in der Landesliga Niederrhein – übernahm Edmund Pulheim den Vereinsvorsitz. Unter Hans Krätschmer wurde die Mannschaft 1947 Bezirksligameister und stieg in die Landesliga auf. Der Verein verpflichtete mit Paul Pohl und Heinz Ditgens 1949/50 zwei ehemalige Spieler zur ersten Runde der 2. Liga West als Trainer. Durch den Beitritt des Vereins in die neu geschaffene Gemeinschaft der Vertragsspieler-Clubs am 24. Juli 1949 erhielten die Spieler den Status von bezahlten Vertragsspielern. Borussia stieg trotz Niederlagen im direkten Vergleich gegen den Konkurrenten und späteren Amateurmeister Hombrucher FV 09 als Vizemeister der 2. Liga West am 14. Mai 1950 in die damals höchste Spielklasse, die Oberliga West, auf. Gleichzeitig gelang dies dem lokalen Konkurrenten Rheydter SV, der in der Gruppe 1 den Oberligaaufstieg bewerkstelligte. Die erste Saison 1950/51 schloss die Borussia in der 16 Vereine zählenden Oberliga West auf dem unter regulären Bedingungen klassenerhaltenden 14. Platz ab. Nach dem damals geltenden Regelwerk erkannte der Westdeutsche Fußballverband einen am grünen Tisch errungenen Sieg gegen Borussia Dortmund nicht an. Die Mannschaft stieg dadurch nach einem verlorenen Entscheidungsspiel gegen Alemannia Aachen in die 2. Liga West ab.
Bedingt durch den sportlichen Rückschritt verließen viele Spieler den Verein. Für den Neuanfang und den Wiederaufstieg in die Oberliga, der auf Anhieb – Borussia errang 1951/52 die Meisterschaft in der 2. Liga West – gelang, engagierte Borussia Fritz Pliska als spielenden Trainer. Die Oberligasaison 1952/53 verlief sportlich ähnlich der ersten. Borussia erreichte Platz 14, der diesmal zum Klassenerhalt ausreichte. Für die Folgesaison tätigte der neue Vorstand um den Unternehmer Theo Grams umfangreiche Neueinkäufe. Vor allem der Sturm war mit Heinz Janssen (12 Tore), Ewald Nienhaus (15 Tore) und Heinz Reh (15 Tore) in der Saison 1953/54 erfolgreich. Die Mannschaft gelangte auf den zwölften Rang in der Abschlusstabelle. Im Jahr 1954 verkaufte der Verein das Bökelbergstadion auf Grund von Schulden an die Stadt München-Gladbach und mietete fortan das Stadion. Bis zur Saison 1955/56 blieb die Mannschaft im hinteren Mittelfeld der Oberliga. Am 30. Januar 1955 gab es mit einem 6:6 gegen Borussia Dortmund das höchste Unentschieden der Vereinsgeschichte.
Für die Saison 1956/57 verpflichtete Borussia Toni Turek als Torwart, einen der Weltmeister von 1954, der zu vier Einsätzen kam. Mit Albert Brülls verpflichtete der Verein in der Saison 1955/56 einen jungen Spieler, der den Verein 1960 zum Gewinn des DFB-Pokals führen sollte. Trotz dieser Spieler beendete Borussia 1957 die Saison mit 112 Gegentoren auf dem letzten Tabellenplatz und stieg erneut ab. Insgesamt 27 verschiedene Spieler setzte der Trainer ein. Die Fans zweifelten an einer klaren sportlichen Linie und die Zuschauerzahlen gingen zurück. Das Saisoneröffnungsspiel der Saison 1956/57 besuchten noch 25.000 Zuschauer, beim letzten Spiel der darauffolgenden Saison kamen nur 1.000 Besucher. Wie zuvor stieg die Borussia nach einer Spielzeit als Zweiter der 2. Liga West wieder auf. In den folgenden Jahren festigte die Borussia ihre Stellung im unteren Mittelfeld der Tabelle. Albert Brülls debütierte im Oktober 1959 unter Bundestrainer Sepp Herberger in der Nationalmannschaft. Mit Friedhelm Frontzeck verpflichtete die Borussia zur Saison 1959/60 den Vater des späteren Spielers und Trainers Michael Frontzeck. Bei den Heimspielen verzeichnete Borussia einen neuen Rekord von durchschnittlich 15.125 Zuschauern pro Spiel.

### 1960 bis 1965 – DFB-Pokalsieger und Aufstieg in die Bundesliga
| Spielzeiten 1959/60 – 1964/65                                                               | Spielzeiten 1959/60 – 1964/65 | Spielzeiten 1959/60 – 1964/65 | Spielzeiten 1959/60 – 1964/65 | Spielzeiten 1959/60 – 1964/65 |
| Saison                                                                                      | Platz                         | Punkte                        | Tore                          | Zuschauerschnitt              |
| ------------------------------------------------------------------------------------------- | ----------------------------- | ----------------------------- | ----------------------------- | ----------------------------- |
| Oberliga West 1959/60                                                                       | 14                            | 27:33                         | 38:52                         | 16.134                        |
| Oberliga West 1960/61                                                                       | 06                            | 31:29                         | 58:58                         | 22.400                        |
| Oberliga West 1961/62                                                                       | 13                            | 21:39                         | 42:57                         | 13.543                        |
| Oberliga West 1962/63                                                                       | 11                            | 24:36                         | 44:60                         | 11.200                        |
| Regionalliga West 1963/64                                                                   | 08                            | 41:35                         | 71:47                         | 12.000                        |
| Regionalliga West 1964/65                                                                   | 01                            | 52:16                         | 92:39                         | 22.334                        |
| gelb unterlegt: Als Staffelmeister teilnahmeberechtigt zur Aufstiegsrunde in die Bundesliga |                               |                               |                               |                               |

Im Jahr 1960 spielte der Verein im Mittelfeld der Oberliga West und wies bis dahin keine nennenswerten Ergebnisse in der Hauptrunde des DFB-Pokals auf. In den ersten Runden des Pokalwettbewerbs 1960 auf der Ebene des Westdeutschen Fußballverbandes erzielte Borussia Erfolge gegen den FC Geistenbeck (Amateure) und den SC Viktoria Köln, das Halbfinale des WFV-Pokals erreichte die Mannschaft durch Losentscheid. Bedingt durch mehrere Wiederholungsspiele dauerte die Pokalrunde länger als die Saison und mehrere Spieler sowie der Trainer verließen den Verein nach dem Viertelfinale. Borussia trat zum Halbfinale unter dem neuen Trainer Bernd Oles und mit einer neu geformten Mannschaft gegen Borussia Dortmund an. Nach dem Sieg gegen Dortmund feierte Borussia schließlich im Düsseldorfer Rheinstadion gegen den 1. FC Köln den Finalsieg im WFV-Pokal. Dieser Sieg bedeutete gleichzeitig die Qualifikation für das Halbfinale des DFB-Pokals, in dem die Mannschaft den amtierenden deutschen Meister Hamburger SV mit so bekannten Spielern wie Uwe Seeler, Klaus Stürmer und Gert Dörfel mit 2:0 besiegte. Im Pokalfinale, das wieder im Rheinstadion stattfand, schlug Borussia am 5. Oktober 1960 den Karlsruher SC mit 3:2 und gewann dadurch zum ersten Mal den DFB-Pokal.
Nach dem Beschluss der nordrhein-westfälischen Landesregierung vom 11. Oktober 1960, die Stadt München-Gladbach in Mönchengladbach umzubenennen, heißt der Verein seitdem offiziell Borussia Mönchengladbach.
Als erste deutsche Fußballmannschaft (neben dem Vertreter des DFV der DDR ASK Vorwärts Berlin) konnte die Borussia am Europapokal der Pokalsieger teilnehmen. Gegen den späteren Finalteilnehmer Glasgow Rangers verlor die Mannschaft im Viertelfinale das Heimspiel mit 0:3 und das Auswärtsspiel im Ibrox Park mit 0:8.
Die Saison 1961/62 in der Oberliga endete wieder auf dem 13. Tabellenplatz. In der Oberliga-Saison 1962/63 hoffte der Verein vergeblich, in den Kreis der vom DFB festgelegten Vereine zu gehören, die im nächsten Jahr in die neu gegründete Bundesliga starten würden. Helmut Beyer, der für 30 Jahre im Amt blieb, übernahm in dieser Saison die Verantwortung als Präsident und Helmut Grashoff trat das Amt als zweiter Vorsitzender an. Im Juli 1962 verpflichtete Borussia Fritz Langner als neuen Trainer, der im Jahr 1959 mit Westfalia Herne die westdeutsche Meisterschaft errungen hatte. Die neue Führung verkaufte zunächst zum Leidwesen des neuen Trainers den Spieler Albert Brülls für eine Rekordsumme von 250.000 DM nach Italien an den FC Modena und sanierte den Verein damit finanziell. Helmut Grashoff, der die Summe in italienischer Lira in bar in einem Koffer übernahm, sagte später, er habe nach der Geldübergabe Angst gehabt, „für einen Bankräuber gehalten zu werden“. Den Erlös aus dem Transfer setzte Langner ein, um den Kader umzubauen durch die Verpflichtung von Spielern wie Heinz Lowin, Heinz Crawatzo und Siegfried Burkhardt. In diesem Jahr gewann die A-Jugend mit den späteren Profispielern Jupp Heynckes und Herbert Laumen die westdeutsche Meisterschaft. Die Saison schloss Borussia nach einer schwachen Hinrunde durch die Verdienste des Torwarts Manfred Orzessek auf dem elften Tabellenplatz ab.
In der Saison 1963/64 strukturierte der DFB das Fußball-Ligasystem um. Der DFB führte die Bundesliga ein und gruppierte Borussia Mönchengladbach in die neu geschaffene Regionalliga West ein. Langner verließ Borussia im April 1964, um das Bundesliga Gründungsmitglied Schalke 04 zu trainieren. Als Neuzugang verpflichtete der Verein mit Günter Netzer einen Spieler, dessen Name bis heute mit den sportlichen Erfolgen der Borussia verknüpft wird. Als Ersatz für Langner empfahl Sepp Herberger seinen Assistenten der Saison 1954/55, Hennes Weisweiler. Zum Zeitpunkt der Verpflichtung hatte Weisweiler bereits den 1. FC Köln, Viktoria Köln und den Rheydter SV trainiert. Mit dem Rheydter SV stieg er in die Oberliga West auf, im Jahr darauf wieder in die 2. Division ab. In der Oberliga-Saison 1962/63 kam Weisweiler mit Viktoria auf den achten Rang und erzielte mit seiner Mannschaft mit 81 Toren die meisten Treffer der Liga, konnte zum Zeitpunkt der Verpflichtung keine großen sportlichen Erfolge vorweisen. Weisweiler übernahm die Mannschaft gegen Ende der ersten Regionalliga-Saison 1963/64, die mit einem achten Tabellenplatz einen erfolgreicheren Verlauf nahm als die vorherigen Spielzeiten in der Oberliga.

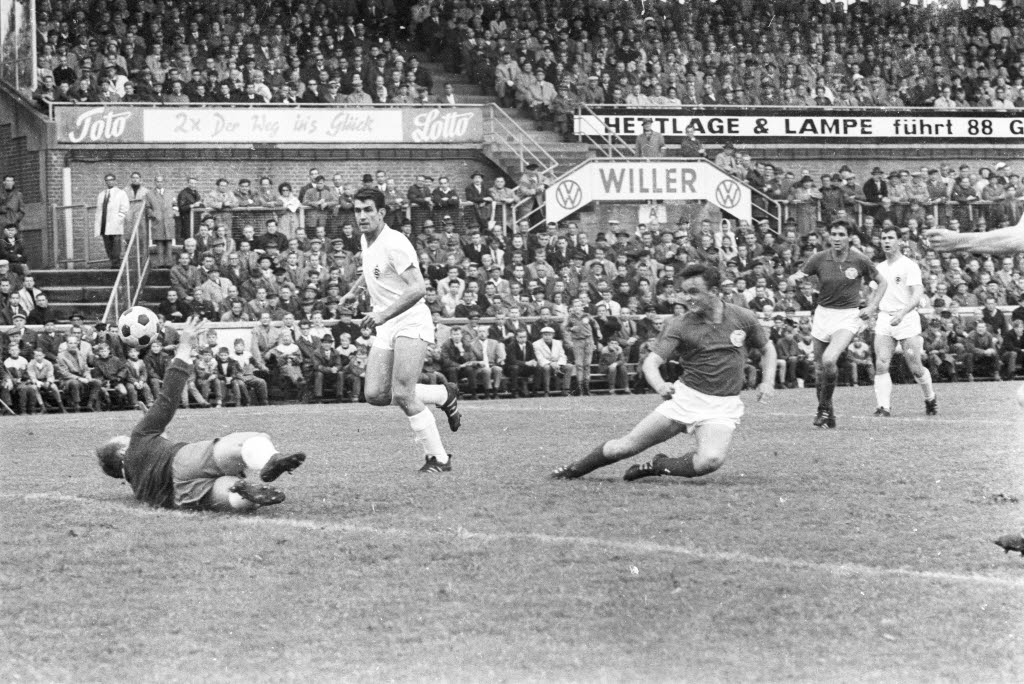
Aufstiegsspiel bei Holstein Kiel, 19. Juni 1965

In der nächsten Spielzeit 1964/65 verpflichtete der Verein mit Jupp Heynckes und Bernd Rupp wieder junge Spieler, die zum Teil aus der Jugendmannschaft in den Profikader berufen wurden. Das Durchschnittsalter war mit 21,5 Jahren das geringste aller Regionalliga-Mannschaften. Der Spitzname „Fohlenelf“ entstand zum einen durch das geringe Durchschnittsalter der Mannschaft als auch durch die unbekümmerte und erfolgreiche Spielweise. Die Berichterstattung des Reporters Wilhelm August Hurtmanns prägte den Begriff durch Artikel in der Rheinischen Post. Er war von der Spielweise der Borussen angetan und schrieb, sie würden spielen wie junge Fohlen. Bereits im April 1965 stand die Mannschaft als Staffelsieger in der Regionalliga West fest und sicherte sich damit die Teilnahme an der Bundesliga-Aufstiegsrunde in der Gruppe 1. Diese trug die Mannschaft gegen die Konkurrenten von Wormatia Worms (Zweiter in der Regionalliga Südwest), SSV Reutlingen (Zweiter in der Regionalliga Süd) und Holstein Kiel (Meister in der Regionalliga Nord) in Hin- und Rückspielen aus. Von den sechs Spielen gewann Borussia drei (5:1 in Worms, 1:0 gegen Kiel und 7:0 gegen Reutlingen) und musste nur beim Auswärtsspiel in Kiel eine 2:4-Niederlage hinnehmen. Das Erreichen des ersten Platzes stellte den Aufstieg in die Bundesliga sicher. Zusammen mit der Borussia stieg der FC Bayern München durch den Sieg in der Gruppe 2 auf.

### 1965 bis 1969 – Die ersten Jahre in der Bundesliga
| Spielzeiten 1965/66 – 1968/69 | Spielzeiten 1965/66 – 1968/69 | Spielzeiten 1965/66 – 1968/69 | Spielzeiten 1965/66 – 1968/69 | Spielzeiten 1965/66 – 1968/69 |
| Saison                        | Platz                         | Tore                          | Punkte                        | Zuschauerschnitt              |
| ----------------------------- | ----------------------------- | ----------------------------- | ----------------------------- | ----------------------------- |
| 1965/66                       | 13.                           | 57:68                         | 29:39                         | 23.941                        |
| 1966/67                       | 08.                           | 70:49                         | 34:34                         | 24.235                        |
| 1967/68                       | 03.                           | 77:45                         | 42:26                         | 20.842                        |
| 1968/69                       | 03.                           | 61:46                         | 37:31                         | 20.500                        |

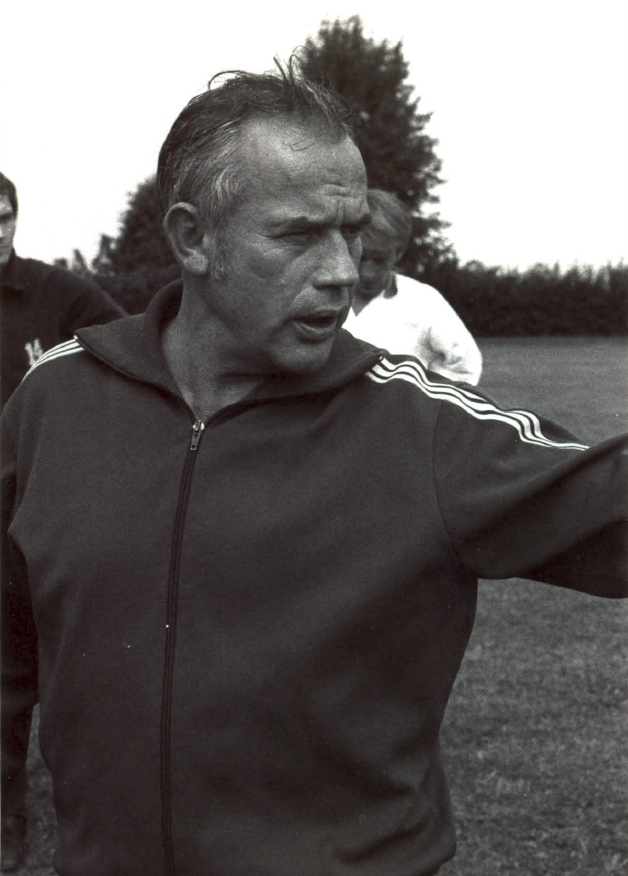
Hennes Weisweiler, 1970

Die Verpflichtung von Weisweiler als Trainer wies den Weg für den sportlichen Erfolg des Vereins in der Bundesliga. Die wirtschaftliche Situation des Vereins erlaubte es nicht, eine Mannschaft von Stars zu finanzieren. Weisweiler entsprach mit seiner Einstellung, die Ausbildung und Entwicklung von jungen Talenten zu fördern, den Notwendigkeiten des Vereins. Er presste Spieler nicht in ein festes Spielsystem, sondern förderte den Individualismus und ließ ihnen weitgehende Freiheiten auf dem Spielfeld. Daraus resultierte eine unbekümmerte und offensive Spielweise, das Markenzeichen der Fohlenelf.
Der Verein verpflichtete mit Berti Vogts und Heinz Wittmann wiederum Spieler, deren Namen mit den sportlichen Erfolgen der Borussia eng verknüpft sein sollten. Das erste Bundesligaspiel in der Saison 1965/66 fand auswärts gegen Borussia Neunkirchen statt und endete mit einem 1:1, der erste Bundesligatorschütze war Gerhard Elfert. Das erste Heimspiel gegen Tasmania Berlin gewann Borussia mit 5:0. Weisweiler verstand es, der Mannschaft taktische Freiheiten zu lassen und die individuelle Spielfreude der Spieler zu fördern. Diese Freiheiten bezahlte die noch unausgereifte Mannschaft in der ersten Bundesliga-Saison mit einer Reihe zum Teil hoher Niederlagen. Mit einem 0:7 gegen Werder Bremen nahm die Mannschaft die bis heute höchste Heimniederlage hin. Beim Auswärtsspiel gegen Tasmania Berlin am 15. Januar 1966 wurde mit 827 Zuschauern ein bis heute gültiger Zuschauer-Negativrekord in der Bundesliga aufgestellt. Die Borussia beendete die erste Saison in der Bundesliga auf dem 13. Tabellenplatz.
In der folgenden Saison 1966/67 zeigte sich die Torgefährlichkeit der Mönchengladbacher Mannschaft, die zusammen 70 Tore schoss. Davon erzielten die Stürmer Herbert Laumen 18, Bernd Rupp 16 und Jupp Heynckes 14 Tore. Aufgrund des guten Torverhältnisses konnte die Mannschaft die Saison auf dem achten Tabellenplatz abschließen. Mit einem 11:0-Heimsieg über den FC Schalke 04 am 18. Spieltag feierte die Mannschaft den bis dahin höchsten Sieg der Bundesligageschichte.
Die Erfolge hatten die Nebenwirkung, dass die Gehälter der Spieler nach oben schnellten und somit gute Spieler nicht zu halten waren. Jupp Heynckes wechselte für die damalige Rekordablösesumme von 275.000 DM zu Hannover 96, Bernd Rupp wechselte zu Werder Bremen, Eintracht Braunschweig warb Gerhard Elfert ab. Der Verein verpflichtete Peter Meyer und Peter Dietrich und kompensierte damit den Weggang routinierter Spieler. Mit einem 10:0 am zwölften Spieltag der Saison 1967/68 über Borussia Neunkirchen zeigte die Mannschaft wieder ihre Torgefährlichkeit. Die Mannschaft erreichte in dieser und der nächsten Saison den dritten Tabellenplatz. Der Verein verpflichtete in der Saison 1968/69 den späteren Trainer Horst Köppel, der bereits erste Erfahrungen in der Nationalmannschaft aufweisen konnte, und als bis dahin unbekannter Amateur vom VfL Schwerte den später langjährigen Torwart Wolfgang Kleff sowie Hartwig Bleidick, Gerd Zimmermann und Winfried Schäfer, der zehn Spielzeiten bei Borussia spielte.

### 1970 bis 1980 – Dominanz in der Liga und Erfolge in Europa
| Spielzeiten 1969/70 – 1979/80                      | Spielzeiten 1969/70 – 1979/80 | Spielzeiten 1969/70 – 1979/80 | Spielzeiten 1969/70 – 1979/80 | Spielzeiten 1969/70 – 1979/80 |
| Saison                                             | Platz                         | Tore                          | Punkte                        | Zuschauerschnitt              |
| -------------------------------------------------- | ----------------------------- | ----------------------------- | ----------------------------- | ----------------------------- |
| 1969/70                                            | 01.                           | 71:29                         | 51:17                         | 25.645                        |
| 1970/71                                            | 01.                           | 77:35                         | 50:18                         | 21.706                        |
| 1971/72                                            | 03.                           | 82:40                         | 43:25                         | 16.294                        |
| 1972/73                                            | 05.                           | 82:61                         | 39:29                         | 14.912                        |
| 1973/74                                            | 02.                           | 93:52                         | 48:20                         | 22.265                        |
| 1974/75                                            | 01.                           | 86:40                         | 50:18                         | 22.150                        |
| 1975/76                                            | 01.                           | 66:37                         | 45:23                         | 23.647                        |
| 1976/77                                            | 01.                           | 58:34                         | 44:24                         | 25.135                        |
| 1977/78                                            | 02.                           | 86:44                         | 48:20                         | 26.059                        |
| 1978/79                                            | 10.                           | 50:53                         | 32:26                         | 20.129                        |
| 1979/80                                            | 07.                           | 61:60                         | 36:32                         | 17.655                        |
| grün unterlegt: Gewinn der deutschen Meisterschaft |                               |                               |                               |                               |

Vereinswappen zwischen 1970 und 1999

Die 1970er-Jahre gingen als die erfolgreichsten in die Vereinsgeschichte ein. Die Borussia gewann fünf Mal die Meisterschaft, so oft wie keine andere Mannschaft in dieser Zeit. Zugleich entwickelte sich ein Duell mit dem FC Bayern München, mit dem Borussia gemeinsam 1965 in die Bundesliga aufgestiegen war. Nachdem der Verein in den Vorjahren zweimal den dritten Tabellenplatz belegt hatte, stabilisierte Trainer Hennes Weisweiler in der Saison 1969/70 besonders die Abwehr. Abweichend vom „Fohlen“-Konzept kaufte Borussia zum ersten Mal erfahrene Abwehr-Spieler wie Luggi Müller und Klaus-Dieter Sieloff ein. Mit Ulrik le Fevre verpflichtete der Verein den ersten dänischen Spieler, dem später weitere wie Henning Jensen und Allan Simonsen folgten. In dieser Saison gelang der erste Bundesliga-Sieg über den FC Bayern. Nach einem 5:1-Sieg über Alemannia Aachen übernahm Borussia am 31. Oktober 1969 zum ersten Mal die Tabellenführung in der Bundesliga. Heute (Stand: Oktober 2019) belegt die Borussia in der Liste der Tabellenführer der Fußball-Bundesliga mit einer Zahl von 134 Tabellenführungen hinter Bayern und Dortmund den dritten Rang.
Auf Initiative des israelischen Nationaltrainers Emanuel Schaffer, der seine Ausbildung in der Sporthochschule Köln bei Hennes Weisweiler absolviert hatte, lud der israelische Fußballverband Borussia als erste deutsche Mannschaft im Februar 1970 zu Freundschaftsspielen nach Israel ein. Im Bloomfield-Stadion gewann die Borussia mit 6:0 gegen die israelische Nationalmannschaft, was zu Diskussionen im israelischen Parlament führte.
Mit einem 4:3-Heimsieg gegen den Hamburger SV am 30. April 1970, dem 33. Spieltag der Saison, stand Borussia vorzeitig als Meister fest.
Am 16. September 1970 schoss Herbert Laumen beim 6:0 gegen EPA Larnaka in der sechsten Minute das erste Tor für die Borussia in einem Spiel des europäischen Vereinsfußballs. Die Hinrunde der darauffolgenden Saison 1970/71 schloss der Verein mit lediglich einer Niederlage ab. In der Geschichte der Bundesliga einmalig ist ein Zwischenfall im Heimspiel des 27. Spieltages gegen Werder Bremen, bekannt als der Pfostenbruch vom Bökelberg. Beim Spiel am 3. April 1971 knickte nach einer Strafraumszene in der 88. Spielminute, bei der Stürmer Herbert Laumen nach einer Kopfballaktion zusammen mit dem Bremer Torwart Günter Bernard ins Netz stürzte, der linke Torpfosten um. Nach erfolglosen Reparaturversuchen und da kein Ersatztor aufgestellt werden konnte, brach der Schiedsrichter das Spiel beim Stand von 1:1 ab. Das DFB-Sportgericht in Frankfurt wertete das Spiel als 2:0-Sieg für Bremen. Als Konsequenz verpflichtete der DFB die Vereine, einen Ersatz für beide Tore bereitzuhalten. Die Meisterschaft entschied sich erst am letzten Spieltag als Kopf-an-Kopf-Rennen mit Bayern München. Neun Wochen nach dem Pfostenbruchspiel, am 5. Juni 1971, verteidigte Borussia als erste Mannschaft in der Geschichte der Bundesliga erfolgreich ihren Meistertitel mit einem Sieg bei Eintracht Frankfurt.
Am 20. Oktober 1971 fand im Europapokal der Landesmeister das als Büchsenwurfspiel in die Fußballgeschichte eingegangene Spiel gegen Inter Mailand statt. Die Borussia gewann das Spiel im Bökelbergstadion mit 7:1, die UEFA annullierte das Spiel jedoch, da der italienische Stürmer Roberto Boninsegna von einer leeren Büchse getroffen wurde und sich ärztlich behandeln ließ. Trainerlegende Matt Busby beschrieb das Spiel der Fohlen:

„Gegen diese Mannschaft hätte heute niemand auf der Welt gewonnen. Das war Fußball in höchster Perfektion.“

Nach einer 4:2-Auswärtsniederlage in Mailand und einem 0:0 im Wiederholungsspiel im Berliner Olympiastadion schied die Borussia aus dem Pokal der Landesmeister aus.
In der Saison 1972/73 gewann am 23. Juni 1973 Borussia zum zweiten Mal den DFB-Pokal. Die Borussia siegte im Rheinischen Derby gegen den 1. FC Köln durch ein Tor von Günter Netzer, der sich in diesem Spiel eigenmächtig, ohne Rücksprache mit Trainer Weisweiler, nach der regulären Spielzeit selbst einwechselte.
Für Netzer war dieses das letzte Spiel für die Borussia; er verließ den Verein und wechselte zu Real Madrid. Abgesehen von der spielentscheidenden Szene in der 93. Minute durch das Tor von Netzer gab es zahlreiche weitere Highlights im 30. Pokalendspiel der Geschichte, das als eines der besten, spielerisch hoch sehenswerten und spannendsten in der Geschichte dieses Wettbewerbs in die Annalen einging und von dem man nur in höchsten Tönen schwärmen konnte (Kicker). In der Saison 1972/73 verpflichtete der Verein mit dem Israeli Schmuel Rosenthal zum ersten Mal einen Spieler jüdischen Glaubens bei einem Bundesliga-Verein. Die Verpflichtung und Freundschaftsspiele gegen israelische Vereine zogen eine über die nächsten Jahrzehnte andauernde Freundschaft zum Israelischen Fußballverband nach sich.

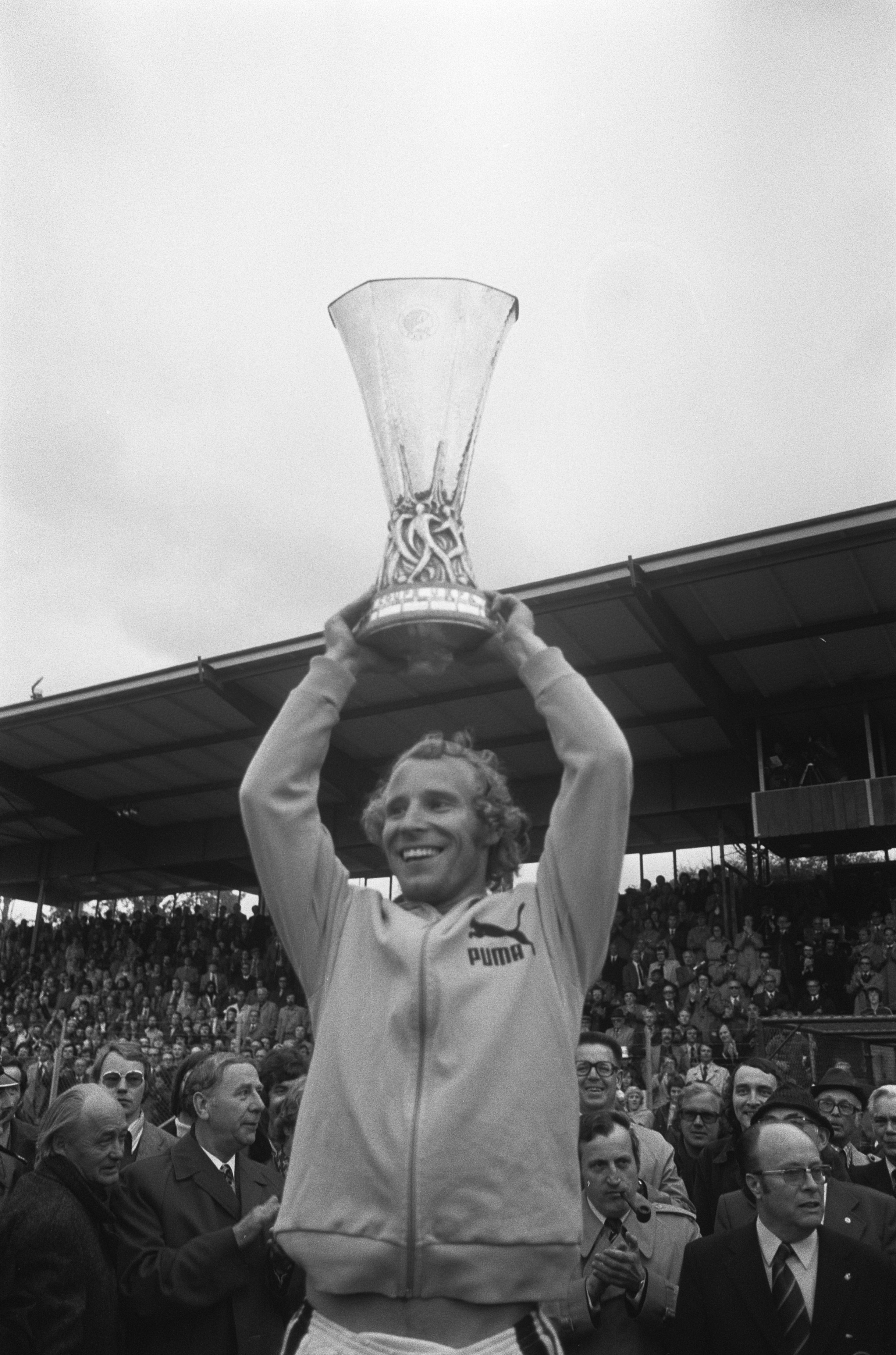
Berti Vogts mit dem UEFA-Pokal, 1975

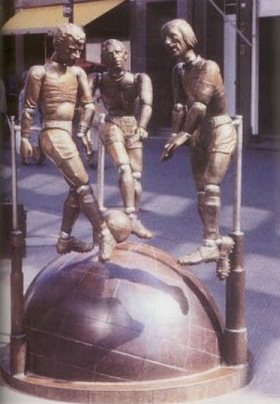
Denkmal für das legendäre Trio der „Fohlen“ – Herbert Wimmer, Berti Vogts und Günter Netzer (von links nach rechts), aufgestellt in der Fußgängerzone von Mönchengladbach-Eicken

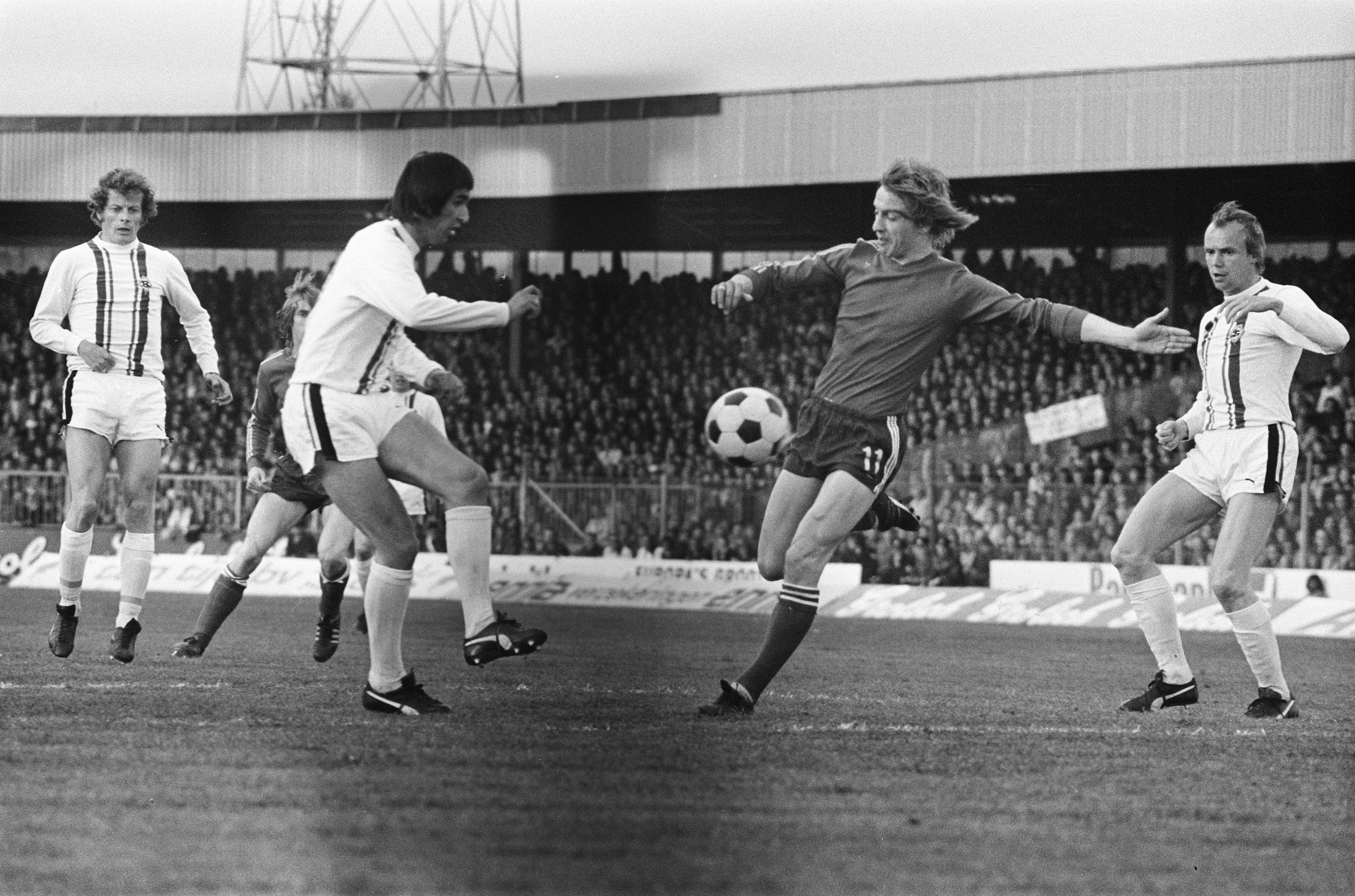
Spielszene aus dem Finale des UEFA-Pokals 1975

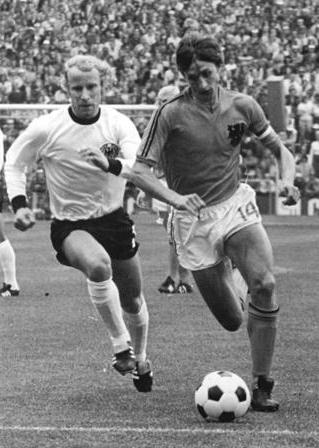
Berti Vogts im Laufduell mit Johan Cruyff im WM-Finale von 1974

Die erste internationale Endspielteilnahme fand am 9. Mai 1973 statt. Der FC Liverpool gewann das Hinspiel im UEFA-Pokal mit 3:0 im zweiten Anlauf, nachdem das Spiel am Vortag wegen Regens abgebrochen worden war. Das Rückspiel am 23. Mai 1973 gewann Borussia Mönchengladbach mit 2:0, der Pokal ging durch den Sieg im Hinspiel nach Liverpool.
Die nachfolgenden Spielzeiten waren geprägt vom Weggang bekannter Spieler; die Torgefährlichkeit der Mönchengladbacher Stürmer blieb hoch. Jupp Heynckes errang in der Saison 1973/74 mit 30 Toren den Titel als erster Torschützenkönig in der Bundesliga für Borussia Mönchengladbach. Es gelang den Borussen im ersten Jahr nach dem Weggang von Günter Netzer, mit einem Punkt Rückstand zu Meister Bayern München die Vizemeisterschaft zu erringen. Mit insgesamt 93 geschossenen Toren stellte Borussia einen neuen Vereinsrekord auf. Borussia schloss in den nachfolgenden Jahren 1972 bis 1974 die Meisterschaft auf dem dritten und fünften Platz sowie als Vizemeister ab.
Borussia legte in der Saison 1974/75 den Grundstein für eine bis dahin in der Bundesliga nicht gekannte Erfolgsserie. Am 17. Spieltag eroberten die „Fohlen“ die Tabellenspitze der Liga und gaben die Tabellenführung bis zum Gewinn der Meisterschaft am 14. Juni 1975 nicht mehr ab. Danach wechselte Trainer Hennes Weisweiler nach elf Jahren bei Borussia zum FC Barcelona. Das nächste internationale Endspiel mit Mönchengladbacher Beteiligung fand am 7. Mai 1975 statt. Das Hinspiel um den UEFA-Pokal in Düsseldorf zwischen der Borussia und Twente Enschede endete torlos. Das Rückspiel am 21. Mai 1975 gewann der VfL mit 5:1. Mit dem höchsten Auswärtssieg in einem Finale des UEFA-Pokals (seit 1998 nur noch ein Endspiel) gewann die Borussia ihren ersten internationalen Titel. Am Jahresende wurde sie zur Mannschaft des Jahres in Deutschland gewählt.
Udo Lattek, der vom Rivalen Bayern München kam, obwohl er schon bei Rot-Weiss Essen unterschrieben hatte, übernahm in der Saison 1975/76 den Verein. Im Gegensatz zu Weisweiler vertrat Lattek eher eine Sicherheitsphilosophie. Die Mannschaft übernahm am zwölften Spieltag der Saison mit einem Sieg über Werder Bremen von Eintracht Braunschweig die Tabellenführung und blieb bis zum Saisonende Spitzenreiter. Am 12. Juni 1976 gewann Mönchengladbach den vierten Meistertitel. Am 3. März 1976, einem Aschermittwoch, kam es zum nächsten aufsehenerregenden internationalen Auftritt Borussias. Im Europapokal der Landesmeister spielte Borussia Mönchengladbach gegen Real Madrid, wo mittlerweile Günter Netzer und Paul Breitner unter Vertrag standen, 2:2. Beim Rückspiel (17. März 1976), das 1:1 endete, erkannte der Schiedsrichter Leonardus van der Kroft zwei Mönchengladbacher Tore nicht an, in der 68. Minute einen Treffer von Henning Jensen und in der 83. Minute von Hans-Jürgen Wittkamp. Einmal soll ein Foul dem Tor vorausgegangen sein, einmal entschied der Schiedsrichter auf Abseits, obwohl es der Linienrichter nicht angezeigt hatte. Das Unentschieden reichte Real Madrid zum Weiterkommen.
In der Saison 1976/77 ging Lattek mit einer fast unveränderten Mannschaft an den Start. Da sich Wolfgang Kleff verletzte, verpflichtete der Verein einen neuen Torwart. Mit Wolfgang Kneib, der vom SV Wiesbaden kam, fand Lattek einen sicheren Ersatzmann. Am letzten Spieltag brauchte Borussia noch einen Punkt zur erneuten Titelverteidigung. Das Spiel fand auswärts gegen den FC Bayern München statt, den damaligen Sechsten der Tabelle, und endete mit dem benötigten Punktgewinn, trotz eines Eigentors zum 2:2 in der 90. Minute von Hans-Jürgen Wittkamp. Borussia machte den Titel-Hattrick perfekt und gewann am 21. Mai 1977 zum dritten Mal hintereinander und zum fünften Mal insgesamt den deutschen Meistertitel. Der Däne Allan Simonsen empfing nach dieser Saison die Auszeichnung als Europas Fußballer des Jahres mit dem Ballon d’Or. Das Endspiel im Europapokal der Landesmeister in Rom (25. Mai 1977) gegen den FC Liverpool ging 1:3 verloren.
Die Mannschaft verpasste in der Folgesaison 1977/78 den vierten Meistertitel hintereinander nur knapp. Punktgleich mit dem 1. FC Köln musste sich Mönchengladbach lediglich aufgrund der schlechteren Tordifferenz geschlagen geben. Die Borussia gewann am letzten Spieltag mit 12:0 gegen Borussia Dortmund, bis heute der höchste Sieg in der Geschichte der Fußball-Bundesliga. Da der FC Köln das letzte Spiel beim FC St. Pauli mit 5:0 gewannen, rettete ihnen eine um drei Tore bessere Tordifferenz die Meisterschaft. Erstmals in der Bundesliga waren Erster und Zweiter nach Saisonende punktgleich. Die Borussia hätte durch einen Sieg im direkten Vergleich gegen den 1. FC Köln einige Wochen zuvor die Meisterschaft zu ihren Gunsten entscheiden können. Das Spiel endete aber unentschieden; dem Kölner Spieler Heinz Flohe gelang in der 83. Minute der Ausgleich.
Durch einen Verzicht des FC Liverpool nahm Borussia am Weltpokal teil, der zu dieser Zeit noch Interkontinental-Pokal hieß. Am 21. März 1978 fand im Stadion La Bombonera in Buenos Aires das Hinspiel gegen die Boca Juniors statt, welches unentschieden endete. Das Rückspiel am 1. August 1978 im Karlsruher Wildparkstadion verlor Borussia; der Weltpokal ging nach Argentinien. Im erstmals ausgetragenen Kirin-Cup spielte die Borussia am 28. Mai 1978 im Finale gegen SE Palmeras aus Brasilien 1:1, woraufhin beide Mannschaften zum Sieger erklärt wurden.
In der Saison 1978/79 trainierte Udo Lattek die Borussia zum letzten Mal. Viele Stammspieler wie der spätere Vizepräsident Rainer Bonhof verließen den Verein oder verkündeten ihr Karriereende, etwa Jupp Heynckes und Berti Vogts. Lattek gelang es nicht, diese Abgänge durch geeignete Neuverpflichtungen zu kompensieren. Am 30. Spieltag lag die Mannschaft auf Platz 15 mit einer Torbilanz von 38:47 Toren, verbesserte sich mit drei Siegen aus den letzten vier Spielen noch auf den zehnten Tabellenplatz. Es war die erste Saison seit langer Zeit, die der Verein mit einer negativen Torbilanz abschloss. Borussia verpflichtete Jupp Heynckes in dieser Saison als Assistenztrainer von Lattek. Der zweite internationale Titel bahnte sich am 9. Mai 1979 an. Das Hinspiel im UEFA-Pokal gegen Roter Stern Belgrad endete unentschieden. Im Rückspiel am 23. Mai 1979 reichte Borussia zu Hause ein 1:0-Sieg, um zum zweiten Mal den UEFA-Pokal zu gewinnen.
Nach dem Weggang von Lattek in der Saison 1979/80 ernannte der Verein Jupp Heynckes zum Cheftrainer. Die Saison war geprägt durch zwei Neuzugänge. Der Verein verpflichtete Harald Nickel von Eintracht Braunschweig. Mit einer Ablösesumme von 1,15 Millionen DM war dies der bis dahin teuerste Neueinkauf. Aus Herzogenaurach kam Lothar Matthäus. Borussia beendete die Saison auf dem siebten Tabellenplatz, mit einem knapp positiven Torverhältnis. Am 7. Mai 1980 stand Borussia Mönchengladbach erneut in einem Endspiel um den UEFA-Cup. Zu Hause gewann die Mannschaft gegen Eintracht Frankfurt mit 3:2. Im Rückspiel am 21. Mai 1980 gewann Eintracht Frankfurt gegen Borussia Mönchengladbach mit 1:0 und sicherte sich den Pokal aufgrund der größeren Anzahl an geschossenen Auswärtstoren.

### 1980 bis 1996 – Spitzenmannschaft, Abstiegskampf und DFB-Pokalsieg
| Spielzeiten 1980/81 – 1995/96 | Spielzeiten 1980/81 – 1995/96 | Spielzeiten 1980/81 – 1995/96 | Spielzeiten 1980/81 – 1995/96 | Spielzeiten 1980/81 – 1995/96 |
| Saison                        | Platz                         | Tore                          | Punkte                        | Zuschauerschnitt              |
| ----------------------------- | ----------------------------- | ----------------------------- | ----------------------------- | ----------------------------- |
| 1980/81                       | 06.                           | 68:64                         | 37:31                         | 18.411                        |
| 1981/82                       | 07.                           | 61:51                         | 40:28                         | 20.582                        |
| 1982/83                       | 12.                           | 64:63                         | 28:40                         | 16.720                        |
| 1983/84                       | 03.                           | 81:48                         | 48:20                         | 20.353                        |
| 1984/85                       | 04.                           | 77:53                         | 39:29                         | 18.739                        |
| 1985/86                       | 04.                           | 65:51                         | 42:26                         | 16.294                        |
| 1986/87                       | 03.                           | 74:44                         | 43:25                         | 17.441                        |
| 1987/88                       | 07.                           | 55:53                         | 33:35                         | 14.294                        |
| 1988/89                       | 06.                           | 44:43                         | 38:30                         | 13.294                        |
| 1989/90                       | 15.                           | 37:45                         | 30:38                         | 19.660                        |
| 1990/91                       | 09.                           | 49:54                         | 35:33                         | 19.291                        |
| 1991/92                       | 13.                           | 37:49                         | 34:42                         | 21.679                        |
| 1992/93                       | 09.                           | 59:59                         | 35:33                         | 23.661                        |
| 1993/94                       | 10.                           | 65:59                         | 35:33                         | 26.959                        |
| 1994/95                       | 05.                           | 66:41                         | 43:25                         | 31.404                        |
| 1995/96                       | 04.                           | 52:51                         | 53                            | 31.232                        |

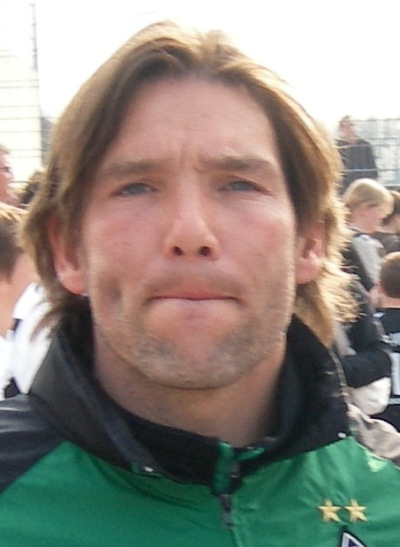
Uwe Kamps

In den 1980ern konnte Borussia nicht mehr an Titelreigen des vergangenen Jahrzehnts anknüpfen und verlor den Anschluss an den einstmaligen Rivalen aus München. Bedingt durch die fehlenden Zuschauereinnahmen aus dem kleinen Bökelbergstadion musste der Verein immer wieder Leistungsträger verkaufen. Trotzdem gelang es, sich häufig im oberen Tabellendrittel der Bundesliga festzusetzen und im Meisterschaftskampf mitzuspielen. In der Saison 1980/81 verließen viele langjährige Spieler und Leistungsträger den Verein, darunter Karl Del’Haye der als erster Spieler gilt, der durch den FC Bayern München in feindlicher Absicht verpflichtet wurde. Borussia verpflichtete mit Wolfram Wuttke nur einen auffallenden Spieler. Im Tor ersetzte Uli Sude Wolfgang Kleff. Die Mannschaft erreichte in dieser Saison den sechsten Tabellenplatz. Die sportliche Bilanz verbesserte sich in den folgenden zwei Spielzeiten nicht. Mit einem siebten Platz 1982 verpasste Borussia die Teilnahme an den internationalen Wettbewerben. Im darauffolgenden Jahr hütete Uwe Kamps erstmals das Tor, der lange Zeit Stammtorwart blieb.
In der Saison 1983/84 spielte Borussia lange um den Titel mit. Mit Bernd Krauss, Michael Frontzeck und Uli Borowka verpflichtete die Borussia Spieler, die lange Zeit erfolgreich für den Verein spielten. Am Ende landete sie punktgleich hinter dem VfB Stuttgart und dem Hamburger SV auf dem dritten Platz. Es war das erste Mal in der Geschichte der Bundesliga, dass drei Vereine punktgleich die Tabelle am letzten Spieltag anführten. In dieser Saison erreichte Borussia das DFB-Pokal-Finale. Im Spiel gegen den FC Bayern München kam es zum Elfmeterschießen, das Bayern München gewann.
Einen der Elfmeter verschoss Lothar Matthäus, der ab der darauffolgenden Saison für eine neue Rekordablösesumme von 2,25 Millionen DM beim FC Bayern München spielte. Die enttäuschten Mönchengladbacher Fans vermuteten, dass Matthäus den Elfmeter absichtlich verschoss. Noch etliche Jahre später beschimpften Borussias Anhänger Matthäus mit „Judas“-Rufen, wenn die Bayern zu Gast waren.
In der Saison 1984/85 gelang Borussia mit einem 10:0 am achten Spieltag über Eintracht Braunschweig der bislang letzte zweistellige Sieg der Bundesligageschichte. Im Halbfinale des DFB-Pokals traf der VfL abermals auf den FC Bayern München. Nachdem in der regulären Spielzeit im Münchener Olympiastadion keine Tore gefallen waren, verwandelte Søren Lerby in der 101. Minute einen Foulelfmeter gegen Borussias Torhüter Ulrich Sude. Dieses blieb das einzige Tor des Abends, so dass Borussia den Einzug ins Finale verpasste.
Die Spielzeit 1985/86 brachte in der Bundesliga sportlich keine Höhepunkte. Einen 5:1-Sieg vom 27. November 1985 in Düsseldorf gegen Real Madrid verschenkte Borussia Mönchengladbach im Rückspiel (11. Dezember 1985), als der Verein in Madrid mit 0:4 verlor und aus dem UEFA-Pokal ausschied.
In der Saison 1986/87 stand erneut ein Trainerwechsel an. Jupp Heynckes verkündete seinen Wechsel zum FC Bayern München. Der Verein nominierte Wolf Werner zum neuen Trainer. Zu Saisonende stand Borussia mit dem dritten Tabellenplatz letztmals in dieser Dekade auf einem UEFA-Cup-Platz. Der Verband Deutscher Sportjournalisten wählte Uwe Rahn zum Spieler des Jahres. Wieder erreichte Borussia das Halbfinale des DFB-Pokals. Aber auch dieses Mal schied Borussia gegen den späteren DFB-Pokalsieger Hamburger SV aus. Am 22. April 1987 schied Borussia gegen den schottischen Vertreter Dundee United durch eine Niederlage auf dem heimischen Bökelberg im Halbfinale des UEFA-Pokals aus. Es war gleichzeitig die erste Niederlage in einem Europapokal-Spiel auf dem Bökelberg. Nach dem Weggang von Jupp Heynckes endete die Ära der langjährigen Engagements von Cheftrainern. In den ersten 23 Jahren von 1964 bis 1987 hatte die Borussia lediglich drei Übungsleiter; seit dem Weggang von Heynckes verpflichtete die Borussia bis einschließlich 2008 16 neue Trainer, Interimslösungen ausgenommen. Dabei war Werners Freistellung am 21. November 1989 die erste vorzeitige Entlassung eines Trainers bei der Borussia überhaupt. Nur drei späteren Trainern gelang es, länger als drei Jahre in Mönchengladbach erfolgreich zu sein, Bernd Krauss (1992 bis 1996), Hans Meyer (1999 bis 2003) und Lucien Favre (2011 bis 2015).
In der nächsten Saison verpflichtete Borussia mit Stefan Effenberg einen Spieler, der für den Verein lange und erfolgreich tätig war. Die Borussia beendete die Spielzeit auf dem siebten Platz und verpasste damit die Teilnahme an internationalen Wettbewerben. In den frühen 1990er Jahren folgte ein deutlicher Abwärtstrend. Infolge des sportlichen Niedergangs waren erstmals die Zuschauerzahlen am Bökelberg rückläufig. Bereits in der Saison 1989/90 spielte der Verein gegen den Abstieg. In den folgenden Jahren platzierte sich Borussia im Mittelfeld der Liga. In der Saison 1991/92 spielte Borussia wieder eine gute Pokalsaison. Im Pokal-Halbfinale hielt Torhüter Uwe Kamps im Elfmeterschießen alle vier Elfmeter der Spieler von Bayer 04 Leverkusen. Borussia erreichte damit das Finale. Das Finale am 23. Mai 1992 verloren die Mönchengladbacher gegen den damaligen Zweitligisten Hannover 96 mit 3:4 im Elfmeterschießen.
Im Jahr 1993 verpflichtete der Verein die Spieler Heiko Herrlich und Patrik Andersson; 1994 kam Stefan Effenberg zurück, der bereits von 1987 bis 1990 für Borussia Mönchengladbach spielte. Unter Trainer Bernd Krauss gelang ein erneuter Anschluss an die Bundesliga-Spitze. In der Saison 1994/95 folgte der erste Titel für Borussia seit 1979. Am 24. Juni 1995 gewann Mönchengladbach durch einen 3:0-Sieg gegen den VfL Wolfsburg zum dritten Mal den DFB-Pokal. Das am 5. August 1995 im Düsseldorfer Rheinstadion ausgetragene Spiel um den Supercup gewann der Deutsche Meister Borussia Dortmund mit 1:0.

### 1996 bis 2004 – Niedergang, Abstieg, Wiederaufstieg
| Spielzeiten 1996/97 – 2003/04                                                          | Spielzeiten 1996/97 – 2003/04 | Spielzeiten 1996/97 – 2003/04 | Spielzeiten 1996/97 – 2003/04 | Spielzeiten 1996/97 – 2003/04 |
| Saison                                                                                 | Platz                         | Tore                          | Punkte                        | Zuschauerschnitt              |
| -------------------------------------------------------------------------------------- | ----------------------------- | ----------------------------- | ----------------------------- | ----------------------------- |
| 1996/97                                                                                | 11.                           | 46:48                         | 43                            | 30.152                        |
| 1997/98                                                                                | 15.                           | 54:59                         | 38                            | 27.435                        |
| 1998/99                                                                                | 18.                           | 41:79                         | 21                            | 26.082                        |
| 1999/00                                                                                | 05.                           | 60:43                         | 54                            | 22.676                        |
| 2000/01                                                                                | 02.                           | 62:31                         | 62                            | 19.888                        |
| 2001/02                                                                                | 12.                           | 41:53                         | 39                            | 30.231                        |
| 2002/03                                                                                | 12.                           | 43:45                         | 42                            | 28.921                        |
| 2003/04                                                                                | 11.                           | 40:49                         | 39                            | 32.276                        |
| rot unterlegt: Abstieg in die 2. Bundesliga gelb unterlegt: Aufstieg in die Bundesliga |                               |                               |                               |                               |

Nach der Hinrunde der Saison 1996/97 belegte die Borussia den 17. Tabellenplatz. Der Verein entließ Trainer Krauss aufgrund des sportlichen Misserfolgs. Am Saisonende standen die Mönchengladbacher auf Platz 11. Keiner der weiteren vier Trainer nach Krauss blieb länger als ein Jahr im Amt. Auf dem internationalen Parkett enttäuschte die Saison trotz zweier Siege in der ersten Runde des UEFA-Cups gegen den FC Arsenal. Borussia verlor in der zweiten Runde das Hinspiel mit 2:4 gegen den AS Monaco, den über einen Zeitraum von 16 Jahren letzten Sieg erreichte Borussia mit einem 1:0 in Monaco, schied jedoch aus dem Wettbewerb aus.
Unter Friedel Rausch konnte die Borussia nach einem dramatischen Saisonfinale 1998 die Klasse halten. Vor dem letzten Spieltag standen die Borussen mit drei Punkten Rückstand auf einem Abstiegsplatz. Am letzten Spieltag der Saison gelang ein 2:0-Auswärtssieg beim VfL Wolfsburg; der Karlsruher SC verlor bei Hansa Rostock und stieg aufgrund des schlechteren Torverhältnisses ab.

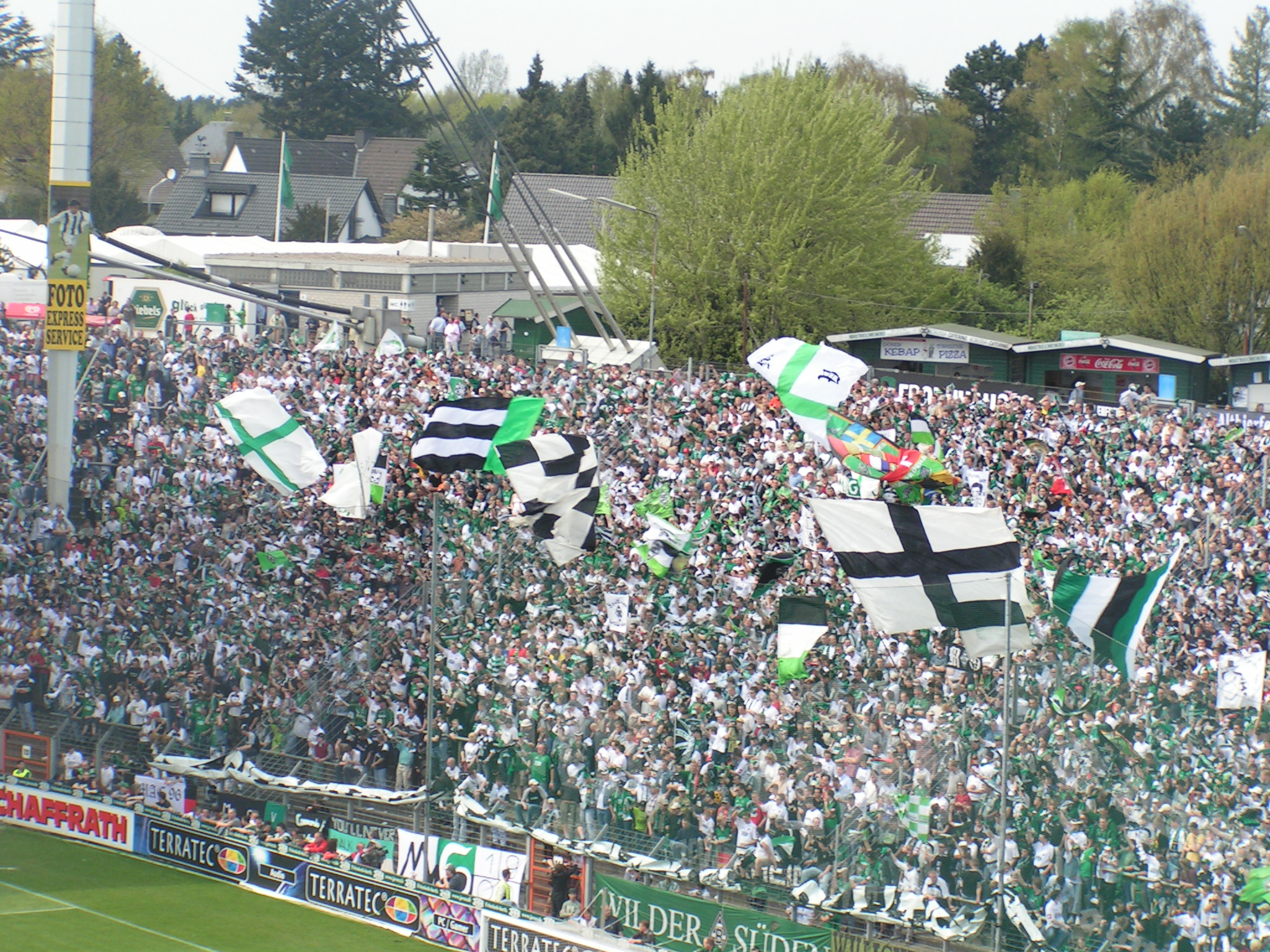
Die Nordkurve im Bökelbergstadion

In der Saison 1998/99 siegte die Borussia am ersten Spieltag mit 3:0 gegen den FC Schalke 04 und stand damit für 13 Jahre letztmals für eine Woche an der Tabellenspitze. In der Folge verlor die Mannschaft sechs Begegnungen und holte zwei Unentschieden, so dass sie am neunten Spieltag am Tabellenende stand. Am zehnten und elften Spieltag folgten mit einem 2:8 gegen Bayer 04 Leverkusen und einem 1:7 beim VfL Wolfsburg zwei hohe Niederlagen in Folge. Die Mannschaft verblieb bis zum Saisonende auf Tabellenplatz 18. Nach insgesamt 21 verlorenen Spielen war die Konsequenz erstmals der Abstieg aus der Bundesliga. Als personelle Konsequenz des Abstiegs verließen mehrere Leistungsträger, darunter Torwart Robert Enke, Verteidiger Patrik Andersson sowie die Mittelfeldspieler Karlheinz Pflipsen und Sebastian Deisler den Verein.

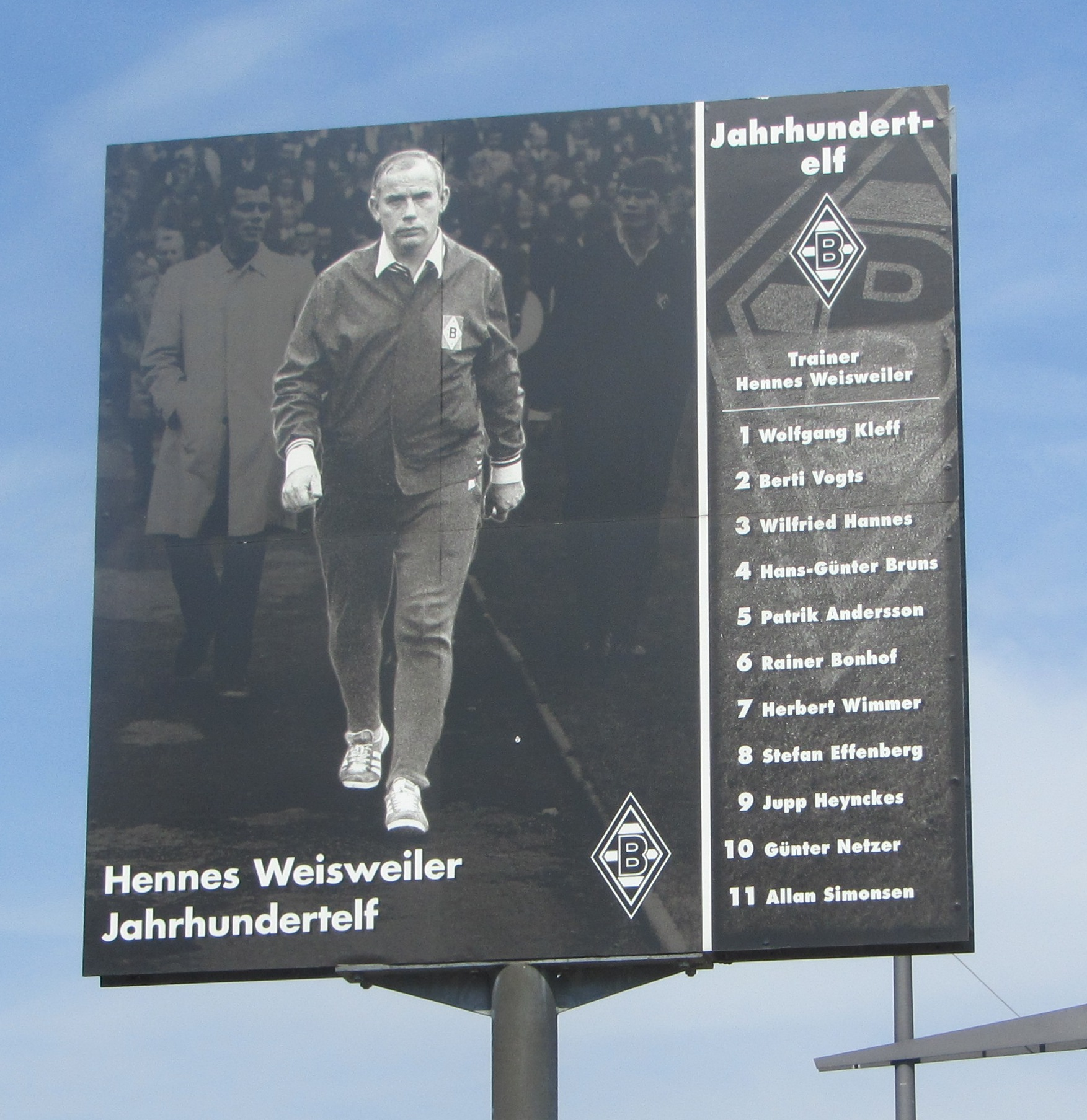
Tafel am Borussia-Park mit allen Spielern der Jahrhundertelf

Die erste Saison in der 2. Bundesliga begann ähnlich, wie die vorherige beendet wurde. Im DFB-Pokal schied die Mannschaft frühzeitig nach einem verlorenen Elfmeterschießen gegen den Regionalligisten SC Verl aus. Die Zweitligasaison 1999/2000 beendete die Borussia trotz schlechter Hinrunde noch auf dem fünften Tabellenplatz. Zum direkten Wiederaufstieg fehlten vier Punkte. Am 1. August 2000 feierte Borussia Mönchengladbach das 100-jährige Vereinsjubiläum. Im Rahmen der Feierlichkeiten wurden neben Trainer Hennes Weisweiler die folgenden Spieler von Borussia-Anhängern in die sogenannte Jahrhundertelf gewählt: Als Torwart Wolfgang Kleff, in der Abwehr Berti Vogts, Hans-Günter Bruns, Wilfried Hannes und Patrik Andersson, im Mittelfeld Rainer Bonhof, Stefan Effenberg, Herbert Wimmer und Günter Netzer sowie im Angriff Jupp Heynckes und Allan Simonsen. Später wurden großformatige Plakate mit Bildern der Spieler an der Nord- und Ostseite an der stählernen Außenkonstruktion des Stadions im Borussia-Park angebracht.
In der Saison 2000/01 konnte die Mannschaft als Zweitplatzierter der 2. Bundesliga den Wiederaufstieg in die Fußball-Bundesliga feiern und erreichte das Halbfinale des DFB-Pokals, schied jedoch wie im Vorjahr gegen einen Regionalligisten (1. FC Union Berlin) nach Elfmeterschießen aus. Als erstplatzierter der nationalen Fair-Play-Wertung stand die Borussia im Jahr 2002 in der Verlosung um einen Platz im UEFA-Cup, das Los wurde jedoch nicht gezogen. Auch in der Saison 2003/04 verpasste die Borussia die Teilnahme am UEFA-Cup. Am 17. März 2004 schied die Borussia durch eine 0:1-Niederlage gegen den damaligen Zweitligisten Alemannia Aachen im Halbfinale des DFB-Pokals aus. Ein Sieg gegen die Alemannia hätte ausgereicht, da der Endspielgegner Werder Bremen aufgrund der Tabellenposition bereits für die Champions League qualifiziert war. Die Saison stand unter dem Motto Bye Bye Bökelberg, denn am 22. Mai 2004 fand das letzte Bundesligaspiel im Bökelbergstadion statt. Die Borussia besiegte dabei den TSV 1860 München mit 3:1; das letzte Tor auf dem Bökelberg köpfte Arie van Lent. Uwe Kamps wurde in der 82. Spielminute eingewechselt und kam zu seinem 457. Spiel in der Bundesliga.

### 2004 bis 2011 – Auf und Ab mit neuem Stadion
| Spielzeiten 2004/05 – 2010/11 | Spielzeiten 2004/05 – 2010/11              | Spielzeiten 2004/05 – 2010/11              | Spielzeiten 2004/05 – 2010/11              | Spielzeiten 2004/05 – 2010/11              |
| Saison | Platz                                      | Tore                                       | Punkte                                     | Zuschauerschnitt                           |
| Umzug in das neue Stadion im Borussia-Park | Umzug in das neue Stadion im Borussia-Park | Umzug in das neue Stadion im Borussia-Park | Umzug in das neue Stadion im Borussia-Park | Umzug in das neue Stadion im Borussia-Park |
| --- | ------------------------------------------ | ------------------------------------------ | ------------------------------------------ | ------------------------------------------ |
| 2004/05 | 15.                                        | 35:51                                      | 36                                         | 49.168                                     |
| 2005/06 | 10.                                        | 42:50                                      | 42                                         | 47.732                                     |
| 2006/07 | 18.                                        | 23:44                                      | 26                                         | 47.485                                     |
| 2007/08 | 01.                                        | 71:38                                      | 66                                         | 40.264                                     |
| 2008/09 | 15.                                        | 39:62                                      | 31                                         | 47.367                                     |
| 2009/10 | 12.                                        | 43:60                                      | 39                                         | 46.410                                     |
| 2010/11 | 16                                         | 48:65                                      | 36                                         | 45.188                                     |
| rot unterlegt: Abstieg in die 2. Bundesliga gelb unterlegt: Aufstieg in die Bundesliga hellgelb unterlegt: Teilnahme an der Relegation zum Verbleib in der Bundesliga |                                            |                                            |                                            |                                            |

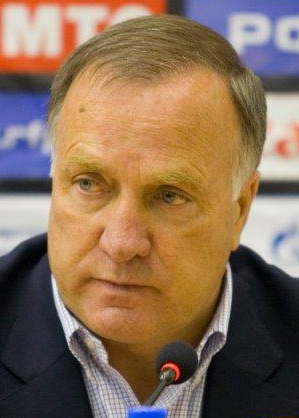
Dick Advocaat

Fünf Wochen später, am 30. Juli 2004, eröffnete Borussia feierlich den neuen Borussia-Park mit einem Kleinturnier gegen den FC Bayern München und den AS Monaco. Das 54.067 Zuschauer fassende, neu errichtete Stadion entspricht mit der Kategorie 4 den UEFA-Richtlinien für internationale Spiele. Durch den Umzug entwickelten sich die Zuschauerzahlen bei den Ligaspielen positiv. Im Bökelbergstadion bewegte sich der Zuschauerschnitt in den 1990er Jahren im Bereich von 26.000 bis 32.000 Zuschauern. In der ersten Saison im neuen Stadion schnellte der Zuschauerschnitt auf 49.168 Zuschauer hoch und war im Jahr 2004 der vierthöchste der Bundesliga.
Am 27. Oktober 2004 entließ der Verein Holger Fach wegen sportlichen Misserfolgs nach etwas mehr als einem Jahr als Cheftrainer. Ihm folgte der Niederländer Dick Advocaat. Die Borussia wollte mit dem neuen Stadion und dem renommierten Trainer ihre internationalen Ambitionen unterstreichen, doch die Erwartungen erfüllten sich nicht. Am 18. April 2005 trat Dick Advocaat als Cheftrainer zurück. Kurz darauf wurde Sportdirektor Christian Hochstätter, der 23 Jahre als Spieler und Funktionär im Verein tätig war, von seinen Aufgaben freigestellt. Peter Pander, der vorher beim VfL Wolfsburg tätig war, übernahm das Amt und unterzeichnete einen Vertrag über drei Jahre. Einen Monat nach Advocaats Entlassung unterzeichnete der bisherige U-23-Trainer Horst Köppel einen Vertrag als Cheftrainer. Unter seiner Regie schaffte Borussia in der Saison 2004/05 den vorzeitigen Klassenerhalt.
In der folgenden Saison 2005/06 verpasste der Verein einen einstelligen Tabellenplatz. Am 14. Mai 2006 trennte sich der Verein aufgrund der schlechten Rückrundenbilanz von Horst Köppel. Als Nachfolger stellte Borussia Jupp Heynckes vor, der die Mannschaft bereits von 1979 bis 1987 trainiert hatte.
In der Spielzeit 2006/07 schied die Borussia im DFB-Pokal beim Regionalligisten VfL Osnabrück bereits in der zweiten Runde aus. Nach einer enttäuschenden Hinrunde fand sich die Mannschaft mit nur 15 Punkten auf einem Abstiegsplatz wieder. Heynckes trat am 31. Januar 2007 wegen sportlichen Misserfolges und Morddrohungen zurück. Nachfolger wurde der bisherige Co-Trainer Jos Luhukay. Mit nur zwei Siegen und vier Unentschieden aus den verbliebenen 15 Spielen stieg die Borussia als Tabellenletzter ab.
Zuvor hatte sich der Verein am 8. März 2007 nach knapp zwei Jahren Amtszeit von Sportdirektor Peter Pander getrennt, dem eine verfehlte Personalpolitik vorgeworfen worden war. Als sein Nachfolger unterzeichnete Ex-Fußballprofi Christian Ziege einen Vertrag bis Sommer 2009. Im Sommer 2007 veränderte der Verein den Kader grundlegend. Dreizehn Spieler verließen den Verein, darunter mit Marcell Jansen der Publikumsliebling und WM-Teilnehmer. Im Gegenzug verpflichtete Borussia elf neue, vornehmlich offensive Spieler. Nach einem mäßigen Zweitligastart startete die Borussia eine Siegesserie und eroberte am neunten Spieltag den ersten Tabellenplatz, von dem sie bis zum letzten Spieltag nicht mehr verdrängt wurde. Durch insgesamt 33 Tore des Sturm-Duos Oliver Neuville und Rob Friend konnte die Borussia am 7. Mai 2008 durch ein 3:0 gegen den SV Wehen Wiesbaden am 32. Spieltag 2007/08 vorzeitig den sofortigen Wiederaufstieg in die Bundesliga sicherstellen.

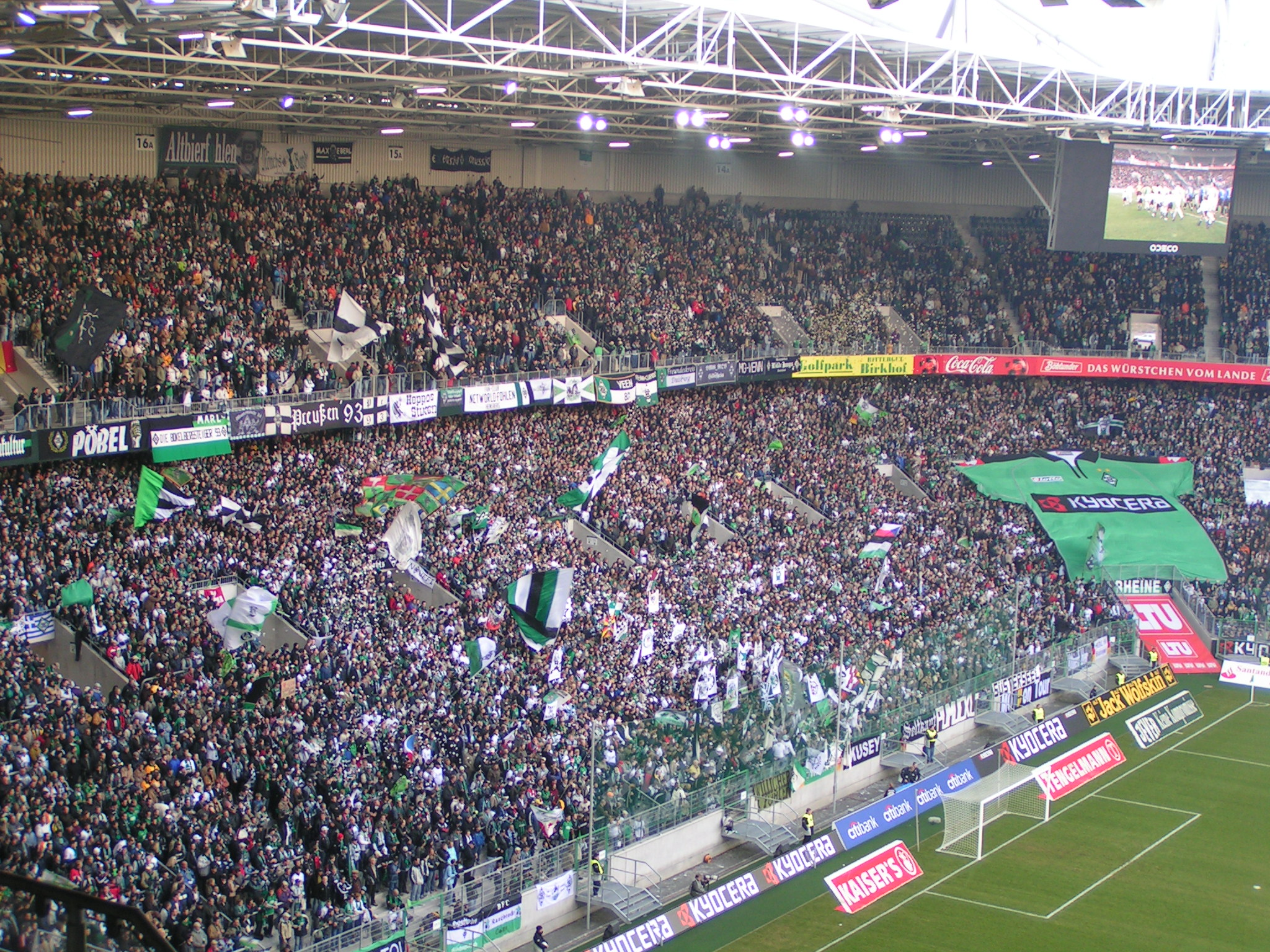
Borussia-Park, Nordkurve

Das neue Trikot zur Saison 2008/09 gestaltete der Verein im Stil der erfolgreichen 1970er Jahre, sportlich jedoch missglückte der Borussia zunächst ein erfolgreiches Comeback. Einen Tag nach dem verlorenen Rheinischen Derby gegen den 1. FC Köln am siebten Spieltag entließ der Verein Jos Luhukay. Hans Meyer trat die Nachfolge an. Für Meyer war es bereits das zweite Engagement in Mönchengladbach. Für Christian Ziege, der kurzzeitig als Co-Trainer fungierte, übernahm Max Eberl den Posten des Sportdirektors. Mit elf Punkten belegte Borussia nach der Hinrunde den letzten Tabellenplatz. In der Winterpause verpflichtete der Verein ausschließlich Spieler für die Defensive. Die Borussia sammelte in der Rückrunde 20 Punkte und konnte zum Saisonende den 15. Tabellenplatz erreichen und somit den Abstieg verhindern. Die 31 Punkte stellten dabei einen Rekord dar, denn es war bis dahin die niedrigste Punktzahl, mit der ein Verein seit Einführung der Dreipunkteregelung nicht abgestiegen ist. Trainer Hans Meyer trat zum Saisonende aus persönlichen Gründen zurück.
Als neuen Trainer verpflichtete der Verein zur Saison 2009/10 Michael Frontzeck. Mit dem Venezolaner Juan Arango und dem Argentinier Raúl Bobadilla wurden zwei Spieler verpflichtet, die dem Offensivspiel der Borussia neue Impulse geben sollten. Für den zu Werder Bremen gewechselten Marko Marin wurde der von der Spielweise ähnliche Marco Reus verpflichtet, der bis dahin für Rot Weiss Ahlen in der 2. Bundesliga gespielt hatte. Am 10. Spieltag gab es bei der Begegnung gegen den 1. FC Köln ein Novum in der Bundesligageschichte. Nach Übergriffen von rivalisierenden Fangruppen im Vorfeld des Spieles in der Vorsaison sorgte neben einem massiven Polizeiaufgebot ein Alkohol- beziehungsweise Ausschankverbot für Sicherheit. Nach dem 17. Spieltag stand die Borussia mit 21 Punkten auf dem elften Tabellenplatz. Ein Kuriosum gab es im Spiel gegen Hannover 96; beim 5:3 im Borussia-Park schossen die Gäste drei Eigentore, Rekord in einem Bundesligaspiel. Im DFB-Pokal scheiterte die Borussia im fünften Jahr hintereinander in der zweiten Hauptrunde. In der Bundesliga konnte sich die Borussia im Vergleich zur Vorsaison verbessern und belegte abschließend den zwölften Tabellenplatz. Am 24. Juni 2010 wurde Max Eberl befördert und rückte als Geschäftsführer Sport in die Geschäftsführung der Borussia Mönchengladbach GmbH auf.
Zum 110-jährigen Jubiläum brachte der Verein eine DVD heraus, auf der in einem 110-minütigen Film die Vereinsgeschichte erzählt wird. Am 28. Juli 2010 wurde er in einem Mönchengladbacher Kino uraufgeführt.
Im DFB-Pokal 2010/11 wurde zum ersten Mal nach fünf Jahren wieder das Achtelfinale erreicht. In der Bundesliga gelang zwar nach 16 Jahren der erste Sieg gegen Bayer 04 Leverkusen, am Ende der Vorrunde landete der Verein aber auf dem letzten Platz.
Aufgrund der saisonübergreifend schlechten sportlichen Leistung gründete ein Zusammenschluss von Führungskräften aus der lokalen Wirtschaft die Initiative Borussia, die der Vereinsführung Missmanagement vorwarf. Nach Meinung der Initiative sollten die alten, verkrusteten Strukturen aufgelöst werden, um der Borussia eine Zukunft zu ermöglichen. So sollte das eingenommene Geld eher in den Sport als in den geplanten Museumskomplex mit angeschlossenem Hotel investiert werden. Auf der Hauptversammlung im Jahr 2011 stimmten nur 335 der 4769 anwesenden Mitglieder für die Ziele der Initiative.
Beim Bundesliga-Heimspiel gegen den 1. FSV Mainz 05 schoss Marco Reus das 2500. Bundesligator im 1445. Spiel. Andere Jubiläumstorschützen waren Jupp Heynckes (500), Carsten Nielsen (1000), Uwe Rahn (1500) und Martin Dahlin (2000).
Erster Neuzugang zur Winterpause war der ablösefreie Stürmer Mike Hanke von Hannover 96. In der Abwehr verstärkten Håvard Nordtveit und Martin Stranzl die Mannschaft. Am 13. Februar 2011 wurde Michael Frontzeck aufgrund anhaltender Erfolglosigkeit als Trainer entlassen. Ausschlaggebend waren Niederlagen gegen die direkten Abstiegskonkurrenten VfB Stuttgart und FC St. Pauli. Lucien Favre wurde als neuer Cheftrainer verpflichtet. Nachdem die Mannschaft bis zum 30. Spieltag auf dem letzten Tabellenplatz gelegen hatte, erreichte sie durch drei Siege in Folge zum Saisonabschluss noch den 16. Platz, der zur Teilnahme an zwei Relegationsspielen gegen den VfL Bochum berechtigte. Hierbei verhinderte die Borussia durch ein 1:0 im Hinspiel und ein 1:1 in Bochum den Abstieg.
Der schlechte Saisonverlauf schlug sich in den Besucherzahlen im Borussia-Park nieder. Zu den 17 Heimspielen kamen im Schnitt 45.188 Zuschauer, was einer Auslastung des Stadions von 83,6 % entsprach und den diesbezüglich schlechtesten Wert aller Erstligisten darstellte.

### 2011–2021 – Rückkehr auf die europäische Bühne und konstant einstellige Tabellenplätze in der Bundesliga
| Spielzeiten 2011/12 – 2020/21                                               | Spielzeiten 2011/12 – 2020/21 | Spielzeiten 2011/12 – 2020/21 | Spielzeiten 2011/12 – 2020/21 | Spielzeiten 2011/12 – 2020/21 | Spielzeiten 2011/12 – 2020/21 |
| Saison                                                                      | Platz                         | Tore                          | Punkte                        | Zuschauerschnitt              | BL-Kader                      |
| --------------------------------------------------------------------------- | ----------------------------- | ----------------------------- | ----------------------------- | ----------------------------- | ----------------------------- |
| 2011/12                                                                     | 04                            | 49:24                         | 60                            | 51.819                        | BL-Kader                      |
| 2012/13                                                                     | 08                            | 45:49                         | 47                            | 49.534                        | BL-Kader                      |
| 2013/14                                                                     | 06                            | 59:43                         | 55                            | 52.233                        | BL-Kader                      |
| 2014/15                                                                     | 03                            | 53:26                         | 66                            | 50.659                        | BL-Kader                      |
| 2015/16                                                                     | 04                            | 67:50                         | 55                            | 51.603                        | BL-Kader                      |
| 2016/17                                                                     | 09                            | 45:49                         | 45                            | 51.494                        | BL-Kader                      |
| 2017/18                                                                     | 09                            | 47:52                         | 47                            | 50.718                        | BL-Kader                      |
| 2018/19                                                                     | 05                            | 55:42                         | 55                            | 49.573                        | BL-Kader                      |
| 2019/20                                                                     | 04                            | 66:40                         | 65                            | 50.615*                       | BL-Kader                      |
| 2020/21                                                                     | 08                            | 64:56                         | 49                            | **                            | BL-Kader                      |
| * aus 10 Heimspielen mit Zuschauerbeteiligung, ** ohne Zuschauerbeteiligung |                               |                               |                               |                               |                               |

Saison 2011/12

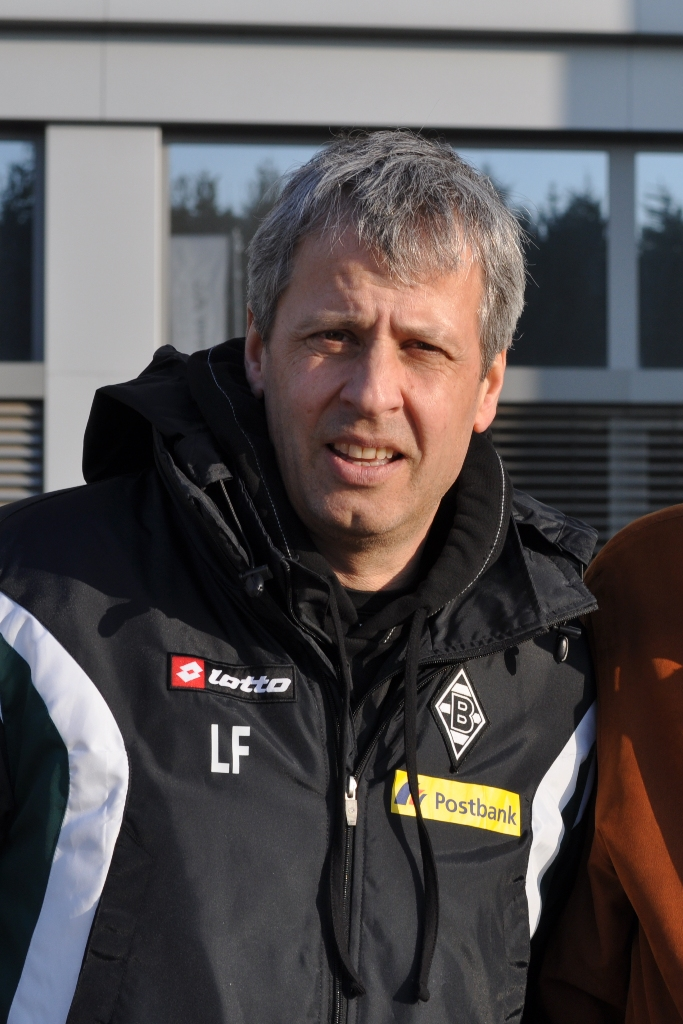
Trainer Lucien Favre bewahrte 2011 die Mannschaft vor dem Abstieg und führte sie 2012 zurück auf die internationale Bühne

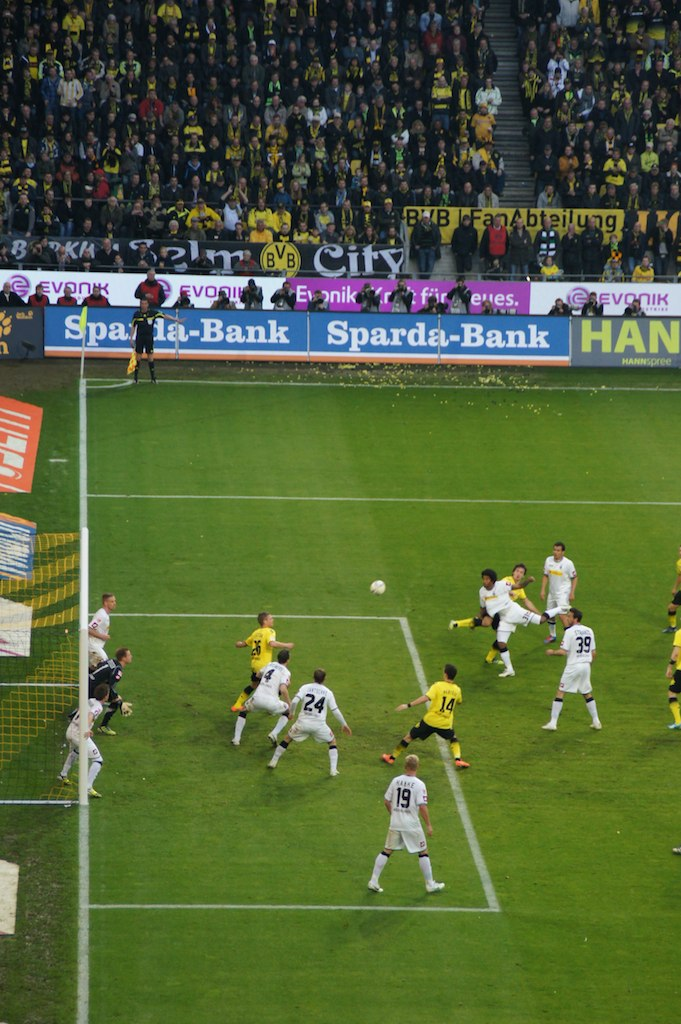
Saison 2011/12: Szene vom 21. April 2012 im Auswärtsspiel gegen den späteren Deutschen Meister Borussia Dortmund

In die Saison 2011/12 startete die Borussia mit einem 3:1-Sieg bei SSV Jahn Regensburg in der ersten Hauptrunde des DFB-Pokal und in der Liga mit einem prestigeträchtigen 1:0-Auswärtserfolg beim FC Bayern München. Am dritten Spieltag war die Borussia nach einem 4:1-Heimsieg gegen den VfL Wolfsburg erstmals seit dem ersten Spieltag der Saison 1998/99 wieder Tabellenführer. Nach fünf Spieltagen lag der Verein auf dem dritten Tabellenplatz; mit 10 Punkten aus drei Siegen, einem Unentschieden und einer Niederlage hatte der VfL bereits so viele Punkte auf dem Konto wie nach der gesamten Hinrunde der Vorsaison. Die beste Hinrunde seit 35 Jahren schloss die Mannschaft mit 33 Punkten aus zehn Siegen, drei Unentschieden und vier Niederlagen als Tabellenvierter ab. Nur elf Gegentore in den 17 Spielen der Hinrunde bedeuteten zudem einen neuen Vereinsrekord. Als erster Borusse nach Marko Marin im Jahr 2008 debütierte Marco Reus am 7. Oktober beim 3:1-Sieg gegen die Türkei in der Nationalmannschaft. Das Jahr 2011 beendete die Mannschaft am 21. Dezember mit dem Einzug in das Viertelfinale des DFB-Pokals durch einen 3:1-Sieg gegen den Titelverteidiger FC Schalke 04.
In der Vorbereitungsphase auf die Rückrunde gaben Marco Reus und Roman Neustädter bekannt, den Verein zum Ende der Saison zu verlassen. Zum Auftakt der Rückrunde am 20. Januar 2012 gelang ein 3:1-Heimerfolg gegen den FC Bayern München. Dies war nach den Begegnungen in der Saison 1995/96 erst das zweite Mal, dass die Borussia Hin- und Rückspiel in der Bundesliga gegen die Münchner gewinnen konnte. Ein dritter Sieg in Folge gegen die Bayern blieb ihr verwehrt: Im Halbfinale des DFB-Pokal schied die Mannschaft im Borussia-Park nach torlosen 120 Minuten im Elfmeterschießen mit einer 2:4-Niederlage aus. Die beste Liga-Saison seit 17 Jahren (mit den wenigsten Gegentoren in der gesamten Ligazugehörigkeit) schloss die Mannschaft als Tabellenvierter ab, wodurch sich der Verein für die Play-offs zur UEFA Champions League 2012/13 qualifizierte. Der Gegner Dynamo Kiew wurde am 10. August 2012 bei der Auslosung in Nyon zugewiesen. Beim Zuschauerzuspruch wurde in den 17 Heimspielen mit durchschnittlich 51.819 Besuchern ein neuer Vereinsrekord aufgestellt. Mit Abwehrspieler Dante verließ nach Reus und Neustädter am Saisonende ein weiterer Leistungsträger den Verein. Lucien Favre wertete den Verlust der drei Abgänger so, „als würde der FC Barcelona auf einmal Messi, Xavi und Piqué verlieren“. Feldspieler Marco Reus, Torwart Marc-André ter Stegen und Trainer Lucien Favre wurden in einer Umfrage des Kicker-Sportmagazins von den Profis der Fußball-Bundesliga als beste Akteure der abgelaufenen Saison gewählt. Darüber hinaus gewann Reus als Nachfolger von Manuel Neuer und 25 Jahre nach Uwe Rahn als vierter Mönchengladbacher Borusse die Wahl zum Fußballer des Jahres. Bei der Wahl zum Trainer des Jahres belegte Favre hinter Jürgen Klopp den zweiten Platz.
Saison 2012/13
Zur Saison 2012/13 wurden mit Luuk de Jong von Twente Enschede und Granit Xhaka vom FC Basel die zum damaligen Zeitpunkt teuersten Transfers in der Geschichte des Vereins getätigt.
Im DFB-Pokal schied die Borussia bereits in der zweiten Pokalrunde durch ein 0:1 nach Verlängerung bei Fortuna Düsseldorf aus. In der Bundesliga beendete die Mannschaft eine in den gezeigten Leistungen wechselhafte Ligahalbserie mit 25 Punkten nach einem 1:1 im Auswärtsspiel beim Herbstmeister Bayern München auf dem achten Tabellenplatz. Das Geschäftsjahr 2012 schloss der Verein mit einem Rekordumsatz in Höhe von 122 Millionen Euro ab, womit der bisherige Rekord von 72 Millionen Euro aus dem Jahr 2011 deutlich gesteigert werden konnte.
In der Rückrunde fehlte der Mannschaft wieder die notwendige Konstanz, um an die Leistungen der Vorsaison anzuschließen und sich für einen internationalen Wettbewerb zu qualifizieren. Zum Saisonabschluss verlor die Borussia im eigenen Stadion mit 3:4 gegen den neuen deutschen Meister Bayern München und beendete die Saison auf dem achten Tabellenplatz. Trotz der Niederlage war Mönchengladbach die erste Mannschaft der Bundesligageschichte, die drei Treffer innerhalb der ersten zehn Spielminuten gegen die Münchener erzielte.
In der Qualifikation für die Champions League 2012/13 verpasste der VfL gegen Dynamo Kiew nach einer 1:3-Heimniederlage und einem 2:1-Auswärtssieg den Einzug in die Gruppenphase. Stattdessen qualifizierte sich die Mannschaft für die Teilnahme an der Europa League. Dort wurden den Mönchengladbachern AEL Limassol, Fenerbahçe Istanbul und Olympique Marseille als Gegner in zugelost. Am 20. September 2012 spielte die Borussia zum ersten Mal seit dem Ausscheiden gegen die AS Monaco vor 16 Jahren im UEFA-Pokal erneut in einem Europapokalwettbewerb; das Europa-League-Gruppenspiel bei der AEL Limassol endete mit einem 0:0. Den ersten Sieg verzeichnete die Mannschaft im dritten Gruppenspiel beim 2:0 zu Hause gegen Olympique Marseille. Am 22. November 2012 qualifizierten sich die Mönchengladbacher nach einem 2:0-Heimsieg gegen die AEL Limassol als Tabellenzweiter hinter Fenerbahçe Istanbul vorzeitig für das Sechzehntelfinale, in dem der Gegner Lazio Rom war. Im Hinspiel am 14. Februar 2013 kam die Borussia im heimischen Stadion nicht über ein 3:3-Unentschieden hinaus und schied in der Woche darauf nach einer 0:2-Niederlage im Rückspiel in Rom aus dem Wettbewerb aus.
Saison 2013/14

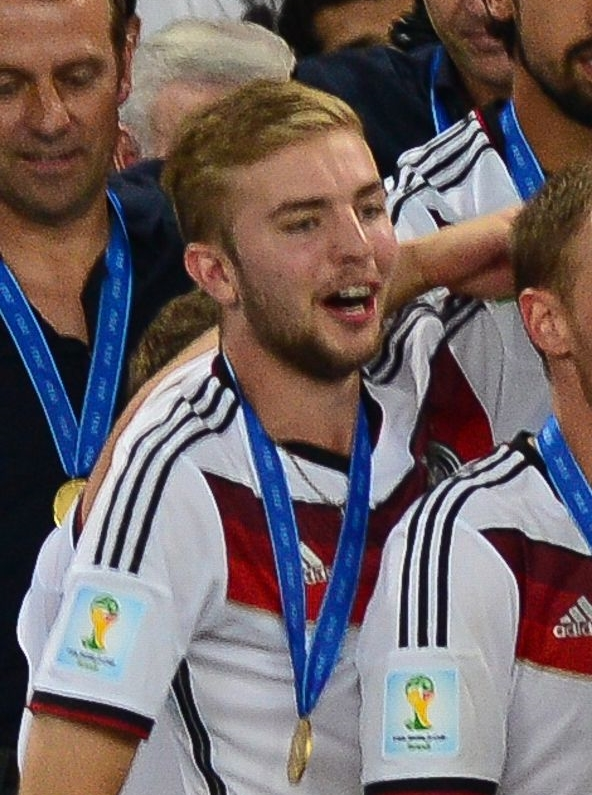
Christoph Kramer, sechster Weltmeister aus den Reihen der Borussia

Zu Beginn der Saison 2013/14 scheiterte die Mannschaft am 4. August 2013 im DFB-Pokal nach schwacher Leistung erstmals seit 2004 in der ersten Runde nach torlosen 120 Minuten durch ein 4:5 im Elfmeterschießen beim Drittligisten SV Darmstadt 98. Im September 2013 überschritt der Verein die Marke von 60.000 Mitgliedern, womit sich die Zahl der Mitglieder seit dem Jahr 2000 verzehnfachte. Am 14. Spieltag stellte die Borussia nach einem 1:0 gegen den SC Freiburg als Tabellenvierter der Bundesliga mit sieben Heimsiegen in Folge seit Saisonbeginn einen neuen Vereinsrekord auf, den sie mit dem 2:1 am 15. Spieltag gegen Schalke 04 auf acht Heimsiege ausbaute. Die erste Saisonhälfte beendete die Borussia nach dem 2:2-Unentschieden im letzten Heimspiel 2013 mit zehn Siegen, drei Unentschieden und vier Niederlagen als Tabellendritter, was der besten Ligaplatzierung seit 19 Jahren entsprach. Jedoch rutschte die Mannschaft im schlechtesten Rückrundenauftakt der Vereinsgeschichte am 24. Spieltag sieglos und nach nur drei hinzugewonnenen Punkten auf den achten Tabellenplatz ab. Den ersten Dreipunktegewinn in der Rückrunde nach neun sieglosen Spielen hintereinander verbuchte der VfL am 15. März 2014 beim 2:1-Auswärtserfolg gegen Borussia Dortmund, dem ersten Mönchengladbacher Sieg im Westfalenstadion seit der Saison 1997/98. Eine noch längere Durststrecke endete für die Borussia am 32. Spieltag mit dem 1:0-Auswärtssieg gegen Schalke 04, dem ersten Erfolg in Gelsenkirchen seit mehr als 22 Jahren. Dabei erzielte die Mannschaft mit lediglich einem einzigen Foul während der 90 Spielminuten einen neuen Fair-Play-Rekord in der Bundesliga. Die Saison schloss Mönchengladbach als Tabellensechster ab und erreichte damit die Play-off-Runde der UEFA Europa League 2014/15. Mit durchschnittlich 52.233 Zuschauern in den 17 Heimspielen übertraf der Verein die bisherige Bestmarke aus der Saison 2011/12.
Saison 2014/15
Zum Auftakt der Saison 2014/15 setzte sich der VfL in der ersten Runde des DFB-Pokals mit 3:1 gegen den Regionalligisten FC 08 Homburg durch und erreichte in der Bundesliga ein 1:1 im Heimspiel gegen den VfB Stuttgart. Den Ausgleichstreffer gegen Borussias kolportierten „Angstgegner“ erzielte Christoph Kramer, der im Juli 2014 mit der deutschen Nationalmannschaft den Titel bei der WM in Brasilien gewonnen hatte und damit 40 Jahre nach Rainer Bonhof, Berti Vogts, Jupp Heynckes, Herbert Wimmer und Wolfgang Kleff zum sechsten Weltmeister des Vereins avanciert war. Kramer war es auch, der durch sein Eigentor zum 0:1 im Auswärtsspiel gegen Borussia Dortmund am 11. Ligaspieltag für die erste Saisonniederlage sorgte. Zum Abschluss der Bundesligahinrunde musste der VfL mit dem 1:2 beim FC Augsburg am 20. Dezember 2014 seine vierte Saisonniederlage hinnehmen und schloss die Halbserie mit 27 Punkten auf dem vierten Tabellenplatz ab. Einen schwachen Rückrundenstart wie in den beiden vorangegangenen Spielzeiten konnte die Fohlenelf vermeiden. Am 26. Spieltag erzielte die Borussia mit dem 2:0-Auswärtssieg beim FC Bayern München den 13. Dreipunktegewinn und verzeichnete nach dem 0:0 im Hinspiel als einzige Bundesligamannschaft eine positive Saisonbilanz gegen den amtierenden Meister und Tabellenführer ohne Gegentreffer. Am folgenden Spieltag bezwang die Borussia die TSG 1899 Hoffenheim mit 4:1 erstmals in einem Auswärtsspiel. Im DFB-Pokal scheiterte der VfL am 8. April 2015 im Viertelfinale bei Drittligist Arminia Bielefeld mit 4:5 i. E. Am 26. April 2015 siegte die Fohlenelf am 30. Ligaspieltag durch ein Tor von Max Kruse mit 1:0 gegen den Tabellenzweiten VfL Wolfsburg und verhalf hierdurch dem FC Bayern München vorzeitig zur 25. deutschen Meisterschaft. Nach dem 2:1-Auswärtssieg über Hertha BSC sorgte die Mannschaft mit dem 3:0-Heimerfolg gegen Bayer 04 Leverkusen zwei Spieltage vor Saisonende für eine Vorentscheidung zu ihren Gunsten im Kampf um Tabellenplatz 3. Zudem war es der erste Heimsieg der Borussia gegen den „Werksclub“ seit 26 Jahren. Durch den 2:0-Auswärtssieg am vorletzten Spieltag bei Werder Bremen, der erste Sieg bei den Hanseaten seit 28 Jahren, egalisierte die beste Rückrundenmannschaft der Saison den eigenen Rückrundenrekord der Saison 1973/74 und sicherte sich 37 Jahre nach dem Ausscheiden im Halbfinale des Europapokals der Landesmeister 1977/78 die erstmalige Teilnahme an der UEFA Champions League. Am letzten Spieltag unterlag der VfL im Heimspiel dem FC Augsburg mit 1:3 und beendete die Saison mit 66 Punkten aus 19 Siegen, neun Unentschieden und sechs Niederlagen auf dem dritten Tabellenplatz, was der besten Platzierung seit der Saison 1983/84 entsprach.
Durch einen 3:2-Auswärts- und einen 7:0-Heimsieg gegen den FK Sarajevo in den Play-off-Spielen zog der VfL in die Gruppenphase der UEFA Europa League 2014/15 ein. Letzterer war Borussias höchster Sieg auf europäischer Ebene seit dem 9:1-Erfolg gegen den ÍBV Vestmannaeyjar in der ersten Runde des Europapokals der Pokalsieger 1973/74. Noch höher als diese beiden Ergebnisse fiel nur der 10:0-Sieg gegen EPA Larnaka in der ersten Runde des Europapokals der Landesmeister 1970/71 aus. Den ersten Dreipunktegewinn in der Gruppenphase nach zwei Unentschieden gegen den FC Villarreal und den FC Zürich erzielte die Borussia am dritten Spieltag beim 5:0-Erfolg im Heimspiel gegen Apollon Limassol am 23. Oktober 2014. Durch den 2:0-Sieg im Rückspiel am 6. November 2014 stellte der VfL mit 18 Pflichtspielen in Folge ohne Niederlage seit Saisonbeginn einen neuen Vereinsrekord auf und übertraf damit den bisherigen Rekord aus der Meisterschaftssaison 1970/71. Die Gruppenphase schloss die Fohlenelf nach einem 3:0-Heimsieg gegen den FC Zürich am 11. Dezember 2014 mit drei Siegen und drei Unentschieden als Gruppenerster ab. Im Sechzehntelfinale wurde der Borussia am 15. Dezember 2014 der amtierende Titelträger FC Sevilla zugelost, dem die Mannschaft im Februar 2015 sowohl im Hinspiel in Sevilla (0:1) als auch im Rückspiel in Mönchengladbach (2:3) unterlag und damit ausschied. Das Geschäftsjahr 2014 schloss der Verein mit einem neuerlichen Rekordumsatz in Höhe von rund 130 Mio. Euro bei einem Gewinn nach Steuern von 12,75 Mio. Euro ab.
Saison 2015/16
Zur Saison 2015/16 verließen mit Christoph Kramer und Max Kruse zwei Leistungsträger den Verein. Am 3. Juli 2015 begrüßte der VfL sein 70.000. Vereinsmitglied und war damit gemessen an den Mitgliederzahlen hinter Bayern München, Schalke 04, Borussia Dortmund, dem Hamburger SV und dem 1. FC Köln der sechstgrößte Fußballverein in Deutschland. Im ersten Pflichtspiel der Saison setzte sich die Borussia im letzten Spiel der ersten Hauptrunde des DFB-Pokals mit 4:1 beim FC St. Pauli durch. In der Liga verlor die Borussia die ersten fünf Spiele, was dem schlechtesten Saisonbeginn der Vereinsgeschichte entsprach. Einen Tag nach der 0:1-Niederlage beim rheinischen Erzrivalen 1. FC Köln am 19. September 2015 erklärte Trainer Lucien Favre seinen Rücktritt. Seine Nachfolge übernahm zunächst U-23-Trainer André Schubert. Unter Schuberts Leitung landete die Mannschaft am 6. Spieltag im Heimspiel gegen den FC Augsburg mit 4:2 ihren ersten Saisonsieg in der Liga. Durch die folgenden Siege auswärts gegen den VfB Stuttgart (3:1) und Eintracht Frankfurt (5:1) sowie zu Hause gegen den VfL Wolfsburg (2:0) wurde Schubert der erste Trainer der Vereinshistorie mit vier Ligasiegen nach Amtsantritt. Die Serie baute er mit Erfolgen über den FC Schalke 04 (3:1) und Hertha BSC (4:1) auf sechs Spiele aus. Begünstigt durch diese positive Entwicklung erhielt Schubert im November 2015 einen bis Juni 2017 datierten Vertrag als Cheftrainer. Die erste Niederlage in der Liga unter Schuberts Leitung war mit 0:5 Toren am 16. Spieltag bei Bayer 04 Leverkusen gleichzeitig die höchste Niederlage der gesamten Saison. In der Vorwoche hatte die Mannschaft Tabellenführer Bayern München mit 3:1 die erste Saisonniederlage zugefügt. Aus dem DFB-Pokal schied der VfL nach einer 3:4-Niederlage im Heimspiel gegen Werder Bremen im Achtelfinale am 15. Dezember 2015 aus. Die Ligahalbserie beendete die Borussia nach einem 3:2-Heimsieg gegen den SV Darmstadt 98 am 20. Dezember 2015 mit neun Siegen, zwei Unentschieden und sechs Niederlagen auf dem vierten Tabellenplatz. In der Rückrunde offenbarte der VfL eine eklatante Auswärtsschwäche, konnte dies jedoch durch eine Siegesserie bei Heimspielen kompensieren. Nach dem 2:0-Sieg beim SV Darmstadt 98 am 34. Spieltag, dem einzigen Auswärtssieg in der Rückrunde, belegte die Borussia mit 55 Punkten aus 17 Siegen, vier Unentschieden und 13 Niederlagen hinter Meister Bayern München, Borussia Dortmund und Bayer 04 Leverkusen Tabellenplatz 4 und qualifizierte sich damit für die Play-off-Spiele der Champions League 2016/17.
Für die Gruppenphase der UEFA Champions League 2015/16 wurde der Borussia der italienische Meister Juventus Turin, Englands Vizemeister Manchester City und der spanische Europa-League-Sieger der beiden Vorjahre FC Sevilla zugelost. Letzterem unterlag der VfL zum Auftakt am 15. September 2015 auswärts mit 0:3. Durch den 4:2-Erfolg im Rückspiel am vorletzten Gruppenspieltag, dem 150. Europapokalspiel der Borussia, erzielte der Verein den ersten Sieg in der „europäischen Königsklasse“ seit dem 2:1-Erfolg gegen den FC Liverpool im Halbfinalhinspiel des Europapokals der Landesmeister 1977/78. Nach der 2:4-Auswärtsniederlage im letzten Gruppenspiel gegen Manchester City verpasste der VfL die mögliche Qualifikation für die UEFA Europa League und schied als Tabellenletzter mit fünf Punkten aus einem Sieg, zwei Unentschieden und drei Niederlagen aus den europäischen Wettbewerben aus.
Saison 2016/17
Zur Saison 2016/17 verließ der Mannschaftskapitän der Vorsaison Granit Xhaka den Verein und wechselte in die englische Premier League zum FC Arsenal. Mit einer inoffiziellen Ablösesumme von 45 Mio. Euro war er der bis dahin teuerste Verkaufstransfer in der Vereinsgeschichte der Borussia. Im Gegenzug zahlte der VfL im bis dahin teuersten Einkaufstransfer der Vereinsgeschichte für die Rückkehr von Christoph Kramer an Bayer 04 Leverkusen inoffiziell 15 Mio. Euro plus Bonuszahlungen. Auch die Verpflichtung von Jannik Vestergaard von Werder Bremen übertraf mit 12 Mio. Euro plus Bonuszahlungen den bisherigen Rekordeinkauf von Luuk de Jong, der den Verein 2014 zur PSV Eindhoven verlassen hatte, vier Jahre zuvor. In der ersten Hauptrunde des DFB-Pokals setzte sich die Fohlenelf im Auswärtsspiel beim Regionalligisten SV Drochtersen/Assel durch ein Tor von Julian Korb mit 1:0 durch. Durch einen 3:1-Auswärts- und einen 6:1-Heimsieg gegen den Schweizer Vizemeister BSC Young Boys qualifizierte sich die Borussia am 24. August 2016 für die Gruppenphase der UEFA Champions League 2016/17, in der ihr der FC Barcelona, Manchester City und Celtic Glasgow zugelost wurden. Im ersten Spiel in der Bundesliga behielt die Fohlenelf daheim gegen Bayer 04 Leverkusen mit 2:1 die Oberhand und war damit zum Auftakt jedes der drei Wettbewerbe der Saison siegreich, in der die Mannschaft vertreten war. Die Ligahalbserie bis zur Winterpause endete jedoch mit nur vier Siegen bei vier Unentschieden und acht Niederlagen auf Tabellenplatz 14 enttäuschend, weshalb sich der Verein am 21. Dezember 2016 von Trainer André Schubert trennte. In der Gruppenphase der Champions-League kam die Borussia hinter dem FC Barcelona und Manchester City nicht über Platz 3 hinaus, zog aber damit in das Sechzehntelfinale der Europa League ein, in dem ihr der AC Florenz als Gegner zugelost wurde. Finanziell verbuchte der Verein im Geschäftsjahr 2016 neue Rekordzahlen: Der Umsatz betrug 196,87 Mio. Euro bei einem Gewinn von 26,8 Mio. Euro nach Steuern. Zu Beginn des Jahres 2017 musste sich die Mannschaft unter dem neuen Trainer Dieter Hecking beim Telecom Cup nach Niederlagen gegen den 1. FSV Mainz 05 und Fortuna Düsseldorf mit dem vierten und damit letzten Platz begnügen. In den Pflichtspielen fand die Borussia unter Hecking zu alter Stärke zurück. Anfang März 2017 wies die bis dahin beste Rückrundenmannschaft der laufenden Saison die beste Vereinsbilanz seit 44 Jahren auf, stieß im DFB-Pokal ins Halbfinale vor und setzte sich in der UEFA Europa League gegen den AC Florenz nach einer 0:1-Hinspielniederlage und einem zwischenzeitlichen 0:2-Rückstand im „Wunder von Florenz“ noch mit einem 4:2-Sieg durch. Der Einzug ins Viertelfinale des europäischen Wettbewerbs blieb dem Verein im deutschen Duell gegen den FC Schalke 04 nach einem 1:1 in Gelsenkirchen und einem 2:2 im heimischen Borussiapark trotz 2:0-Halbzeitführung verwehrt. Auch die Hoffnung, 22 Jahre nach dem letzten Titelgewinn wieder in das Endspiel des DFB-Pokals einzuziehen, erfüllte sich nicht. Im Halbfinale unterlag die Borussia zu Hause gegen Eintracht Frankfurt, nachdem das Ergebnis nach 90 und nach 120 Minuten 1:1 gelautet hatte, insgesamt mit 7:8 nach Elfmeterschießen. In der Liga verpasste der Verein mit Tabellenplatz 9 das Ziel, sich für einen der europäischen Wettbewerbe der nächsten Saison zu qualifizieren. Wirtschaftlich konnte der VfL für sich in Anspruch nehmen, in der abgelaufenen Spielzeit der rentabelste Verein der Fußball-Bundesliga gewesen zu sein.
Saison 2017/18
Einen neuerlichen Rekordtransfer tätigte der VfL zur Saison 2017/18. Für den deutschen Nationalspieler und Weltmeister Matthias Ginter überwies der Verein 17 Mio. Euro plus Bonuszahlungen an Borussia Dortmund. In der neunten Auflage des Telekom Cups musste sich die Borussia nach Niederlagen im Elfmeterschießen gegen Werder Bremen und gegen die TSG 1899 Hoffenheim wie bereits im Januar desselben Jahres erneut mit dem vierten und zugleich letzten Platz begnügen. Die erste Runde im DFB-Pokal 2017/18 konnte die Borussia siegreich gestalten. Der VfL gewann das Westduell gegen Rot-Weiss Essen mit 2:1. Im Ligaauftakt behielt die Fohlenelf durch einen Treffer von Nico Elvedi mit 1:0 im rheinischen Derby gegen den 1. FC Köln die Oberhand und „überwinterte“ nach einem abschließenden 3:1-Heimsieg gegen den Hamburger SV zur Halbserie als Tabellensechster mit 28 Punkten aus acht Siegen, vier Unentschieden und fünf Niederlagen. Im DFB-Pokal schied die Borussia am 20. Dezember 2017 im letzten Pflichtspiel des Jahres nach einer 0:1-Niederlage im Achtelfinale gegen Bayer 04 Leverkusen im heimischen Borussiapark aus, nachdem die „Werkself“ bereits am 9. Spieltag der Bundesliga an gleicher Stelle mit einem 5:1-Kantersieg das bessere Ende hatte für sich verbuchen können. Der Rückrundenauftakt misslang; der entscheidende Treffer zur 1:2-Niederlage beim 1. FC Köln fiel in der fünften Minute der Nachspielzeit. Positiver fielen dagegen die finanziellen Daten im Geschäftsjahr 2017 aus. Trotz fehlender Teilnahme an internationalen Wettbewerben verbuchte der Verein mit einem Umsatz von 179,3 Mio. Euro und einem Gewinn nach Steuern von 6,56 Mio. Euro nach dem Rekordjahr 2016 das zweitbeste Ergebnis seiner Geschichte. Die Saison 2017/18 beendete für die Borussia nach einer 1:2-Niederlage beim Hamburger SV auf dem neunten Tabellenplatz und verpasste damit wie im Vorjahr die Qualifikation für die europäischen Wettbewerbe.
Saison 2018/19
Zur Saison 2018/19 wechselte der französische Stürmer Alassane Pléa vom OGC Nizza für die Rekordsumme von 23 Mio. Euro an den Niederrhein. In der ersten Hauptrunde des DFB-Pokals 2018/19 besiegte Mönchengladbach den BSC Hastedt mit 11:1. Damit übertraf die Borussia die bisherige Bestmarke, die der Verein beim 8:0-Sieg im Auswärtsspiel beim 1. FC Viersen in der ersten Hauptrunde des DFB-Pokals 1977/78 aufgestellt hatte. Jedoch scheiterte die Borussia in der zweiten Hauptrunde dieses Wettbewerbs wie im Vorjahr in einem Heimspiel an Bayer 04 Leverkusen und erlebte dabei mit dem 0:5 am 31. Oktober 2018 eine deutliche Niederlage. Die daraufhin sportliche Entwicklung in der Bundesliga-Saison 2018/19 verlief dennoch zunächst positiv, weshalb der VfL den Vertrag mit Trainer Dieter Hecking im November 2018 vorzeitig um ein weiteres Jahr bis Juni 2020 verlängerte. Die Fohlen belegten nach Ablauf der Hinrunde den dritten Tabellenplatz. Insgesamt kamen 33 Punkte aus zehn Siegen, drei Unentschieden und vier Niederlagen zustande. Alle Liga-Heimspiele konnten dabei gewonnen werden, womit dem Klub ein neuer Vereinsrekord gelang. In der Vorbereitung auf die Rückrunde musste die Mannschaft beim Telekom Cup am 13. Januar 2019 nach einem 1:0-Sieg im Halbfinale gegen Hertha BSC dem FC Bayern München durch eine 2:4-Niederlage nach Elfmeterschießen im Finale geschlagen geben. Durch den 2:0-Erfolg gegen den FC Augsburg am 26. Januar 2019 errang der VfL saisonübergreifend seinen zwölften Heimspielsieg hintereinander und stellte damit die bisherige Bestmarke aus der Saison 1983/84 ein. Oscar Wendt, Schütze des 1:0, bestritt dabei sein 184. Bundesligaspiel für die Borussia und übertraf damit Filip Daems als Rekordhalter für Einsätze ausländischer Spieler des Vereins. Wie in der Saison zuvor gelang es dem VfL nicht, die sportlich zufriedenstellende Hinrunde nachhaltig zu bestätigen. Am 1. April, auf den 5. Tabellenplatz abgerutscht, wurde Trainer Hecking zum Saisonende gekündigt. Am vorletzten Spieltag lag die Borussia nach einem 4:0-Auswärtssieg beim 1. FC Nürnberg auf Platz 4, rutschte aber durch die 0:2-Heimniederlage gegen Borussia Dortmund im Saisonfinale noch auf den 5. Platz ab. Hierdurch verpasste die Mannschaft die Qualifizierung zur Champions League, qualifizierte sich aber direkt für die Gruppenphase der Euro League. Nach zwei Jahren Abstinenz gelang damit die Rückkehr ins internationale Spielgeschäft.
Saison 2019/20

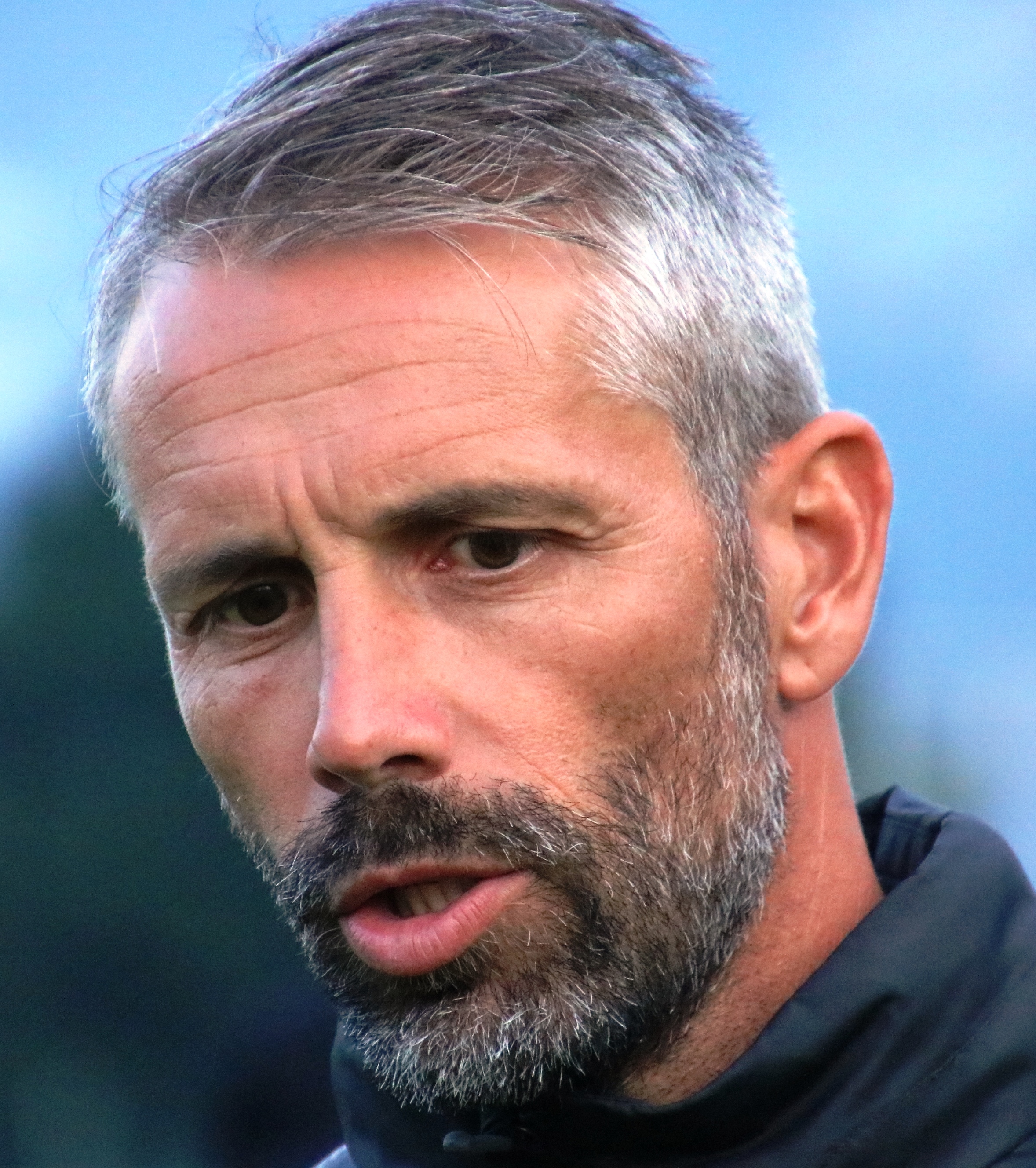
Marco Rose, Cheftrainer von Juni 2019 bis Juni 2021

Zur Saison 2019/20 übernahm Marco Rose die Mannschaft von Dieter Hecking. Die Mannschaft gestaltete das erste Pflichtspiel unter dem neuen Trainer erfolgreich und gewann am 9. August 2019 in der ersten Runde des DFB-Pokals im Auswärtsspiel gegen den Zweitligisten SV Sandhausen durch einen Kopfballtreffer von Neuzugang Marcus Thuram mit 1:0. Der Wettbewerb endete für die Fohlenelf bereits in der zweiten Runde nach einer 1:2-Auswärtsniederlage bei Borussia Dortmund. Im Ligaauftakt kam der VfL im Heimspiel gegen den FC Schalke 04 nicht über ein 0:0-Unentschieden hinaus. Am zweiten Spieltag gelang beim 1. FSV Mainz 05 mit 3:1 durch Tore von Stefan Lainer, Alassane Pléa und Breel Embolo der erste Sieg in der Liga, die erste Niederlage folgte am dritten Spieltag mit 1:3 im Heimspiel gegen RB Leipzig. Für die Gruppenphase der Euro League wurden ihr am 30. August 2019 AS Rom, Istanbul Başakşehir FK und der Wolfsberger AC zugelost. Das erste Gruppenspiel gegen Wolfsberg verlor der VfL vor eigenem Publikum mit 0:4. Es war die bis dahin höchste Niederlage der Mönchengladbacher in einem Heimspiel auf europäischer Ebene. Der erste Sieg nach zuvor zwei 1:1-Unentschieden gelang am 7. November 2019, als sich der VfL zu Hause gegen die AS Rom mit 2:1 durchsetzte. Vor dem letzten Gruppenspiel am 12. Dezember 2019 lag der VfL an der Tabellenspitze, verlor dann jedoch das Heimspiel gegen Başakşehir mit 1:2 und schied als Tabellendritter aus dem europäischen Wettbewerb aus. In der Liga übernahm die Borussia am 7. Spieltag nach einem 5:1-Heimsieg gegen den FC Augsburg zum ersten Mal seit dem dritten Spieltag der Saison 2011/12 wieder die Tabellenführung. Diese konnte am 8. Spieltag trotz einer 0:1-Niederlage bei Borussia Dortmund und am 9. Spieltag mit einem 4:2-Heimsieg gegen Eintracht Frankfurt verteidigt werden. Damit belegte Borussia Mönchengladbach zum ersten Mal seit der letzten Meistersaison 1976/77 an drei aufeinanderfolgenden Spieltagen den ersten Tabellenplatz und gewann auch zum ersten Mal seitdem ein Spiel als Tabellenführer. Die Mannschaft festigte die Tabellenführung durch Siege bei Bayer Leverkusen (2:1) sowie Zuhause gegen Werder Bremen (3:1) und lag damit am 11. Spieltag vier Punkte vor dem Tabellenzweiten RB Leipzig. Die Fohlenelf verlor den Spitzenplatz an die Leipziger nach einer 1:2-Niederlage beim VfL Wolfsburg am 15. Spieltag. Die Hinrunde beendete die Borussia als Tabellenzweiter mit 35 Punkten aus 11 Siegen, zwei Unentschieden und vier Niederlagen sowie mit zwei Punkten Rückstand auf den Herbstmeister aus Leipzig. Gemeinsam mit dem VfL Wolfsburg verzeichnete die Fohlenelf mit 18 Toren die geringste Anzahl an Gegentreffern. Bei einer Umfrage des Sportmagazins Kicker unter 239 Bundesligaspielern wurden für die Hinrunde der laufenden Saison Yann Sommer als bester Torhüter, Marco Rose als bester Trainer und Marcus Thuram als bester Aufsteiger gewählt.
Der VfL gewann am 11. März 2020 in einer Nachholbegegnung des 21. Spieltags im Heimspiel gegen den 1. FC Köln mit 2:1. Es war infolge der Maßnahmen gegen die grassierende COVID-19-Pandemie das erste Geisterspiel in der Geschichte der Fußball-Bundesliga. Die Pandemie veranlasste die DFL zum Aussetzen des Ligabetriebs nach dem 25. Spieltag. Die Borussia war der erste Profiverein in Deutschland, bei dem die Spieler sich aufgrund der damit verbundenen finanziellen Beeinträchtigungen für den Club bereit erklärten, auf Teile ihres Gehalts zu verzichten. Trotz dessen musste Geschäftsführer Stephan Schippers Mitte November 2020 den bis dahin entstandenen finanziellen Verlust des Vereins infolge der COVID-19-Pandemie mit 37. Mio. Euro beziffern. Am 30. April 2020 jährte sich der Gewinn der ersten deutschen Fußballmeisterschaft des VfL aus der Saison 1969/70 zum 50. Mal. Bei der Fortsetzung der laufenden Saison in Form von Geisterspielen setzte sich der VfL am 16. Mai 2020 bei Eintracht Frankfurt mit 3:1 durch. Beim 4:1-Heimsieg gegen den 1. FC Union Berlin am 29. Spieltag kam der zuvor langzeitverletzte Mamadou Doucouré zu seinem von stehenden Ovationen seiner Mitspieler begleiteten ersten Profieinsatz, als er in der 90. Spielminute für Florian Neuhaus eingewechselt wurde. Neuhaus’ Treffer zur 1:0-Führung nach 17 Spielminuten war das 3000. Tor der Borussia in ihrer Bundesligageschichte. Marcus Thuram zeigte nach seinem Treffer zum 2:0 durch einen in den Medien vielbeachteten Kniefall seine Verbundenheit mit dem durch Polizeigewalt am 25. Mai 2020 in Minneapolis getöteten Afroamerikaner George Floyd. Der Kontrollausschuss des DFB sah von der Einleitung eines Ermittlungsverfahrens gegen diese und weitere nach seinem Regelwerk verbotenen Aktionen Thurams und Bundesligaspieler anderer Vereine im Zusammenhang mit Floyds Tod ab. Die Möglichkeit, während der publikumslosen Heimspiele des VfL durch eine Pappfigur mit Fotodruck als „Doppelgänger“ im Stadion vertreten zu sein, nahmen bis zum Fristende am 5. Juni 2020 rund 21.000 Fans wahr. Die Saison schloss die Borussia nach einem 2:1-Heimsieg gegen Hertha BSC mit 65 Punkten aus 20 Siegen, 5 Unentschieden und 9 Niederlagen hinter Bayern München, Borussia Dortmund und RB Leipzig auf dem 4. Platz ab und qualifizierte sich damit für die Teilnahme an der UEFA Champions League. Das Saisonfinale war zugleich das Abschiedsspiel von Raffael, der den Verein nach siebenjähriger Zugehörigkeit gemeinsam mit Fabian Johnson und Tobias Strobl verließ.
Saison 2020/21
In der ersten Hauptrunde des DFB-Pokal 2020/21 wurde dem VfL am 26. Juli 2020 der Pokalsieger des Bremer Fußball-Verbands als Gegner zugelost, der zu diesem Zeitpunkt wegen der Verzögerungen durch die COVID-19-Pandemie noch nicht feststand. Schließlich setzte sich der Fünftligist und Aufsteiger in die Regionalliga FC Oberneuland am 22. August 2020 nach Elfmeterschießen gegen den Ligakonkurrenten Blumenthaler SV durch. Die Oberneuländer übertrugen das Heimrecht aus finanziellen Gründen auf den VfL, der sie in der Begegnung am 12. September 2020 vor 300 zugelassenen Zuschauern im Borussia-Park klar mit 8:0 besiegte. Im Ligaauftakt musste sich die Mannschaft mit 0:3 bei Borussia Dortmund geschlagen geben. Der erste Sieg nach einem 1:1 im Heimspiel gegen den 1. FC Union Berlin gelang der Fohlenelf am dritten Spieltag mit einem 3:1 beim rheinischen Erzrivalen 1. FC Köln. Am sechsten Spieltag konnte der VfL durch ein Tor von Hannes Wolf mit 1:0 den ersten Sieg gegen RB Leipzig in der Bundesliga verzeichnen. Die Hinrunde schloss der Verein mit einem 1:0-Heimsieg gegen Werder Bremen als Tabellensiebter ab. Valentino Lazaros „Skorpion-Kick“ zum 3:4-Endstand im Auswärtsspiel gegen Bayer Leverkusen am 8. November 2020 wurde am 31. Januar 2021 mit 35 % der abgegebenen Stimmen zum Tor des Jahres 2020 gekürt. Zum Rückrundenauftakt gewann die Borussia ihr Heimspiel gegen den Namensvetter aus Dortmund mit 4:2. Für die Gruppenphase der Champions League wurden der Borussia Real Madrid, Inter Mailand und Schachtar Donezk zugelost. Nach zunächst zwei Unentschieden gegen Madrid und Mailand übernahmen die Mönchengladbacher durch einen 6:0-Auswärtserfolg gegen Donezk, dem zweithöchsten Sieg des Vereins in einem internationalen Wettbewerb, die Tabellenführung in Gruppe B. Nach dem 4:0-Sieg im Rückspiel gegen Donezk verlor der VfL die abschließenden Gruppenspiele zuhause gegen Mailand (2:3) und auswärts gegen Madrid (0:2). Dennoch zog der Verein als Tabellenzweiter hinter dem spanischen Rekordmeister erstmals seit 43 Jahren wieder in das Achtelfinale der „europäischen Königsklasse“ ein. Am 15. Februar 2021 gab Trainer Marco Rose bekannt, zur Saison 2021/22 zum Ligakonkurrenten Borussia Dortmund zu wechseln. Er machte damit von einer Ausstiegsklausel Gebrauch, die es ihm ermöglichte, gegen eine festgelegte Ablösesumme vorzeitig aus dem bis 2022 laufenden Vertrag auszutreten. Nach Roses angekündigten Abschied verlor der VfL sieben Pflichtspiele nacheinander, darunter das Viertelfinale im DFB-Pokal gegen den BVB (0:1). Im Achtelfinale der Champions League zog die Borussia gegen Manchester City den Kürzeren. Wegen der COVID-19-Pandemie und der in England weit verbreiteten Virusmutation B.1.1.7 wurden Hin- und Rückspiel in der Puskás Aréna im ungarischen Budapest ausgetragen. Die Fohlenelf unterlag jeweils mit 0:2. Am 13. April 2021 gab der Verein die Verpflichtung Adi Hütters von Eintracht Frankfurt – ebenfalls unter Anwendung einer Ausstiegsklausel – als Nachfolger von Marco Rose zur Saison 2021/22 bekannt. Mit einer unterstellten Ablösesumme von 7,5 Mio. Euro war dies der bis dahin teuerste Trainerwechsel in der Bundesliga, der nur wenige Wochen später durch den Wechsel von Julian Nagelsmann von RB Leipzig zum FC Bayern München mit angeblich bis zu 25 Mio. Euro deutlich überboten wurde. Die Borussia gewann vier Tage nach der Ankündigung gegen die Eintracht in der Heimbegegnung des 29. Spieltages mit 4:0. Am vorletzten Spieltag der Saison verlor der VfL im letzten Heimspiel unter Marco Rose mit 1:2 gegen den VfB Stuttgart und verpasste damit die Möglichkeit, sich aus eigener Kraft für die Play-offs zur Conference League 2021/22 zu qualifizieren. Die Saison schlossen die Fohlen mit einem 4:2-Sieg beim Absteiger Werder Bremen als Tabellenachter ab und verfehlten somit die europäischen Wettbewerbe.

### Seit 2021 – Gegenwart
| Spielzeiten seit 2021/22                                    | Spielzeiten seit 2021/22 | Spielzeiten seit 2021/22 | Spielzeiten seit 2021/22 | Spielzeiten seit 2021/22 | Spielzeiten seit 2021/22 |
| Saison                                                      | Platz                    | Tore                     | Punkte                   | Zuschauerschnitt         | BL-Kader                 |
| ----------------------------------------------------------- | ------------------------ | ------------------------ | ------------------------ | ------------------------ | ------------------------ |
| 2021/22                                                     | 10                       | 54:61                    | 45                       | 26.539*                  | BL-Kader                 |
| 2022/23                                                     | 10                       | 52:55                    | 43                       | 52.438                   | BL-Kader                 |
| 2023/24                                                     | 14                       | 56:67                    | 34                       | 51.371                   | BL-Kader                 |
| 2024/25                                                     | 10                       | 55:57                    | 45                       | 53.104**                 | BL-Kader                 |
| *pandemiebedingte Teilauslastung, **aktueller Vereinsrekord |                          |                          |                          |                          |                          |

Saison 2021/22

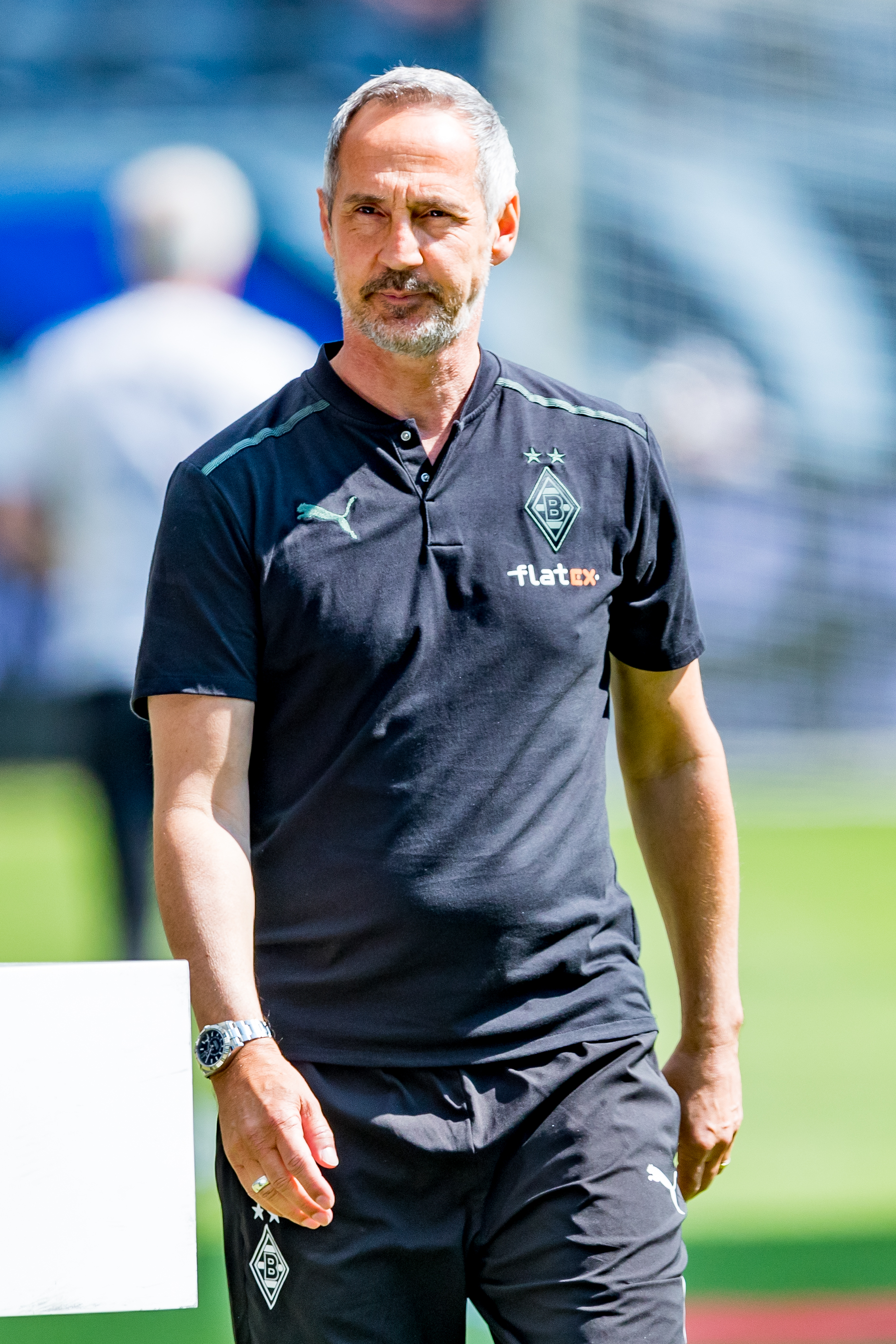
Adi Hütter wechselte 2021 für vorgeblich 7,5 Mio. Euro von Eintracht Frankfurt als Chefcoach zur Borussia, blieb es jedoch nur eine Saison

Zum Saisonauftakt setzte sich der VfL im Pflichtspieldebüt von Chefcoach und Rekordtransfer Adi Hütter in der ersten Runde des DFB-Pokals knapp mit 1:0 beim Drittligisten 1. FC Kaiserslautern durch. In der zweiten Hauptrunde besiegte die Mannschaft den FC Bayern München mit 5:0. Es war der erste Sieg der Borussia in diesem Wettbewerb gegen den Rekordtitelträger und zugleich wettbewerbsübergreifend gemeinsam mit dem 5:0 am letzten Spieltag der Saison 1973/74 der höchste Sieg gegen die Bayern, die im DFB-Pokal ihre höchste Niederlage kassierten. Der VfL schied jedoch bereits im sich daran anschließenden Achtelfinale durch eine 0:3-Niederlage beim Zweitligisten Hannover 96 aus. In der Liga gelang beim 3:1 im Heimspiel gegen Arminia Bielefeld erst im vierten Spiel der erste Sieg. Am siebten Spieltag bezwang die Borussia beim dritten Saison- und zugleich ersten Auswärtssieg mit 3:1 zum ersten Mal seit 18 Jahren wieder den VfL Wolfsburg in dessen Heimspielstätte. Nach einer allerdings gemessen an den Ansprüchen und Saisonzielen ernüchternden Hinrunde mit einer der höchsten Heimniederlagen in der Vereinsgeschichte von 0:6 gegen den SC Freiburg gelang der Rückrundenauftakt beim Tabellenführer FC Bayern München durch einen 2:1-Sieg. Der VfL war der erste gegnerische Bundesligist, der zum vierten Mal in der Münchner Allianz Arena siegreich war. Am 28. Januar 2022 trat Max Eberl nach 23-jähriger Vereinszugehörigkeit aus gesundheitlichen Gründen von seinem Amt als Geschäftsführer Sport zurück. Die Nachfolge von Eberl trat am 15. Februar 2022 Roland Virkus an, der bis dahin wie zuvor auch sein Vorgänger als Koordinator des Nachwuchsleistungszentrums beim VfL tätig war. Am 18. März 2022 brach Schiedsrichter Benjamin Cortus das Spiel beim VfL Bochum in der 70. Minute beim Stand von 2:0 für die Fohlenelf ab, nachdem Linienrichter Christian Gittelmann mit einem gefüllten Bierbecher von der Tribüne aus beworfen und von ihm am Hinterkopf getroffen worden war. Die Begegnung wurde durch ein Urteil des DFB-Sportgerichts mit dem Ergebnis zum Zeitpunkt des Spielabbruchs für die Borussia gewertet und der Täter rund 15 Monate später zu einer Geldstrafe von 3200 Euro plus 800 Euro Schmerzensgeld verurteilt. In der Bundesligageschichte war es der achte Spielabbruch, der erste seit 2011 und nach dem „Pfostenbruch vom Bökelberg“ von 1971 der zweite mit Beteiligung der Borussia. Das Heimspiel gegen den 1. FSV Mainz 05 am 3. April 2022 war das erste, was seit den Auflagen zur Eindämmung der COVID-19-Pandämie im März 2020 wieder unter Vollauslastung des Borussia-Parks stattfinden durfte, und endete vor 44.156 Zuschauern mit einem 1:1-Unentschieden. Am 16. April 2022 unterlagen die Fohlen dem rheinischen Rivalen 1. FC Köln mit 1:3. Zum ersten Mal nach über 30 Jahren verloren die Mönchengladbacher damit drei Bundesligaspiele nacheinander gegen die Domstädter. Anlässlich des russischen Überfalls auf die Ukraine veranstaltete der Verein am 11. Mai 2022 vor 20.300 Zuschauern im Borussia-Park ein vom Sender ProSieben übertragenes Benefizspiel, bei dem ein Gesamterlös von 642.745 Euro erzielt wurde und der VfL gegen die ukrainische Nationalmannschaft mit 1:2 unterlag. Zum Abschluss der Bundesligasaison schlug die Borussia die TSG 1899 Hoffenheim mit 5:1. Im Anschluss gab Adi Hütter das Ende seines Engagements in Mönchengladbach nach nur einem Jahr bekannt. Mit Platz 10 verzeichnete der VfL die schlechteste Saisonbilanz seit dem Beinaheabstieg im Jahr 2011.
Saison 2022/23
Zur Saison 2022/23 übernahm Daniel Farke den Posten des Cheftrainers. In der ersten Hauptrunde des DFB-Pokals wurde dem VfL der baden-württembergische Oberligist SV Oberachern zugelost, den er bei Farkes Pflichtspieldebüt am 31. Juli 2022 im Freiburger Dreisamstadion mit 9:1 besiegte. Nach einem 1:2 beim Tabellenführer der 2. Liga, SV Darmstadt 98, schied die Borussia in der zweiten Runde aus dem Wettbewerb aus. Zum Ligaauftakt bezwang die Mannschaft nach zwischenzeitlichem 0:1-Rückstand die TSG 1899 Hoffenheim mit 3:1 und profitierte dabei von einer gelbroten Karte gegen Hoffenheims Verteidiger Stefan Posch infolge wiederholten Foulspiels in der 19. Spielminute. Die erste Saisonniederlage musste die Mannschaft am fünften Spieltag in Unterzahl beim 0:1 gegen den 1. FSV Mainz 05 im heimischen Borussia-Park hinnehmen. Eine vierte Niederlage in Folge im rheinischen Derby gegen den 1. FC Köln wendete die Mannschaft durch einen 5:2-Sieg im Heimspiel am 9. Oktober 2022 ab und glich damit beinahe die 1:5-Niederlage aus, die sie in der Woche zuvor beim Aufsteiger Werder Bremen erlitten hatte. Zum Jahresabschluss vor Beginn der hochumstrittenen Fußball-Weltmeisterschaft 2022 besiegte die Mannschaft am 11. November 2022 Borussia Dortmund im Heimspiel mit 4:2. Im Januar 2023 verlor die Borussia zunächst ihren langjährigen Stammtorwart Yann Sommer an Bayern München und im Anschluss auch nach Wiederaufnahme des Spielbetriebs die Begegnungen mit Bayer 04 Leverkusen und dem FC Augsburg. Die Ligahinrunde schloss der Verein damit in der Tabelle auf Platz 9 ab. Den ersten und einzigen Auswärtssieg der Saison verbuchte die Mannschaft am 18. Spieltag durch einen 4:1-Erfolg bei der TSG 1899 Hoffenheim. Ihren Ruf als „Bayernschreck“ bestätigte die Borussia am 18. Februar 2023 durch einen 3:2–Heimsieg gegen den amtierenden deutschen Meister. Es war das fünfte Pflichtspiel in Folge ohne Niederlage gegen die Münchener. Dieser Erfolg und der neue Vereinsrekord von 52.438 Zuschauern pro Heimspiel konnten jedoch nicht über den erneut mageren Saisonverlauf hinwegtäuschen. Zum Saisonabschluss, bei dem Kapitän Lars Stindl, Marcus Thuram und Ramy Bensebaini verabschiedet wurden, besiegte die Borussia den FC Augsburg im Borussia-Park mit 2:0 und erreichte damit im schlechtesten Abschneiden seit der Saison 2010/11 wie im Jahr zuvor nur den 10. Tabellenplatz. Der Verein zog wie im Vorjahr die Konsequenzen und trennte sich von Cheftrainer Daniel Farke.
Saison 2023/24

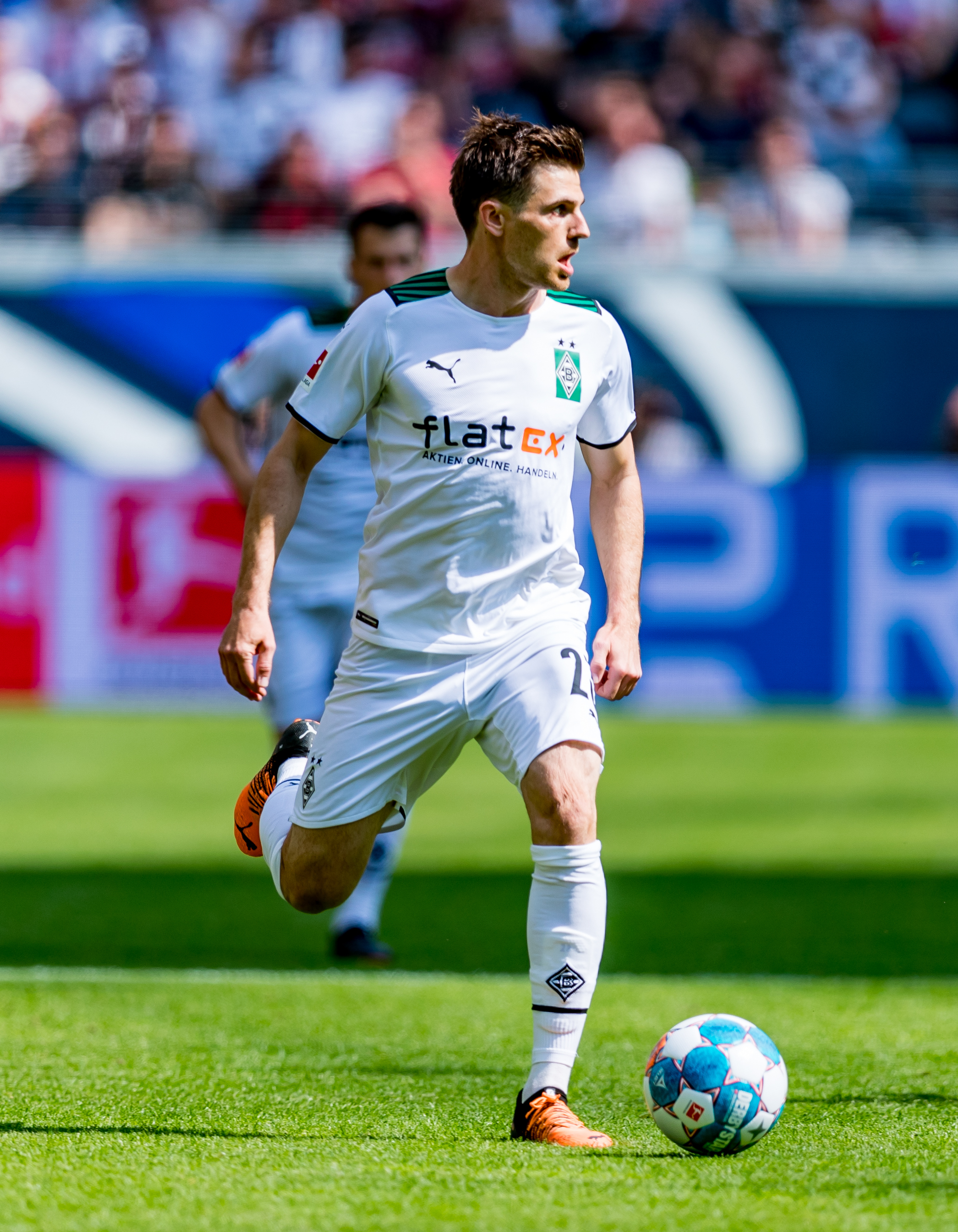
Nationalspieler Jonas Hofmann verließ den VfL zur Saison 2023/24 in Richtung Bayer 04 Leverkusen

Die Vorbereitung auf die Saison 2023/24 war durch zahlreiche Umbrüche gekennzeichnet. So verpflichtete die Borussia den Schweizer Gerardo Seoane als neuen Cheftrainer und Nachfolger von Daniel Farke mit einer Vertragslaufzeit über drei Jahre. An Seoanes Seite stellte der Verein als weiteren Co-Trainer Guido Streichsbier, der zuvor deutsche Jugendnationalmannschaften geführt hatte. Für die neu geschaffene Position des Sportdirektors Lizenz gewann der Verein Nils Schmadtke, zuvor Leiter der Scoutingabteilung des VfL Wolfsburg. Dagegen wurde der Vertrag des Teammanagers und früheren Torwarts Christofer Heimeroth, der dem Verein 17 Jahre angehört hatte, nicht verlängert. Darüber hinaus verlor der VfL eine Reihe von Leistungsträgern, oftmals wegen auslaufender Verträge ohne Transfererlös. Nach den Abgängen von Stindl, Thuram und Bensebaini verließ überraschend Jonas Hofmann die Borussia vorzeitig und wechselte zum späteren Meister Bayer 04 Leverkusen. Stefan Lainer erkrankte an Lymphdrüsenkrebs und fiel damit ebenso vorerst aus wie Neukapitän und Stammtorhüter Jonas Omlin, der sich nach dem Saisonbeginn einer Schulteroperation unterziehen musste. In der ersten Hauptrunde des DFB-Pokals, dem Pflichtspieldebüt des neuen Cheftrainers Seoane, gewann die Borussia am 11. August 2023 im Stadion Bremer Brücke in Osnabrück gegen den niedersächsischen Oberligisten TuS Bersenbrück mit 7:0. Zum Ligaauftakt kam die neuformierte Mannschaft trotz zweimaliger Zweitoreführung beim FC Augsburg nicht über ein 4:4-Unentschieden hinaus. Bereits in der darauf folgenden Begegnung, dem Heimspiel gegen Bayer 04 Leverkusen, musste die Borussia mit 0:3 die erste Saisonniederlage hinnehmen. Der erste Sieg in der Liga gelang am 6. Spieltag durch ein 3:1 im Auswärtsspiel gegen den VfL Bochum, der erste Heimsieg am 9. Spieltag durch ein 2:1 gegen den Bundesliganeuling 1. FC Heidenheim. Im ersten Pflichtspiel des Jahres 2024 besiegte der VfL den VfB Stuttgart mit 3:1, verbuchte damit den fünften Ligasieg der laufenden Saison und beendete die Halbserie auf dem 10. Tabellenplatz. Am 12. März 2024 verpasste die Borussia durch eine 1:2-Niederlage beim Drittligisten 1. FC Saarbrücken den Einzug in das Halbfinale des DFB-Pokals. Die Ligarückrunde verlief insgesamt enttäuschend und zwischenzeitlich geriet der Verein zumindest in die Nähe der Abstiegsränge. Den Ligaverbleib sicherte sich die Borussia erst am 33. Spieltag durch ein 1:1-Unentschieden im Heimspiel gegen Eintracht Frankfurt und profitierte dabei von der zeitgleichen 2:3-Niederlage von Union Berlin beim rheinischen Rivalen 1. FC Köln, wodurch ein Absturz auf den Relegationsplatz am letzten Spieltag rechnerisch nicht mehr möglich wurde. Der Verein verabschiedete vor diesem letzten Heimspiel der Saison seine beiden Langzeitprofis Tony Jantschke und Patrick Herrmann, deren Verträge nicht mehr verlängert wurden. Im Saisonfinale verlor die Borussia mit 0:4 beim neuen Vize-Meister VfB Stuttgart. Mit Rang 14 in der Abschlusstabelle rangierte der Verein vier Plätze schlechter als in der Vorsaison und setzte den Abwärtstrend aus den vorigen zwei Spielzeiten fort.
Saison 2024/25
Auch vor und zu Beginn der Saison 2024/25 musste der VfL einige Umbrüche verkraften. Der Verein trennte sich im Juli 2024 nach nur einem Jahr von Sportdirektor Lizenz Nils Schmadtke und ersetzte ihn durch den Schweizer David Zibung als Sportkoordinator Lizenz. Zudem entsprach der VfL einen Monat später der überraschenden Bitte seines Finanzgeschäftsführers Stephan Schippers, diesen nach 25-jähriger Tätigkeit von seinen Aufgaben zu entbinden. Auf Schippers folgte am 1. Januar 2025 Stefan Stegemann, zuvor Geschäftsführer der Sonepar Deutschland GmbH, der den Vorsitz der Geschäftsführung übernahm. Einen Tag vor dem ersten Pflichtspiel der Saison, in welchem die Borussia beim Drittligisten FC Erzgebirge Aue mit 3:1 in der ersten Hauptrunde des DFB-Pokals siegte, wurde der noch bis 2025 laufende Vertrag mit Vereinsikone und Weltmeister Christoph Kramer nach insgesamt zehnjähriger Zusammenarbeit aufgelöst. Zum Ligaauftakt unterlag die Borussia in einem umkämpften Spiel Bayer 04 Leverkusen zu Hause mit 2:3. In der Woche darauf verließ Manu Koné den Verein und wechselte für eine Ablösesumme von etwa 20 Mio. Euro zur AS Rom. Die Auftaktniederlage gegen den amtierenden Meister egalisierte die Mannschaft bereits am zweiten Spieltag durch einen 2:0-Auswärtssieg beim VfL Bochum. Am 30. Oktober 2024 verlor die Borussia trotz 75-minütiger Überzahl bei Eintracht Frankfurt mit 1:2 und schied damit in der zweiten Runde aus dem DFB-Pokal aus. Am 11. Ligaspieltag gelang durch das 2:0 gegen den FC St. Pauli der vierte Heimspielsieg in Folge, wodurch sich der VfL zum ersten Mal nach dem zweiten Spieltag wieder unter die ersten sechs Mannschaften in der Tabelle platzierte. Der treffsicherste Torschütze war zu diesem Zeitpunkt Neuzugang Tim Kleindienst, der seit Saisonbeginn auch seine ersten drei Einsätze für die deutsche Nationalmannschaft absolviert und dabei zwei Tore erzielt hatte. Durch das 4:1 zu Hause gegen den Zweitligaaufsteiger Holstein Kiel am 14. und das 2:1 auswärts bei der TSG 1899 Hoffenheim am 15. Spieltag konnte der VfL erstmals nach einer Durststrecke von 1009 Tagen wieder zwei Ligapartien nacheinander gewinnen. Die Ligahinrunde endete für die Fohlenelf nach zwei abschließenden Niederlagen zuhause gegen Bayern München (0:1) und auswärts beim VfL Wolfsburg (1:5) auf dem 11. Tabellenplatz. Durch den 2:1-Auswärtssieg beim 1. FC Union Berlin am 22. Spieltag verzeichnete die Borussia den 10. Sieg der laufenden Bundesligasaison und hatte mit 34 Punkten bereits so viele Punkte erzielt wie in der gesamten Vorsaison. Der 4:2-Erfolg bei Werder Bremen am 26. Ligaspieltag war der vierte Auswärtssieg in Folge, was dem Verein zuletzt vor 30 Jahren in der Rückrunde der Saison 1994/95 gelungen war. Beim 13. Ligasieg am 27. Spieltag bezwang die Borussia am 29. März 2025 mit 1:0 im heimischen Borussiapark RB Leipzig, das sich am Tag darauf von Cheftrainer und Ex-Borusse Marco Rose trennte, und erreichte mit Tabellenplatz 5 die bis dahin beste Saisonplatzierung. In der Folge konnte die Fohlenelf kein weiteres Spiel gewinnen und musste zum Saisonabschluss zu Hause gegen den VfL Wolfsburg mit 0:1 die 15. Saisonniederlage hinnehmen, was in der Endabrechnung Platz 10 in der Bundesligatabelle bedeutete. Mit im Durchschnitt 53.104 Besuchern in den 17 Heimspielen, davon sechs Spiele vor ausverkauften Rängen, erzielte die Borussia bei einer Stadionauslastung von 98 % einen neuen Vereinsrekord.
Saison 2025/26
Für Unruhe sorgte zu Saisonbeginn ein in sozialen Netzwerken verbreitetes Video, in dem sich Borussias Mittelfeldspieler Florian Neuhaus spöttisch über Sportgeschäftsführer Roland Virkus äußert. Die Führung des VfL reagierte wegen vereinsschädigenden Verhaltens mit Verhängung einer Geldstrafe und der Degradierung Neuhaus’ zum Training mit der U23-Mannschaft. Noch in der Saisonvorbereitung verließ Alassane Pléa nach siebenjähriger Zugehörigkeit den Verein, bei dem er wettbewerbsübergreifend in 236 Spielen 68 Tore erzielt hatte, und wechselte zur PSV Eindhoven. Im Rahmen der Feierlichkeiten anlässlich des 125-jährigen Bestehens der Borussia siegte die Mannschaft am 2. August 2025 im Freundschaftsspiel gegen den FC Valencia mit 2:0 durch Treffer von Robin Hack und Neuzugang Kevin Diks. Im Saisonauftakt mühte sich der VfL in der ersten Runde des DFB-Pokals am 17. August 2025 im Marschweg-Stadion von Oldenburg zu einem knappen 3:2-Sieg gegen den niedersächsischen Oberligisten SV Atlas Delmenhorst. Sechs Tage später folgt der Ligaauftakt im Heimspiel gegen den Aufsteiger Hamburger SV, der am 34. Spieltag der Saison 2017/18 gegen den VfL seine bislang letzte Erstligabegegnung bestritten hatte.

## Erfolge und Statistiken

### Meisterschaften
- Deutscher Meister: 1970, 1971, 1975, 1976, 1977
- Deutscher Vizemeister: 1974, 1978
- Meister der 2. Bundesliga: 2008
- Staffelmeister der Regionalliga West: 1965
- Westdeutscher Meister: 1920

### DFB-Pokal
- DFB-Pokalsieger: 1960, 1973 und 1995
- DFB-Pokalfinalist: 1984 und 1992

### Internationale Pokalspiele
- UEFA-Pokalsieger: 1975, 1979
- Europapokalfinale der Landesmeister: 1977, 1:3 gegen den FC Liverpool in Rom
- Weltpokal-Finalist: 1977, 2:2 und 0:3 gegen die Boca Juniors
- UEFA-Pokal-Finalist: 1973, 1980

## Struktur und Organisation

### Gremienstruktur des Vereins
Oberstes Beschlussorgan des Vereins ist die Mitgliederversammlung. Ihr gehören alle ordentlichen, volljährigen Mitglieder des Vereins an. Einmal jährlich im zweiten Kalenderquartal ist durch das Präsidium eine ordentliche Mitgliederversammlung einzuberufen, weitere, außerordentliche Mitgliederversammlungen müssen auf Antrag einberufen werden. Die Mitgliederversammlung wählt die Mitglieder des Aufsichtsrats auf Vorschlag des Ehrenrats. Der Aufsichtsrat besteht aus sieben Personen, die Mitglieder des Vereins sein müssen. Aktuell sind dies (Stand 1. Juli 2022) Michael Hollmann (Vorsitzender), Norbert Bocks (Stellvertretender Vorsitzender), Reiner Körfer, Ewald Hansen, Jürgen Kämper, Stefan Krebs und Dirk W. Rosenbaum. Die Aufgabe des Aufsichtsrats ist die Wahl, Beratung und Kontrolle des Präsidiums. Das Präsidium besteht aktuell aus dem Präsidenten Rainer Bonhof, den beiden Vizepräsidenten Hannelore Kraft und Roger Brandts sowie dem Präsidiumsmitglied Uwe Kamps; es führt die Tagesgeschäfte des Vereins. Der Ehrenrat hat neben dem Vorschlagsrecht für die Kandidaten des Aufsichtsrats noch die Aufgabe als Wahlausschuss und ist Schlichtungs- und Beschwerdestelle für die Mitglieder. Er besteht aus neun bis elf Mitgliedern, darunter die Abteilungsleiter, ein Vertreter des Fanprojekts und mindestens drei von der Mitgliederversammlung gewählte Mitglieder. Die Mitglieder sind aktuell Andreas Heinen (Sprecher), Herbert Laumen, Elmar Kreuels, Thomas Ludwig, Stefan Krebs, Matthias Neumann, Ulrich Robens, Volker Klüttermann, Gerald Ruch und Mirko Sandmöller.

### Historie der Vereinsführung
Seit 1948 wird das Amt eines Präsidenten besetzt. Erster Präsident wurde der ehemalige Spieler Edmund Pulheim, unter dessen Führung der Verein im Jahr 1949 der Gemeinschaft der Vertragsspieler-Klubs beitrat. Erfolgreichster Präsident war Helmut Beyer, der ab 1962 30 Jahre lang den Verein führte. Von 1992 bis zu seinem Tod im Januar 2011 war er Ehrenpräsident des Vereins. Zusammen mit Manager Helmut Grashoff und Alfred Gerhards lenkte das Trio über viele Jahre die Geschicke des Vereins. Während dieser Zeit konnte die Borussia unter anderem fünf Meistertitel erringen. Im Jahr 1990 trat Rolf Rüssmann die Nachfolge von Grashoff als Manager an, 1992 nahm der ehemalige Konditionstrainer Karl-Heinz Drygalsky das Präsidentenamt an. In diesen Jahren entstanden die Pläne zum Bau eines neuen Stadions, die sich jedoch erst nach der Jahrtausendwende konkretisierten. Drygalsky trat nach mehreren Auseinandersetzungen mit Rüssmann 1997 zurück. Rüssmann selbst trat am 10. November 1998 nach den sich mehrenden sportlichen Misserfolgen zurück. Dessen Nachfolger als Sportdirektor wurde im Februar 1999 Christian Hochstätter.
Der nächste Präsident war indes Wilfried Jacobs, der für zwei Jahre im Amt blieb. Sein Nachfolger Adalbert Jordan brachte das Projekt Stadionneubau endgültig auf den Weg. Er verstarb jedoch noch vor der Fertigstellung des Stadions am 27. März 2004 nach schwerer Krankheit im Alter von 66 Jahren. Jordan hatte das Präsidentenamt bei Borussia von September 1999 an inne. Er war zusammen mit den beiden Vizepräsidenten Rolf Königs und Siegfried Söllner sowie dem Geschäftsführer Stephan Schippers wesentlich für die finanzielle Sanierung des Vereins verantwortlich. Königs übernahm fortan das Präsidentenamt von Jordan.
2005 verließ Sportdirektor Hochstätter den Verein, dessen Nachfolger wurde Peter Pander. Dieser trat nach Vorwürfen einer verfehlten Personalpolitik 2007 von seinem Amt zurück und Christian Ziege übernahm seinen Posten. Im Jahr 2009 stieß Rainer Bonhof neben Siegfried Söllner als weiterer Vizepräsident zum Präsidium. Bonhof war in seiner aktiven Zeit als Spieler lange für Borussia Mönchengladbach aktiv, ebenso Max Eberl, der vom 19. Oktober 2008 bis zum 28. Januar 2022 als Nachfolger von Christian Ziege die Funktion des Sportdirektors ausführte, wobei er bereits im Juni 2010 in die Geschäftsführung aufrückte.
Am 15. Juni 2011 gab der Verein bekannt, dass Hans Meyer durch den Aufsichtsrat als weiteres Mitglied in das Präsidium von Borussia Mönchengladbach gewählt wurde. Meyer soll die sportliche Komponente bei Borussia Mönchengladbach unterstützen.
Im Dezember 2021 verstarb der langjährige Vizepräsident Siegfried Söllner; dessen Nachfolger wurde Stefan Stegemann. Am 15. Februar 2022 wurde Roland Virkus als neuer Geschäftsführer Sport vorgestellt, nachdem drei Wochen zuvor Vorgänger Eberl aus gesundheitlichen Gründen zurückgetreten war. Um sich in der sportlichen Leitung breiter aufzustellen, führte der Verein zum 1. Juli 2023 zusätzlich die neue Position des Sportdirektors Lizenz ein, die von Nils Schmadtke besetzt wurde. Allerdings trennte sich der Verein nach nur einer Spielzeit wieder von Schmadtke. Teile seiner Aufgaben übernahm der Schweizer David Zibung, der am 4. Juli 2024 als neuer Sportkoordinator vorgestellt wurde.
Nach fast 20 Jahren trat Rolf Königs am 19. März 2024 mit sofortiger Wirkung vom Präsidentenamt zurück und übergab dieses an Rainer Bonhof. Als Stellvertreter wurden Hannelore Kraft, vormals Ministerpräsidentin von Nordrhein-Westfalen, und Stefan Stegemann, Geschäftsführer des Elektrogroßhändlers Sonepar in Deutschland und bereits seit 2022 Teil des Präsidiums, bestimmt. In das neue Präsidium rückte zudem Roger Brandts auf, Gründer und Inhaber der Modemarke Fynch-Hatton. Er folgte auf Präsidiumsmitglied Hans Meyer, der sein Amt im Zuge der Neuwahl des Präsidiums niederlegte. Zum 1. Januar 2025 trat der bisherige Vizepräsident Stefan Stegemann die Nachfolge des langjährigen Geschäftsführers Stephan Schippers an, der im August 2024 seinen Rückzug bekanntgegeben hatte. Ende März 2025 rückte Roger Brandts zum Vizepräsidenten nach, während Borussias langjähriger Torhüter Uwe Kamps als neues Präsidiumsmitglied gewählt wurde.

### Entwicklung der Mitgliedszahlen

Entwicklung der Mitgliedszahlen von 1999 bis 2020

Bis Ende des 20. Jahrhunderts legte Borussia Mönchengladbach kein großes Augenmerk auf eine Vergrößerung der Mitgliederzahl. Dies änderte sich mit der Neuausrichtung des Vereins unter neuem Präsidium im Jahr 1999. Seitdem sieht die Borussia sich als Familienverein und es wurden gezielte Maßnahmen in die Wege geleitet, um mehr Mitglieder für den Verein zu gewinnen. Diese Maßnahmen zeigten schnell Wirkung, so dass sich die Mitgliederzahl innerhalb von zweieinhalb Jahren auf etwa 10.000 verdoppelte. Die Mitgliederentwicklung ging in den darauffolgenden Jahren ungebremst weiter, so dass im Oktober 2019 die Marke von 90.000 Mitgliedern überschritten wurde, womit Borussia Mönchengladbach in der Liste der mitgliederstärksten Sportvereine Deutschlands auf Rang sieben sowie weltweit auf Rang 19 liegt. Ziel des Vereins ist es, in naher Zukunft die Grenze von 100.000 Mitgliedern zu überschreiten. Die Borussia wurde 2019 zum siebten Mal in Folge zum familienfreundlichsten Bundesliga-Klub gekürt.

### Borussia VfL 1900 Mönchengladbach GmbH
Am 1. Januar 2003 wurde die Borussia VfL 1900 Mönchengladbach GmbH gegründet, die seit diesem Zeitpunkt für den Seniorenfußball der Herren zuständig ist. Der eingetragene Verein ist alleiniger Gesellschafter und hat damit weiterhin die alleinige Kontrolle über seine Profimannschaft. Diese Kontrolle wird auf Gremienebene dadurch umgesetzt, dass der Aufsichtsrat des Vereins auch gleichzeitig Aufsichtsrat der Gesellschaft ist und die Geschäftsführung der Gesellschaft kontrolliert. Diese Geschäftsführung besteht aus den Präsidenten des Vereins sowie aus Stefan Stegemann (Vorsitz), Roland Virkus (Sport) und Markus Aretz (Kommunikation, Marketing) als hauptamtliche Mitglieder. Unterstützt wird die Geschäftsführung durch fünf weitere Direktoren.
- Guido Uhle, Prokurist, Direktor Sponsoring, Catering & Events
- Michael Plum, Direktor Verwaltung & Controlling, Mitgliederbetreuung sowie Ticketing
- Bernhard Nießen, Direktor Stadionbetrieb & Stadionbau
- Steffen Korell, Direktor Scouting
- Andreas Cüppers, Direktor digitale Transformation und Innovation

Borussia Mönchengladbach ist zu 25 % an der Medical Park Borussia Mönchengladbach GmbH, Mönchengladbach (vormals: medicoreha Borussia Mönchengladbach-Sportrehabilitation GmbH, Mönchengladbach), sowie zu 39,4 % an der PPG-Nordpark GmbH, Mönchengladbach, beteiligt. Außerdem hält sie 100 % an der Borussia Mönchengladbach (Shanghai) Sport Development Co. Ltd., Shanghai in China.

### Wirtschaftliche Kennzahlen
Die wirtschaftlichen Kennzahlen der Borussia VfL 1900 Mönchengladbach GmbH ergeben sich aus den im Bundesanzeiger oder durch die DFL veröffentlichten Jahresabschlüssen.
(Stand: 29. Juni 2020)
| Kenngröße                                    | 2019  | 2018  | 2017  | 2016  | 2015  | 2014  | 2013  | 2012  | Einheit   |
| -------------------------------------------- | ----- | ----- | ----- | ----- | ----- | ----- | ----- | ----- | --------- |
| Bilanzsumme                                  | 241,5 | 214,9 | 202,6 | 199,5 | 170,1 | 135,0 | 123,8 | 129,7 | Mio. Euro |
| Anlagevermögen                               | 202,5 | 183,8 | 173,3 | 150,2 | 124,9 | 103,6 | 109,9 | 112,2 | Mio. Euro |
| – davon Grundstücke und Bauten               |       | 99,0  | 78,3  | 70,2  | 64,6  | 66,5  | 67,4  | 68,1  | Mio. Euro |
| – davon Rechte und Spielerwerte              |       | 80,5  | 92,8  | 77,9  | 53,5  | 31,2  | 35,8  | 36,4  | Mio. Euro |
| – davon Beteiligungen                        |       | 2,4   | 2,2   | 2,0   | 2,1   | 2,1   | 2,1   | 2,1   | Mio. Euro |
| Verbindlichkeiten                            | 118,4 | 102,5 | 83,9  | 76,3  | 77,5  | 73,8  | 79,9  | 82,4  | Mio. Euro |
| Umsatzerlöse                                 | 200,4 | 172,1 | 178,0 | 194,1 | 154,8 | 122,1 | 87,3  | 118,6 | Mio. Euro |
| – davon Spielbetrieb                         |       | 17,5  | 25,2  |       |       |       |       |       | Mio. Euro |
| – davon Werbung                              |       | 30,4  | 36,9  |       |       |       |       |       | Mio. Euro |
| – davon Rechteverwertung                     |       | 71,8  | 65,9  |       |       |       |       |       | Mio. Euro |
| – davon Transfers                            |       | 28,8  | 17,5  |       |       |       |       |       | Mio. Euro |
| – davon Handel                               |       | 16,6  | 28,4  |       |       |       |       |       | Mio. Euro |
| Löhne und Gehälter                           | 98,6  | 78,1  | 74,4  | 73,7  | 66,6  | 51,7  | 42,3  | 40,5  | Mio. Euro |
| Abschreibungen                               | 41,4  | 38,4  | 41,4  | 30,4  | 19,9  | 18,4  | 17,1  | 13,7  | Mio. Euro |
| Ergebnis der gewöhnlichen Geschäftstätigkeit | 12,2  | −3,6  | 6,6   | 26,8  | 33,7  | 21,3  | 1,1   | 23,5  | Mio. Euro |
| Arbeitnehmer                                 |       | 318   | 288   | 266   | 243   | 226   | 225   | 211   | Personen  |
| – davon Lizenzspieler                        |       | 38    | 40    | 41    | 40    | 34    | 25    | 32    | Personen  |
| – davon Angestellte                          |       | 280   | 248   | 225   | 203   | 192   | 200   | 179   | Personen  |

Bedingt durch fehlende Einnahmen im Zuge der COVID-19-Pandemie häuften sich in den Jahren von 2020 bis 2022 Verbindlichkeiten in Höhe von rund 56 Mio. Euro an. Im Jahr 2023 schaffte der Verein den Turnaround mit einem Umsatz von ca. 200 Mio. Euro, was in etwa wieder dem Niveau der Rekordsaison 2019 mit einem Umsatz von 213 Mio. Euro entsprach. Durch gesunkene Transfererträge und Erlösrückgänge bei Fernsehübertragungen rutschte der Verein im Geschäftsjahr 2024 bei einem Gesamtumsatz von 185 Mio. Euro mit einem Defizit von 2,4 Mio. Euro in die Verlustzone.

## Spieler und Trainer

### Aktueller Kader 2025/26
(Stand: 10. August 2025)
| Nr.        | Nat.          | Name                  | Geburtstag    | im Verein seit | Vertrag bis |
| ---------- | ------------- | --------------------- | ------------- | -------------- | ----------- |
| Torhüter   |               |                       |               |                |             |
| 01         | Schweizer     | Jonas Omlin           | 10. Jan. 1994 | 2023           | 2027        |
| 21         | Deutscher     | Tobias Sippel         | 22. März 1988 | 2015           | 2026        |
| 33         | Deutscher     | Moritz Nicolas        | 21. Okt. 1997 | 2015           | 2029        |
| 42         | Luxemburger   | Tiago Pereira Cardoso | 7. Apr. 2006  | 2022           |             |
| Abwehr     |               |                       |               |                |             |
| 02         | Italiener     | Fabio Chiarodia       | 5. Juni 2005  | 2023           | 2027        |
| 04         | Indonesier    | Kevin Diks            | 6. Okt. 1997  | 2025           | 2030        |
| 05         | Deutscher     | Marvin Friedrich      | 13. Dez. 1995 | 2022           | 2026        |
| 20         | Deutscher     | Luca Netz             | 15. Mai 2003  | 2021           | 2026        |
| 26         | Deutscher     | Lukas Ullrich         | 16. März 2004 | 2023           | 2027        |
| 29         | US-Amerikaner | Joe Scally            | 31. Dez. 2002 | 2021           | 2027        |
| 30         | Schweizer     | Nico Elvedi           | 30. Sep. 1996 | 2015           | 2027        |
| Mittelfeld |               |                       |               |                |             |
| 07         | Österreicher  | Kevin Stöger          | 27. Aug. 1993 | 2024           | 2027        |
| 08         | Deutscher     | Julian Weigl          | 8. Sep. 1995  | 2022           | 2028        |
| 09         | Franzose      | Franck Honorat        | 11. Aug. 1996 | 2023           | 2028        |
| 10         | Deutscher     | Florian Neuhaus       | 16. März 1997 | 2018           | 2027        |
| 16         | Deutscher     | Philipp Sander        | 21. Feb. 1998 | 2024           | 2028        |
| 17         | Südkoreaner   | Jens Castrop          | 29. Juli 2003 | 2025           | 2029        |
| 19         | Franzose      | Nathan Ngoumou        | 14. März 2000 | 2022           | 2027        |
| 22         | Däne          | Oscar Fraulo          | 6. Dez. 2003  | 2022           | 2026        |
| 25         | Deutscher     | Robin Hack            | 27. Aug. 1998 | 2023           | 2029        |
| 27         | Deutscher     | Rocco Reitz           | 29. Mai 2002  | 2009           | 2028        |
| 34         | Deutscher     | Charles Herrmann      | 21. Jan. 2006 | 2024           | 2028        |
| 36         | Deutscher     | Wael Mohya U19        | 31. Dez. 2008 | 2016           | 2027        |
| 39         | Deutscher     | Niklas Swider U19     | 5. Jan. 2007  | 2014           | 2027        |
| Sturm      |               |                       |               |                |             |
| 11         | Deutscher     | Tim Kleindienst       | 31. Aug. 1995 | 2024           | 2028        |
| 13         | Japaner       | Shio Fukuda           | 8. Apr. 2004  | 2023           | 2027        |
| 15         | Bosnier       | Haris Tabaković       | 20. Juni 1994 | 2025           | 2026        |
| 18         | Japaner       | Shūto Machino         | 30. Sep. 1999 | 2025           | 2029        |
| 28         | Armenier      | Grant-Leon Ranos      | 20. Juli 2003 | 2023           | 2027        |

### Transfers Saison 2025/26
| Zugänge          | Zugänge                         |
| Spieler          | Abgebender Verein               |
| Sommerpause 2025 | Sommerpause 2025                |
| ---------------- | ------------------------------- |
| Jens Castrop     | 1. FC Nürnberg                  |
| Kevin Diks       | FC Kopenhagen                   |
| Oscar Fraulo     | FC Utrecht (Leihende)           |
| Shūto Machino    | Holstein Kiel                   |
| Grant-Leon Ranos | 1. FC Kaiserslautern (Leihende) |
| Haris Tabaković  | TSG 1899 Hoffenheim (Leihe)     |

| Abgänge                | Abgänge              |
| Spieler                | Aufnehmender Verein  |
| Sommerpause 2025       | Sommerpause 2025     |
| ---------------------- | -------------------- |
| Yvandro Borges Sanches | Heracles Almelo      |
| Tomáš Čvančara         | Antalyaspor (Leihe)  |
| Kō Itakura             | Ajax Amsterdam       |
| Stefan Lainer          | FC Red Bull Salzburg |
| Alassane Pléa          | PSV Eindhoven        |

### Trainerstab der Saison 2025/26
| Name                | Funktion        |
| Trainerstab         | Trainerstab     |
| ------------------- | --------------- |
| Gerardo Seoane      | Cheftrainer     |
| Guido Streichsbier  | Co-Trainer      |
| Patrick Schnarwiler | Co-Trainer      |
| Oliver Neuville     | Co-Trainer      |
| André Wachter       | Torwart-Trainer |
| Tony Jantschke      | Talente-Trainer |

## Borussia Mönchengladbach II (U23)
Die U23-Mannschaft dient der Ausbildung junger Spieler, die später in den Profikader berufen werden können und im gewissen Umfang als Plattform für die Wiedereingliederung von Bundesliga-Profis mit Trainingsrückstand. Die U23 trainiert an vier Tagen der Woche im Borussia-Park. Die Heimspiele werden im Grenzlandstadion ausgetragen.

### Geschichte
| Spielzeiten U23 1980/81 – 2024/250                                                                                  | Spielzeiten U23 1980/81 – 2024/250 | Spielzeiten U23 1980/81 – 2024/250 | Spielzeiten U23 1980/81 – 2024/250 | Spielzeiten U23 1980/81 – 2024/250 |
| Saison | Liga                               | Platz                              | Tore                               | Punkte                             |
| --- | ---------------------------------- | ---------------------------------- | ---------------------------------- | ---------------------------------- |
| 1980/81 | Verbandsliga Niederrhein           | 03.                                | 78:42                              | 39:21                              |
| 1981/82 | Verbandsliga Niederrhein           | 12.                                | 59:69                              | 25:35                              |
| 1982/83 | Verbandsliga Niederrhein           | 10.                                | 44:48                              | 29:31                              |
| 1983/84 | Verbandsliga Niederrhein           | 09.                                | 48:54                              | 27:33                              |
| 1984/85 | Verbandsliga Niederrhein           | 03.                                | 70:45                              | 41:23                              |
| 1985/86 | Verbandsliga Niederrhein           | 09.                                | 70:67                              | 32:36                              |
| 1986/87 | Verbandsliga Niederrhein           | 13.                                | 42:57                              | 25:35                              |
| 1987/88 | Verbandsliga Niederrhein           | 03.                                | 54:35                              | 33:23                              |
| 1988/89 | Verbandsliga Niederrhein           | 04.                                | 48:36                              | 37:23                              |
| 1989/90 | Verbandsliga Niederrhein           | 03.                                | 67:46                              | 44:24                              |
| 1990/91 | Verbandsliga Niederrhein           | 03.                                | 70:63                              | 37:27                              |
| 1991/92 | Verbandsliga Niederrhein           | 06.                                | 74:49                              | 34:26                              |
| 1992/93 | Verbandsliga Niederrhein           | 12.                                | 45:54                              | 25:35                              |
| 1993/94 | Verbandsliga Niederrhein           | 06.                                | 59:38                              | 36:28                              |
| 1994/95 | Verbandsliga Niederrhein           | 03.                                | 79:29                              | 45:15                              |
| 1995/96 | Verbandsliga Niederrhein           | 04.                                | 92:37                              | 64                                 |
| 1996/97 | Verbandsliga Niederrhein           | 01.                                | 75:29                              | 65                                 |
| 1997/98 | Oberliga Nordrhein                 | 04.                                | 40:23                              | 53                                 |
| 1998/99 | Oberliga Nordrhein                 | 07.                                | 49:35                              | 46                                 |
| 1999/2000 | Oberliga Nordrhein                 | 03.                                | 56:31                              | 53                                 |
| 2000/01 | Oberliga Nordrhein                 | 08.                                | 54:44                              | 48                                 |
| 2001/02 | Oberliga Nordrhein                 | 06.                                | 61:43                              | 54                                 |
| 2002/03 | Oberliga Nordrhein                 | 02.                                | 65:22                              | 63                                 |
| 2003/04 | Oberliga Nordrhein                 | 03.                                | 72:44                              | 62                                 |
| 2004/05 | Oberliga Nordrhein                 | 02.                                | 76:25                              | 65                                 |
| 2005/06 | Oberliga Nordrhein                 | 01.                                | 82:38                              | 68                                 |
| 2006/07 | Regionalliga Nord                  | 16.                                | 45:62                              | 35                                 |
| 2007/08 | Oberliga Nordrhein                 | 01.                                | 86:47                              | 68                                 |
| 2008/09 | Regionalliga West                  | 06.                                | 50:49                              | 51                                 |
| 2009/10 | Regionalliga West                  | 16.                                | 37:53                              | 40                                 |
| 2010/11 | Regionalliga West                  | 05.                                | 53:41                              | 59                                 |
| 2011/12 | Regionalliga West                  | 03.                                | 67:45                              | 69                                 |
| 2012/13 | Regionalliga West                  | 07.                                | 56:50                              | 57                                 |
| 2013/14 | Regionalliga West                  | 07.                                | 55:42                              | 55                                 |
| 2014/15 | Regionalliga West                  | 01.                                | 77:43                              | 69                                 |
| 2015/16 | Regionalliga West                  | 02.                                | 80:46                              | 68                                 |
| 2016/17 | Regionalliga West                  | 03.                                | 71:42                              | 62                                 |
| 2017/18 | Regionalliga West                  | 12.                                | 49:49                              | 43                                 |
| 2018/19 | Regionalliga West                  | 04.                                | 47:38                              | 57                                 |
| 2019/20 | Regionalliga West                  | 08.                                | 47:46                              | 33                                 |
| 2020/21 | Regionalliga West                  | 11.                                | 49:55                              | 55                                 |
| 2021/22 | Regionalliga West                  | 13.                                | 42:51                              | 43                                 |
| 2022/23 | Regionalliga West                  | 03.                                | 73:47                              | 66                                 |
| 2023/24 | Regionalliga West                  | 12.                                | 57:61                              | 42                                 |
| 2024/25 | Regionalliga West                  | 07.                                | 46:45                              | 46                                 |
| grün unterlegt: Aufstieg rot unterlegt: Abstieg hellgelb hinterlegt: Teilnahme an der Relegation, jedoch unterlegen |                                    |                                    |                                    |                                    |

Nach dem Aufstieg in die Bundesliga im Jahr 1965 übernahm Gerd Schommen die Funktion des Chef-Trainers der gesamten Amateur-Abteilung. Bis 1978 hatte er diesen Job inne und führte die Amateure von der 1. Kreisklasse kontinuierlich in höhere Klassen.
Seit 1980 spielte die Mannschaft in der Verbandsliga Niederrhein. 1997 wurde sie Meister und stieg dadurch in die Oberliga Nordrhein auf. In diesem Jahr qualifizierte sie sich auch zum bislang einzigen Mal für die Hauptrunde des DFB-Pokals. Sie unterlag in der ersten Runde der Saison 1997/98 im Bökelbergstadion gegen den VfB Stuttgart mit 0:1.
Nach zwei zweiten und einem dritten Platz in den vorhergehenden Spielzeiten gelang der U23 am 27. Mai 2006 der Aufstieg in die Fußball-Regionalliga. Ein Jahr später folgte trotz einer guten Rückrunde der direkte Abstieg in die Oberliga. Im April 2008 gelang erneut der Aufstieg als Meister der Oberliga Nordrhein, weshalb die Nachwuchsmannschaft in der Saison 2008/09 wieder in der neu gegründeten Regionalliga West spielte. In der Folgesaison stand die U23 nach der Hinrunde auf dem sechsten Platz, rutschte jedoch in der Rückrunde bis auf Rang 16 ab, wodurch die Mannschaft sportlich in die fünftklassige NRW-Liga abstieg. Da Rot-Weiss Essen, Waldhof Mannheim und der Bonner SC jedoch keine Regionalliga-Lizenz für die Saison 2010/11 erhielten, verblieb die U23 in der Regionalliga West. Die Mannschaft erreichte mit Platz 5 einen einstelligen Tabellenplatz und konnte sich mit Platz 3 in der Saison 2011/12 nochmals steigern.
Die U23 nahm seit 2006 regelmäßig an der Internationalen Nachwuchsrunde teil, in der belgische, französische und deutsche Jugend-Mannschaften sowie die U21-Nationalmannschaft Luxemburgs aufeinander treffen. 2006 gewann die Mannschaft den Pokal, 2007 die Punktspielrunde und 2008 beide Wettbewerbe.
Am 17. Mai 2015 wurde die Mannschaft durch einen 4:0-Heimsieg gegen den KFC Uerdingen 05 am vorletzten Spieltag der Saison 2014/15 vorzeitig Meister der Regionalliga West. Den Aufstieg in die 3. Fußball-Liga verpasste der VfL nach einem 0:0 im Hinspiel und einer 0:2-Niederlage nach Verlängerung im Borussia-Park, dem letzten Spiel unter Trainer Sven Demandt, gegen Werder Bremen II. Nachfolger Demands wurde zur Saison 2015/16 der zuvor beim DFB als U15-Nationaltrainer tätige André Schubert. Nachdem dieser nach dem Rücktritt Lucien Favres am 20. September 2015 vorläufig zum Trainer der Bundesligamannschaft aufgestiegen war, übernahm der bisherige U19-Trainer Arie van Lent das Traineramt bei der U23. Van Lents Vertrag wurde nicht über die Saison 2019/20 hinaus verlängert und zur Saison 2020/21 übernahm Heiko Vogel seinen Posten. Dieser wurde zum Ende der Saison 2021/22 abberufen und durch Eugen Polanski ersetzt.

### Aktueller Kader 2025/26
(Stand: 14. August 2025)
Laut der Spielordnung des DFB dürfen in zweiten Mannschaften von Lizenzvereinen grundsätzlich nur Spieler eingesetzt werden, die während des gesamten Spieljahres (1. Juli bis 30. Juni) nicht älter als 23 Jahre sind (U23). Somit sind in der Saison 2025/26 grundsätzlich nur Spieler spielberechtigt, die am oder nach dem 1. Juli 2002 geboren wurden. Darüber hinaus dürfen sich drei ältere Spieler gleichzeitig im Spiel befinden. Deren Geburtstag ist im Kader fett gekennzeichnet. A-Junioren (U19) sind spielberechtigt, wenn sie dem älteren U19-Jahrgang (2007) angehören oder 18 Jahre alt sind. Aus Gründen der Talentförderung sind in Ausnahmefällen auch Spieler des jüngeren U19-Jahrgangs (2008) spielberechtigt.
| Nr. | Nat.        | Spieler                 | Geburtstag |
| 01  | Deutschland | Maximilian Brüll        | 26.08.2002 |
| 32  | Deutschland | Maximilian Neutgens     | 03.03.2004 |
| 33  | Deutschland | Florian Dimmer          | 15.01.2005 |
| 42  | Luxemburg   | Tiago Pereira Cardoso I | 07.04.2006 |

| Nr. | Nat.        | Spieler            | Geburtstag |
| 02  | Deutschland | Simon Walde        | 04.01.2005 |
| 03  | Deutschland | Joshua Uwakhonye   | 16.08.2005 |
| 05  | Deutschland | Talha Çatkaya      | 02.01.2006 |
| 17  | Togo        | Yassir Atty        | 10.04.2003 |
| 19  | Deutschland | Dillon Berko       | 25.03.2006 |
| 21  | Deutschland | Yannik Dasbach     | 21.01.2006 |
| 23  | Deutschland | Michel Lieder      | 13.03.1996 |
| 25  | Deutschland | Lion Schweers      | 01.04.1996 |
| 26  | Belgien     | Ibrahim Digberekou | 22.02.2005 |
| 27  | Deutschland | Julian Korb        | 21.03.1992 |
| 43  | Deutschland | Tyler Meiser       | 01.03.2007 |

| Nr. | Nat.        | Spieler              | Geburtstag |
| 06  | Deutschland | Mathieu Nguefack U19 | 02.07.2006 |
| 07  | Deutschland | Antonio Jozanović    | 02.07.2006 |
| 08  | Turkei      | Kemal Çırpan         | 20.04.2006 |
| 22  | Deutschland | Oğuzçan Büyükarslan  | 10.11.2003 |
| 24  | Deutschland | Fritz Fleck U19      | 30.05.2007 |
| 31  | Deutschland | Veit Stange          | 08.02.2004 |
| 34  | Deutschland | Charles Herrmann I   | 21.01.2006 |
| 35  | Deutschland | Kilian Sauck U19     | 27.03.2007 |
| 39  | Deutschland | Niklas Swider I/ U19 | 05.01.2007 |
| 46  | Deutschland | Nico Vidic           | 01.11.2006 |

| Nr. | Nat.        | Spieler              | Geburtstag |
| 09  | Deutschland | Justin Adozie        | 12.04.2006 |
| 11  | Deutschland | Jan Urbich           | 23.04.2004 |
| 14  | Deutschland | Yannick Michaelis    | 01.08.2006 |
| 20  | Deutschland | Josiah Uwakhonye U19 | 09.12.2007 |
| 28  | Luxemburg   | Flavio Hoxha         | 28.10.2006 |

## Junioren
Der Juniorenbereich von Borussia Mönchengladbach umfasst im Basisbereich die Mannschaften von U9 bis U14 und im Leistungsbereich die Mannschaften von U15 bis U19. Die DFL zertifizierte das Jugendleistungszentrum mit drei Sternen, dem höchsten Gütesiegel, das die Deutsche Fußball Liga vergibt. Insbesondere das Jugendinternat, das direkt im Borussia-Park untergebracht ist, ist für den Verein ein Erfolg in seinen Bemühungen, talentierte Nachwuchsspieler für Borussia zu gewinnen. So ist es möglich, Spieler aus ganz Deutschland und dem Ausland nach Mönchengladbach zu holen. Das Internat verfügt über insgesamt zwölf Einzelzimmer. Neben den Trainingseinheiten gehen die Internats-Bewohner in Mönchengladbach zur Schule.
Weiterhin vereinbarte Borussia mit den Vereinen SC Kapellen, FC Germania Dürwiß, FC Wegberg-Beeck, SuS 09 Dinslaken und SC Union Nettetal eine gemeinsame Jugendarbeit. Borussia unterstützt die Vereine und bildet die Trainer aus. Damit erhalten junge Spieler die Chance zur optimalen Ausbildung im Heimatclub ohne den Verein wechseln zu müssen.

### U19
Die Mannschaft spielt in der Bundesliga West, der höchsten Liga in dieser Altersgruppe und wird seit 2023 von Oliver Kirch trainiert. 2008 erreichte sie das Finale des DFB-Pokals. In den letzten Jahren spielte die Mannschaft in den mittleren Rängen der Liga. Ihre Heimspiele bestreitet die U19 im Grenzlandstadion im Mönchengladbacher Stadtteil Rheydt. Im Jahr 2009 erreichte die Mannschaft den dritten Platz der A-Jugend Bundesliga-West. Im Jahr 1962 wurde die A-Jugend westdeutscher Meister.

### U17
Die U17 spielt in der höchsten Liga der Altersklasse, der Bundesliga West. In der Spielzeit 2006/07 gewann die Mannschaft den westdeutschen Pokal, im Folgejahr die Vizemeisterschaft sowie den Niederrheinpokal. In der Saison 2008/09 gewann die U17 schon drei Spieltage vor Saisonende den Titel des Westdeutschen Meisters. In den nachfolgenden Halbfinalbegegnungen der deutschen U17-Meisterschaft unterlag die Mannschaft dem späteren Meister VfB Stuttgart. Trainiert wird die Mannschaft seit Juli 2023 von Mihai Enache, der das Team 2025 durch einen 3:1-Sieg im Finale gegen RB Leipzig 44 Jahre nach dem ersten Titelgewinn zur zweiten U17-Meisterschaft führte.

## Spielstätten

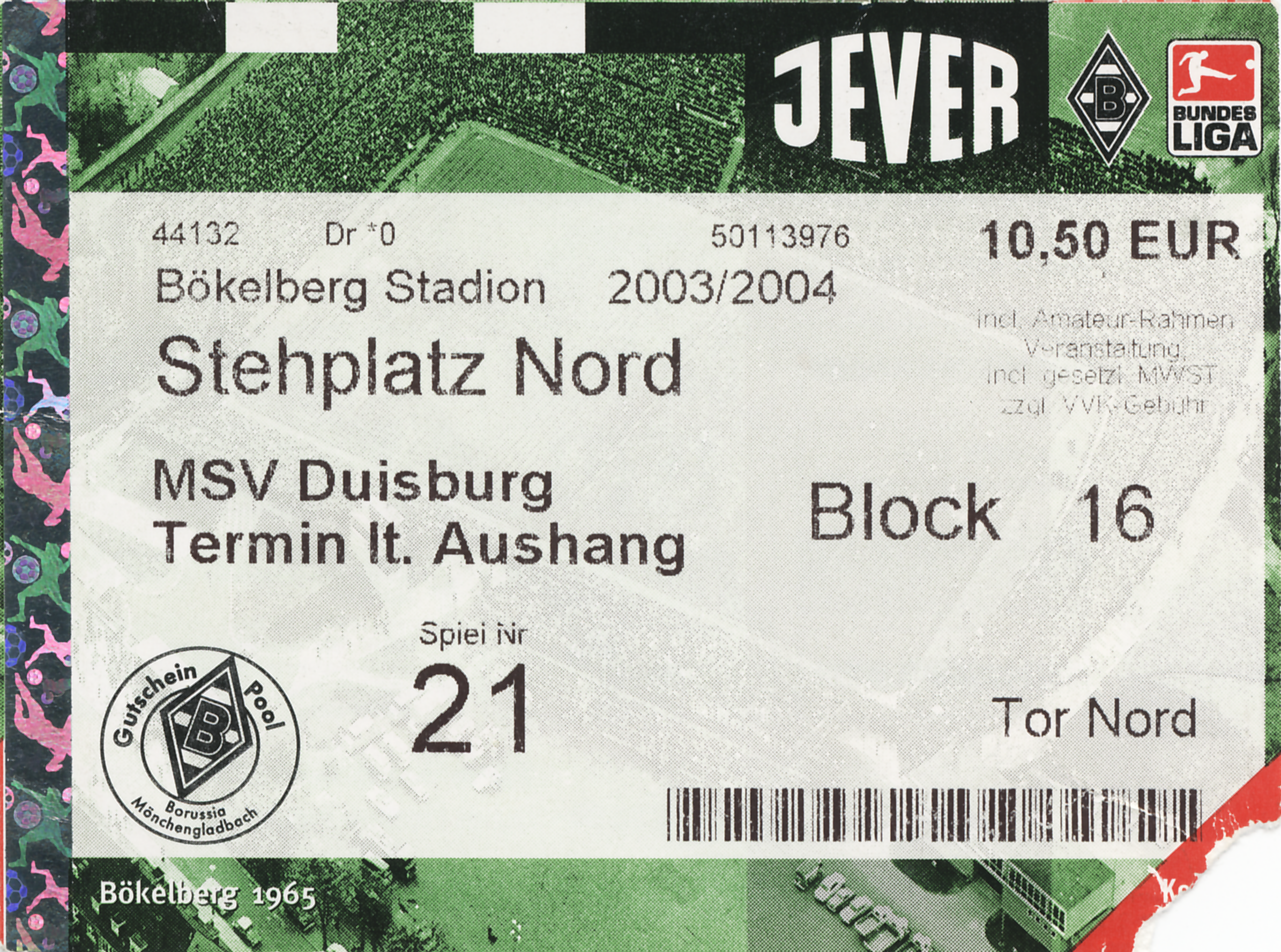
Eintrittskarte vom letzten DFB-Pokalspiel auf dem Bökelberg am 3. Februar 2004

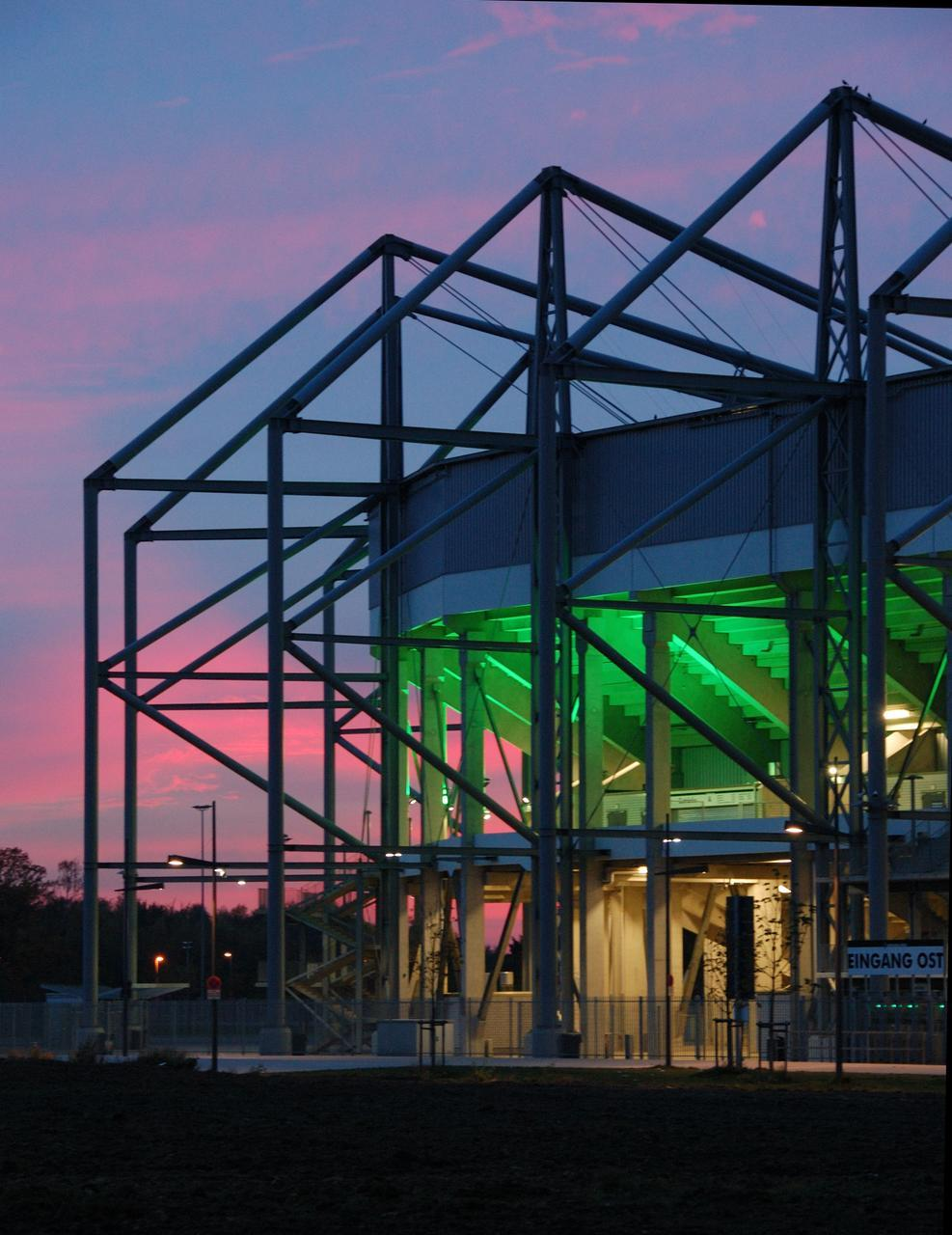
Borussia-Park

### Ohne eigene Spielstätte
In der Gründerzeit gab es verschiedene Spielplätze in Mönchengladbach. Der Marianischen Jünglings-Congregation gehörte ein Fußballplatz im Stadtteil Alsbroich. Nach dem Austritt aus der Congregation spielte Borussia auf einem Platz an der Quirinstraße, auf der Wimmerschen Wiese und auf den Krallschen Wiesen am Volksgarten. Ein gemietetes Gelände an der Reyerhütter Straße gab der Verein nach kurzer Zeit wieder auf. Ab 1907 nutzte der Verein das Gelände des Turnvereins TV 1848 an der Bökelstraße.

### Das Bökelbergstadion
Im Jahre 1914 kaufte der Verein eine Kiesgrube an der Eickener Höhe, auf dem später das Bökelbergstadion, im Volksmund dä Kull (Kuhle) genannt, entstand. Der Bau des Stadions verzögerte sich durch den Ausbruch des Ersten Weltkriegs. Erst nach Kriegsende baute der Verein die Kiesgrube zu einem Stadion aus. Eingeweiht wurde es unter dem Namen Westdeutsches Stadion mit dem ersten Spiel am 21. September 1919 gegen den FC Eintracht Mönchengladbach in der Kreisliga Rheinland.
Durch den Wiederaufbau des Stadions nach dem Zweiten Weltkrieg stiegen die Schulden des Vereins bei der Stadt Mönchengladbach, so dass er sein Eigentum 1956 an diese übertragen musste und ab diesem Zeitpunkt nur noch Mieter des Stadions war.
Bis in die 1960er Jahre hatte das Stadion keine befestigten Zuschauerränge. Erst 1962 baute der Verein das Stadion mit befestigten Stehplätzen aus. Mit einem Spiel gegen die Glasgow Rangers weihte die Borussia die umgebaute, nun Bökelbergstadion genannte Spielstätte im Juli 1962 ein. Das Stadion erwies sich jedoch bereits in der erfolgreichen Zeit der siebziger Jahre als zu klein. So trug die Borussia viele Europapokal-Heimspiele nicht am Bökelberg, sondern in den wesentlich größeren benachbarten Stadien in Düsseldorf (Rheinstadion) und Köln (Müngersdorfer Stadion) aus. Am 22. Mai 2004 fand das letzte Bundesligaspiel im Bökelbergstadion gegen den TSV 1860 München statt. Beim 3:1-Heimsieg erzielte Arie van Lent in seinem letzten Spiel für die Borussia das letzte Bundesligator in der Spielstätte.

### Der Borussia-Park
Nach der Jahrtausendwende fiel der Startschuss für den Neubau eines vereinseigenen Stadions im Nordpark, einem ehemals von der Rheinarmee genutzten Areals bei Rheindahlen, im Westen Mönchengladbachs. Am 30. Juli 2004 weihte Borussia das Stadion im Borussia-Park mit einem Kurzturnier gegen den FC Bayern München und den AS Monaco ein. Das Stadion ist seitdem die Spielstätte der Borussia und liegt in einem etwa 264000 m² großen, vereinseigenen Areal, das außerdem noch die Trainingsplätze, das Jugendleistungszentrum, ein Hotel sowie zahlreiche Parkplätze beherbergt. Neben den Spielen der Borussia wurde in den Stadien bereits seit 1962 im zweijährigen Rhythmus das NATO Musik Festival veranstaltet, letztmals am 24. Mai 2014. Das Stadion wird außerdem vielfältig für weitere Veranstaltungen außerhalb des Sports genutzt. Ein Höhepunkt war das Konzert von Herbert Grönemeyer im Juni 2008.

### Stadionsprecher
Aus der Frühzeit des Vereins sind noch die Namen Günter Reiners und Hans-Joachim Leusch als Stadionsprecher überliefert. Ehrenamtlicher Stadionsprecher im Bökelbergstadion war dann für 30 Jahre von 1962 bis 1992 Rolf Göttel. Noch heute läuft im Borussia-Park nach jedem Tor der Heimmannschaft seine charakteristische Durchsage „Tor für die Borussia“ als Jingle vom Band. 1992 wurde Göttel von Wolfgang F. Greven abgelöst, auf den Carsten Cramer folgte. 1999 übernahm Torsten Knippertz für zwei Jahre, den dann André Fossen für die Jahre 2002 und 2003 beerbte. Matthias Opdenhövel übernahm anschließend das Amt bis 2006, so dass er durch die ersten Spiele im Borussia-Park führte. Seit 2006 ist wieder Torsten Knippertz der Stadionsprecher von Borussia Mönchengladbach.

## Fankultur
Neben prominenten Fans wie Theo Zwanziger, Wolfgang Thierse, Sven Ottke, Kai Ebel, Mickie Krause, Matthias Opdenhövel, Peer Steinbrück, Dunja Hayali und Hannelore Kraft gibt es in vielen Ländern Fan-Clubs, bis nach Kalifornien, Südafrika und Neuseeland. Bekannte Fans des Vereins waren „Steinwegs Mamm“, die mit ihrer Trommel schon in den 1960er Jahren die Mannschaft unterstützte, und Ethem Özenrenler, bekannt unter seinem Spitznamen „Manolo“, der seit 1977 fast 25 Jahre in der Nordkurve des Bökelbergstadions die Trommel schlug.

### Freundschaften und Rivalitäten
Nach dem DFB-Pokalspiel gegen den 1. FSV Mainz 05 am 25. Oktober 1994, welches mit 6:4 für Mönchengladbach sehr torreich ausfiel, entwickelte sich eine Fanfreundschaft zwischen Mainzern und Borussen, die inzwischen nur noch von wenigen Anhängern gepflegt wird.
Dagegen hat die lange Freundschaft zum FC Liverpool nach wie vor Bestand, die aus gemeinsamen Zeiten stammt, als beide Mannschaften regelmäßig in internationalen Spielen aufeinander trafen. So reisen Anhänger Borussias gelegentlich nach Liverpool, um sich Spiele der „Reds“ vor Ort anzuschauen. Umgekehrt nutzen heute noch Anhänger aus Liverpool einen Besuch in Mönchengladbach, um die gemeinsame Fanfreundschaft beider Vereine zu symbolisieren. Die Fans von Mönchengladbach sammelten als einzige Faninitiative insgesamt 21.000 DM für die Hinterbliebenen der 96 Toten der Stadion-Katastrophe von Sheffield (1989) und überreichten sie den Offiziellen des FC Liverpool 1991 in Mönchengladbach. Zum 110-jährigen Vereinsjubiläum von Borussia Mönchengladbach reiste am 1. August 2010 der FC Liverpool zu einem Freundschaftsspiel an. Die Partie vor 51.515 Zuschauern im Borussia-Park konnte Mönchengladbach mit 1:0 für sich entscheiden.
Eine starke sportliche Rivalität besteht dagegen zwischen Mönchengladbach und dem rheinischen Rivalen 1. FC Köln. Das „Rheinische Derby“ zwischen den „Fohlen“ und den „Geißböcken“ ist ein Klassiker in der Fußball-Bundesliga. Im Juli 2020 kam es in der ARD-Quizshow Gefragt – Gejagt zu einem Kuriosum. Der Quizkandidat und Gladbach-Fan Claus Blümel hatte sich standhaft geweigert, den Namen des großen Rivalen 1. FC Köln auszusprechen und dafür auf einen Gewinn von 500 Euro verzichtet. Moderator Alexander Bommes hatte den Kandidaten gefragt: „Welcher Verein wurde in der Saison 2018/2019 Zweitliga-Meister?“ Statt richtig zu antworten, sagte Blümel: „Nee, das sprech ich nicht aus!“ Die Sendung war am 13. Juli 2020 ausgestrahlt worden. Sein Herzensverein und ein Sponsor des Clubs hat daraufhin ein Versprechen eingelöst und den Fan für seine standhaft gelebte gesunde Rivalität mit einem Fohlen-Trikot und einem Gutschein in Höhe der verschmähten 500 Euro bedacht.

### Fanprojekt
Im Jahre 1983 schlossen sich verschiedene Fanclubs von Borussia Mönchengladbach zu einer Interessengemeinschaft zusammen. Das Projekt entwickelte verschiedene Aktivitäten, wie eine „Deutsche Meisterschaft der Borussia Mönchengladbach Fanclubs“, sowie seit 1986 die Ausgabe des Fanzines Nordkurve. Das Fanprojekt organisierte den Fan-Umzug vom Bökelberg zum Borussia-Park im Jahr 2004. Im Jahre 2006 eröffnete das Projekt das Fan-Haus in der Nähe des neuen Stadions. Seit 1997 ist das Fanprojekt Mönchengladbach ein eingetragener Verein und wird als gemeinnützig im Sinne der Jugendhilfe und Jugendpflege anerkannt. Die Zahl der Mitgliedsclubs stieg von 105 Clubs 1984 auf 348 Clubs im Jahre 1999, die Zahl der Mitglieder von anfangs 75 nahm auf über 2700 zu.

### Lieder
Als offizielle Vereinshymne gilt das Lied Die Elf vom Niederrhein, die vor jedem Heimspiel gesungen wird. Text und Musik wurden 1995 von Rüdiger Nau geschrieben und erstmals von der Band Borussia Fans Marburg veröffentlicht. Nau trat die Rechte an die Gruppe B.O. ab, eine Gruppe des Fanprojekts. Diese nahm die heute bekannte Version 2012 auf. Daneben haben die Lieder Wir sind Borussia und Die Seele brennt einen festen Platz bei den Fangesängen. Die ursprüngliche Liverpool-Hymne von Gerry & the Pacemakers, You’ll Never Walk Alone, wird öfters angestimmt.
Die Torhymne, die nach jedem Heimspieltor der Borussia erklingt, ist der Refrain des Liedes Maria (I Like It Loud) der Gruppe Scooter. Begleitet wird sie von der sonoren Ansage „Tor für die Borussia“, die von Rolf Göttel stammt, der jahrzehntelang als ehrenamtlicher Stadionsprecher der Borussia im Bökelbergstadion arbeitete.

### Maskottchen

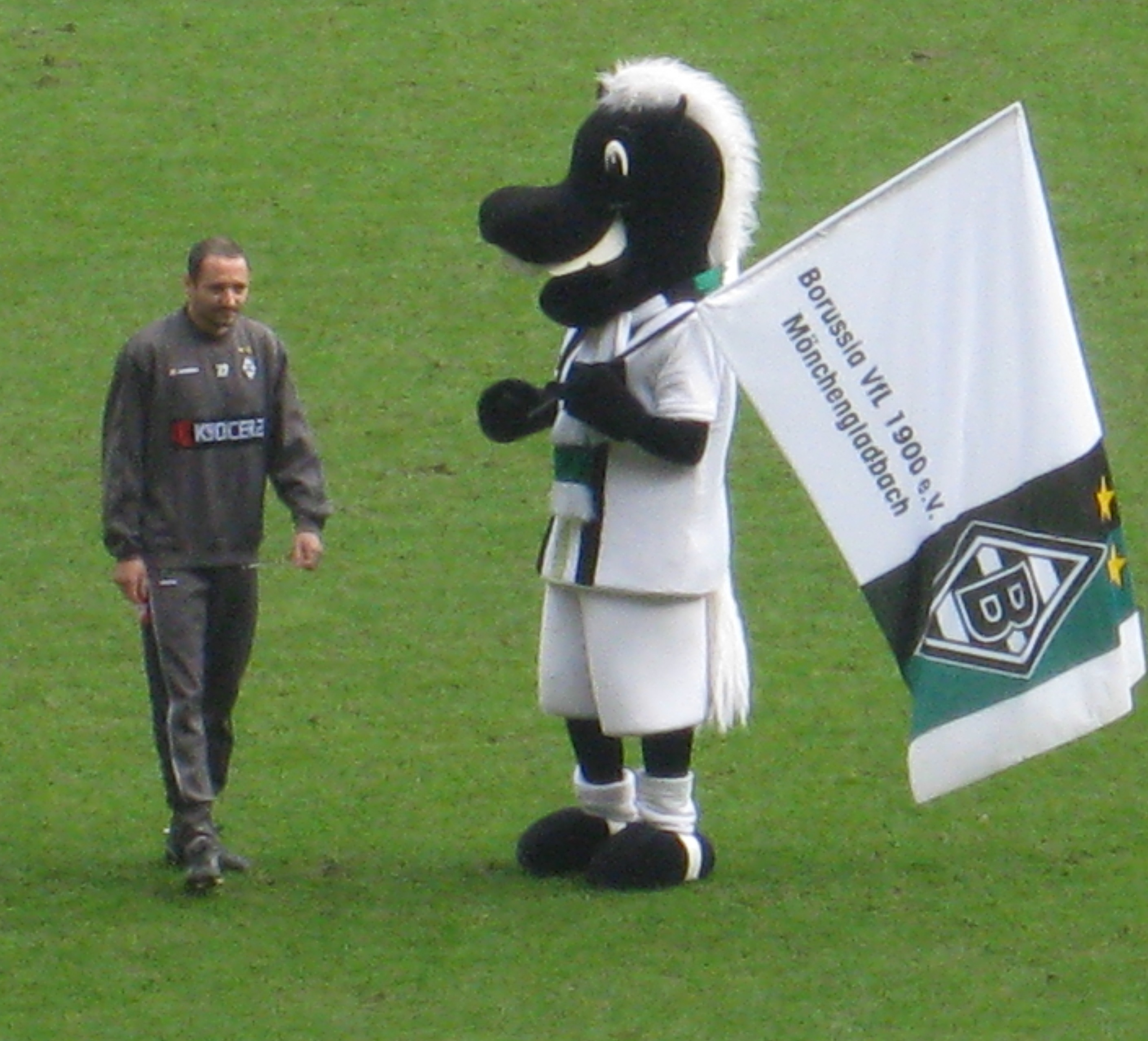
Oliver Neuville und Maskottchen Jünter

Ein erstes Maskottchen wurde von Manager Helmut Grasshoff kreiert und hieß Bumsi. Der Kopf bestand aus einem an den Telstar angelehnten Ball mit Augen und schwarzen, krausen Haaren. Das offizielle Maskottchen des Vereins ist seit der Saisoneröffnung 1998 das Fohlen Jünter, dessen Name sich an den aus Mönchengladbach stammenden und langjährigen Borussen-Spieler Günter Netzer anlehnt. Das Maskottchen trägt das Trikot des Vereins mit der Nummer 10 aus dem Jahr 1973. Im gleichen Trikot schoss Günter Netzer die Borussia in seinem letzten Spiel für den Verein zum Pokalsieg gegen den 1. FC Köln. In der seit dem Jahre 1965 zu jedem Heimspiel erscheinenden Stadionzeitung FohlenEcho, ursprünglich von Günter Netzer herausgegeben, hat Jünter eine eigene Kolumne, in der er zu aktuellen Themen im Umfeld des Vereins humoristisch Stellung nimmt. Darüber hinaus erscheint zweimal im Jahr Jünters Welt – Das Magazin, welches an alle Vereinsmitglieder unter elf Jahren versendet wird. In kindgerechten Fotostories trifft sich Jünter mit Spielern Borussias und berichtet über ihren Alltag. Das Magazin bietet Einblicke in den Verein und enthält Bastelanleitungen und Malvorlagen. Außerdem gibt es einen Jünter-Tag, zu dem jüngere Mitglieder im Sommer zu einem Heimspiel am Borussia-Park eingeladen werden. An diesem Tag organisiert der Verein Mitmachaktionen für Kinder und Spieler und Vorstandsmitglieder des Vereins stellen sich vor. Abschließend führt das Maskottchen die Kinder zu Besuch eines Heimspiels.

## Sponsoren und Ausrüster

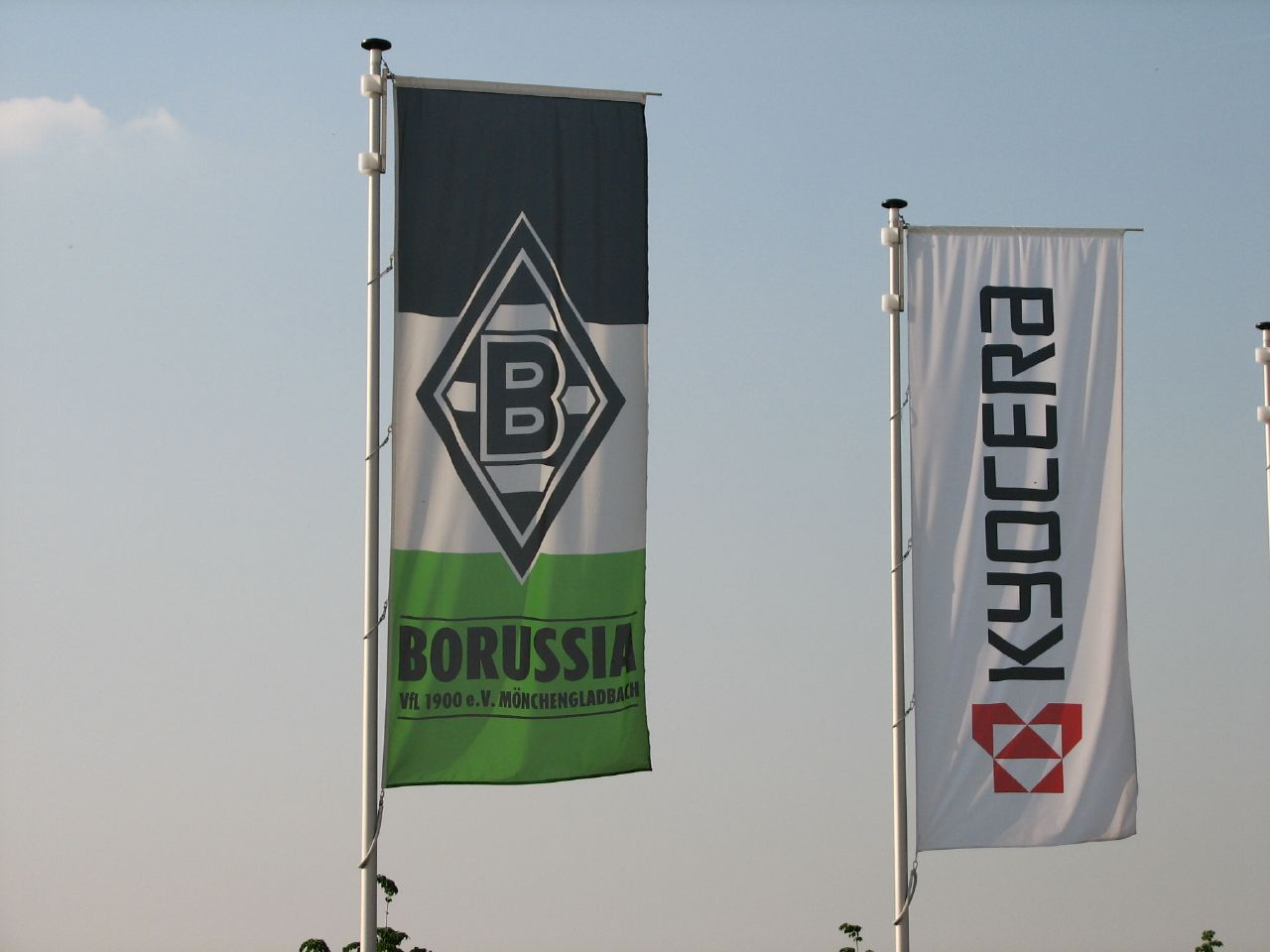
Flaggen von Borussia und dem damaligen Hauptsponsor Kyocera (2006)

In der Saison 1976/77 wurde der Energieversorger Ruhrgas erster Sponsor des Vereins. Der Schriftzug Erdgas erschien für vier Spielzeiten bis 1980 und einem Betrag von einer Million DM pro Saison auf den Trikots der Spieler. Es folgte 1980/81 der Einstieg von Datsun, die für drei Jahre Sponsor blieben. Danach stieg wieder Ruhrgas ein, die bis 1990 Hauptsponsor blieben. Mit Tuborg wurde danach für zwei Jahre die erste Brauerei Sponsor. Mit Trigema folgte ein Vertreter der Textilbranche. Im Jahr 1994 sponserte mit Diebels eine weitere Brauerei den Verein. Ab 1997 folgten zwei Vertreter der Computerbranche, Belinea und Maxdata, denen mit Jever wieder eine Brauerei folgte. Von 2005 bis 2009 war Kyocera, ein Hersteller von Druckern, Kopierern und Multifunktionsgeräten, der Hauptsponsor. Das Unternehmen zahlte rund 5 Millionen Euro pro Saison. Am 10. Juni 2009 gab die Vereinsführung mit der Postbank den Hauptsponsor für die nächsten zwei Jahre bekannt. Das Engagement der Postbank wurde mehrfach verlängert und endete mit der Saison 2019/20. Ab der Bundesliga-Saison 2020/21 tritt mit dem Onlinebroker Flatex wieder ein Unternehmen aus der Finanzbranche als Hauptsponsor des Vereins auf. Das Engagement des Unternehmens mit Hauptsitz in Frankfurt am Main besitzt eine Laufzeit bis 30. Juni 2023 und läuft bis zum Ende der Saison 2023/2024. Am 28. Februar 2024 gab der Verein bekannt, dass der vorherige Co-Partner Reuter, ein E-Commerce-Händler für Badprodukte, welcher ebenfalls in Mönchengladbach seinen Hauptsitz hat, ab der Saison 2024/2025 der neue Hauptsponsor der Borussia sein wird. Die Partnerschaft soll bis mindestens 2026 laufen mit einer Option auf ein weiteres Jahr. Flatex wird weiterhin bis zumindest 2027 Co-Sponsor bleiben.
Neben den Hauptsponsoren arbeitet Borussia seit 1976 mit festen Ausrüstern. Der erste langjährige Vertragspartner war bis 1992 die Firma Puma. Es folgten für drei Jahre die Firma Asics, dann für einen Zeitraum von acht Jahren Reebok sowie zwischen 2003 und 2013 Lotto. Von der Saison 2013/14 bis zur Saison 2017/18 war der italienische Sportartikelhersteller Kappa offizieller Ausrüster der Borussia. Ab 2014 wurde Kyocera Co-Sponsor. Ab der Saison 2018/19 übernahm die Ausrüstung erneut der Sportartikelhersteller Puma. Der Vertrag mit dem Unternehmen aus Herzogenaurach geht über mindestens sechs Jahre und gilt bis hinunter zu den Juniorenmannschaften.

## Fohlen.TV
Seit dem 1. Juli 2008 betreibt Borussia Mönchengladbach einen eigenen Fernsehsender, der Fohlen.TV genannt wird und ausschließlich über das Internet zu empfangen ist. Das Programm umfasst tagesaktuelle Nachrichten aus dem Verein und der Welt des Fußballs, Vorstellung von Neuzugängen, Freundschaftsspielen, Reportagen und Porträts der Spieler. Die Beiträge werden zum Teil von der Vereinseigenen Presseabteilung selbst als auch von einer externen Produktionsfirma hergestellt. Die Spiele der Bundesliga-Mannschaft werden eine Stunde nach Spielende in voller Länge übertragen. Teile des Fohlen.TV-Programms werden im Mönchengladbacher Stadtfernsehsender CityVision übertragen.

## Andere Abteilungen des Vereins
Neben der Herren-Fußballabteilung betreibt der Verein auch eine Frauenfußballabteilung, deren erste Mannschaft ebenfalls im Bereich der höchsten deutschen Spielklassen angesiedelt ist. Darüber hinaus gibt es noch eine Handball- und eine Tischtennisabteilung, deren Aktivitäten zum Breitensport zu zählen sind. Im Jahr 2019 hat der Verein mit einer FIFA-19-Mannschaft ein Engagement im Bereich E-Sport begonnen.

### Abteilung Frauen- und Mädchenfußball
Die Frauenfußball-Abteilung wurde 1995 mit Unterstützung des Managers Rolf Rüssmann gegründet. In der Saison 1995/96 meldete der Verein erstmals eine U16 7er- und eine Frauenfußballmannschaft für den Start in der Kreisklasse. Der Mannschaft gelang 1999 der Aufstieg in die Niederrheinliga und in der Saison 1999/00 der Aufstieg in die Verbandsliga. In der Saison 2008/09 stieg die Mannschaft als Erster der Verbandsliga mit einem Torverhältnis von 132:14 in die Regionalliga auf. Zwei Jahre später folgte als Regionalligameister der Aufstieg in die 2. Bundesliga, aus der sie aber ein Jahr später wieder abstieg. In den Saisons 2014/15 und 2015/16 gelang der Durchmarsch von der Regionalliga in die 1. Bundesliga. In den Folgejahren wechselten Abstieg und Aufstieg sich jeweils ab. Seit der Saison 2019/20 spielen sie wieder in der 2. Bundesliga. Die Spiele der ersten Frauenmannschaft werden im Grenzlandstadion in Rheydt ausgetragen, die anderen Mannschaften der Abteilung spielen meist in der Sportanlage Am Haus Lütz im Mönchengladbacher Stadtteil Bettrath.

### Handballabteilung
Die Handballabteilung wurde 1924 gegründet, eine Neugründung erfolgte 1944. Die Spiele werden in der Jahnhalle im Mönchengladbacher Stadtteil Hardterbroich-Pesch ausgetragen. Im Jahr 2019 sind vier Herren- und zwei Damenmannschaften sowie einige Jugendmannschaften in verschiedenen Altersklassen gemeldet. Die 1. Herrenmannschaft spielt in der Oberliga Niederrhein.

### Tischtennisabteilung
Die Tischtennis-Abteilung wurde am 10. Juli 1956 durch eine Übernahme des TTC Rot-Weiß Mönchengladbach gegründet und in den Westdeutschen Tischtennis-Verband aufgenommen. Nach vielen sportlichen Rückschlägen fusionierte die Abteilung mit der Tischtennisabteilung des Post SV Mönchengladbach. Die erste Mannschaft stieg 1973 in die Bezirksklasse auf und gewann den Kreispokal sowie den Bezirkspokal der Kreispokalsieger. Im Jahr 1995 fusionierte die Abteilung mit der Mannschaft des Post SV Mönchengladbach. Seit 1999 richtet die Abteilung die Tischtennis-Stadtmeisterschaften in Mönchengladbach aus. Am 6. Juli 2006 feierte die Abteilung ihr 50-jähriges Bestehen. In der Saison 2018/19 waren insgesamt 15 Mannschaften in verschiedenen Spielklassen gemeldet. Die Abteilung besteht aus Herren- und Damen- sowie Jugend- und Schülermannschaften, die in unterschiedlichen Staffeln spielberechtigt sind. In der Spielzeit 2024/25 verfügt die Borussia über sieben Herren-Mannschaften, deren erste in der Bezirksoberliga Niederrhein antritt, eine Damen-Mannschaft in der 2. Bezirksliga, zwei Ü40-Seniorenteams und insgesamt vier Nachwuchsmannschaften unterschiedlicher Altersklassen.

### E-Sport
Im Januar 2019 veröffentlichte Borussia Aktivitäten im Bereich E-Sport und stellte ein eigenes Team für das Spiel FIFA 19 vor, das aus den vier Spielern Michael Phenomeno Gherman, Stefan Topik Beer, Yannick Jeff95 Reiners und Georgios Georgios7 Papatolis besteht. Das Team nahm von Januar bis März 2019 an der Club Championship der Virtual Bundesliga teil und belegte zu Saisonende den dritten von 22 Plätzen. Auch in der Saison 2019/20 stellt der Verein eine Mannschaft für diesen Wettbewerb.

## Weitere Informationen
- Borussia Mönchengladbach – Namen und Zahlen